# Río Mosa
El río Mosa (en alemán: Maas; en francés: Meuse; en neerlandés: Maas) es un importante río europeo de la vertiente del mar del Norte, que nace en Francia y tras fluir por Bélgica y los Países Bajos desemboca a través del delta común del Rin-Mosa-Escalda. Tiene una longitud de 950 km —el 31.º río europeo más largo y el 18.º de los primarios— y drena una cuenca de más de 36 000 km² —78.ª cuenca europea y 6.ª del mar del Norte—: 14 000 km² corresponden a Bélgica, 9000 km² a Francia y 8000 km² a los Países Bajos, siendo el resto de Alemania (4000 km²)  y Luxemburgo (500 km²). Tiene un caudal medio de 400 m³/s. Su cuenca está habitada por nueve millones de europeos. Como curiosidad adicional, fue en este río donde se hallaron los primeros restos del "mosasaurus", un reptil marino del cretácico superior que se convirtió en uno de los depredadores máximos de los mares y océanos de su tiempo.
El Mosa nace en el noreste de Francia a solamente 409 m de altitud, y discurre primero en dirección norte, después hacia el noreste tras cruzar el macizo de las Ardenas y, por último, al oeste. Desemboca a través del Haringvliet, un entrante del mar del Norte, después de dividirse en varios ramales ahora abandonados que dejan entre ellos un amplio delta.
Administrativamente, el río discurre por la nueva región francesa de Gran Este —departamentos de Haute-Marne, Vosgos, Mosa y Ardenas—, por las regiones belgas de Valonia —provincias de Namur y Lieja— y Flandes —provincia de Limburgo— y por las provincias neerlandesas de Brabante Septentrional, Limburgo, Güeldres, Holanda Meridional y Utrecht. Las ciudades más importantes en su curso son las francesas Commercy, Verdún, Mouzon, Sedán, Charleville-Mézières y Givet, las belgas Dinant, Namur, Andenne, Huy, Seraing, Lieja y Maaseik y las neerlandesas Maastricht, Roermond, Venlo y Róterdam.
Sus principales afluentes son los ríos Semois (210 km), Sambre (190 km), Ourthe (165 km), Rur (164,5 km), Chiers (127 km), Niers (117 km) y Lesse (89 km).
El río es navegable desde la ciudad de Saint-Mihiel para gálibos gabarit Freycinet (250 toneladas), desde Givet para péniches (barcazas de 1350 t) y desde el puerto autónomo de Lieja y hasta Róterdam, por buques del tipo renano (2500 t) y barcazas (2 x 4500 t). Está comunicado por medio de varios canales con las cuencas del Rin y del Sena.
Históricamente, el Mosa fue la frontera occidental del Sacro Imperio Romano Germánico desde su creación, en el siglo IX, hasta la anexión de la mayor parte de Alsacia y Lorena por Francia tras el tratado de la Paz de Westfalia, en 1648, y de la anexión del Principado de Lieja, en 1792, también por Francia. Nostálgicamente, el río es mencionado aún hoy en el himno alemán.
Los gobiernos de los cinco países de su cuenca —y también de las tres regiones de Bélgica— firmaron el 26 de abril de 1994 un «Acuerdo internacional sobre el Mosa» en Charleville-Mézières con el fin de solucionar todas las cuestiones relativas al río, incluso la cuestión de la manera en que las autoridades políticas correspondientes se entienden para preservar los intereses que comparten. Se estableció también una Comisión Internacional del Mosa para llevar el acuerdo a la práctica. Un nuevo acuerdo fue firmado el 3 de diciembre de 2002 en Gante, que entró en vigor el 1 de diciembre de 2006.

## Etimología
El primer registro escrito que menciona el río lo nombra en latín Mosa. Sin embargo, el nombre del río es anterior a la época romana y se remonta al menos al período celta. De hecho, el nombre de la villa de Mouzon significa «mercado del Mosa» en celta (Moso-magus). La etimología de Mosa es desconocida. En la Tabla de Peutinger (a partir del siglo IV), el Mosa no se denomina Mosa, sino Flumen Patabus.
El nombre neerlandés Maas deriva del neerlandés medio Mase, que proviene de la presumida pero no atestiguada forma en viejo neerlandés *Masa, del proto-germánico *Masō. Solo el moderno neerlandés conserva esta forma germánica, sin embargo.
A pesar de la similitud, el nombre germánico no deriva del nombre latino, a juzgar por el cambio de la antigua o en una a, que es característico de las lenguas germánicas. Esto indicaría que ambos nombres latino y germánico probablemente derivaran de una fuente Proto-celta, que habría sido *Mosā.
Del latín Mosa proviene el adjetivo francés mosan y el español mosano. Varios topónimos derivan del nombre del río: además de Mouzon también Mosela y Maastricht (en latín Mosa Trajectum).

## Historia

### Una arteria comercial en la Edad Media
El Mosa fue una arteria económica de primer orden ya desde la antigüedad, manteniendo su influencia en los intercambios comerciales forjados durante la época merovingia, como testimonian la difusión de técnicas y motivos en su cuenca bien atestiguados en las excavaciones arqueológicas. También fue la columna vertebral del obispado de Lieja, convertido luego en principado episcopal (980-1795) en la segunda mitad de la Edad Media. Así, la autoridad del príncipe obispo se extendía sobre los faubourgs (o ciudades enteras) unidos por el río: Dinant, Namur, Andenne, Huy. En cada una de estas ciudades, un puente y una iglesia dedicada a la Virgen percibían el derecho de paso, alimentando el tesoro episcopal.
Marc Suttor considera que el tráfico en el Mosa debía ser comparable con el del Loira, Sena y Rin, en particular del vino, el principal producto transportado en los grandes ríos europeos en la Edad Media y el Renacimiento, y que sería un tráfico igual en el siglo XVI a la producción de vinos de Burdeos. Aprovechando este eje comercial, la orfebrería mosana (en especial, la dinandería, es decir, el trabajo del latón) se desarrolló durante toda la Edad Media. La leyenda histórica informa que la práctica de la dinandería enfrentaba Bouvignes a Dinant: Philippe de Commynes (1447-ca. 1511) lo ha contado bien en sus columnas y el historiador Jules Michelet (1798-1874) también lo recoge.

### Río fronterizo
Desde finales del siglo XIII, el Mosa fue uno de los «cuatro ríos» («royaume des quatre rivières», haciendo referencia al Tratado de Verdún (843) que había fijado el límite entre la Francia Occidental y la Lotaringia en los cursos del Escalda, del Mosa, del Saona y del Ródano) que definieron la frontera entre el reino de Francia y el Sacro Imperio Romano Germánico. Este límite, justificado por la memoria del tratado, iba desde la fuente del río hasta la villa de Mézières y corría por el medio de los principados que encontraba, incluyendo el condado de Bar. (En 1301 Enrique III de Bar recibió la parte occidental (Barrois mouvant) como un feudo francés de manos del rey Felipe IV.) Esta frontera fue una realidad, pero sobre todo un objeto de representación, estilizando los distintos límites (fiscal, judicial y feudal) del reino. Los ribereños de la Edad Media eran conscientes de la discrepancia entre la idea oficial de un límite fluvial y la realidad de las fronteras complejas. A partir de 1390, en las encuestas reales, los testimonios afirman que había bornes de bronce sumergidos en el río, sin que nadie los hubiera visto. Este mito muestra el respeto que rodeaba este límite sagrado entre Francia y el Imperio.
La frontera se mantuvo estable hasta la anexión de la mayor parte de Alsacia y de los Tres Obispados de Metz, Toul y Verdun por el rey Enrique II en 1552 y la posterior ocupación del ducado de Lorena por las fuerzas del rey Luis XIII en 1633. Por el Tratado de Westfalia (1648), el Mosa ya no fue una frontera de facto, pero siguió siendo una referencia académica hasta el siglo XVIII en Francia. Su curso inferior en la hoy Bélgica (Valonia), parte del «surco industrial», fue la primera área totalmente industrializada de la Europa continental.
En Alemania, el Deutschlandlied («canción de Alemania»), que se convirtió en el himno nacional oficial de Alemania en 1922, alude a ello. La primera estrofa del poema de Fallersleben se refiere a la distribución de los pueblos de habla alemana a principios del siglo XIX y a la extensión de la Confederación Alemana en el momento, retirada en 1945, que dice que Alemania se extiende:

(...) Von der Maas bis an die Memel
Von der Etsch bis an den Belt
Desde el Mosa al Niemen
Desde el Adige al pequeño Belt

Esta memoria del Sacro Imperio Romano Germánico fue también la negación de las reivindicaciones francesas en la frontera del Rin.

### El saqueo de Dinant y de Lieja
El duque de Borgoña Felipe el Bueno tomó Dinant en 1466, incendiando y masacrando a sus habitantes arrojándolos atados de dos en el Mosa. Dos años más tarde, Lieja sufrió el mismo destino. Lieja y Dinant eran parte del principado de Lieja, mientras que la ciudad de Bouvignes-sur-Meuse era parte del condado de Namur, ya borgoñón. Más que una querella de campanarios, hay que ver razones políticas y económicas que superaban en mucho el microcosmos dinantés: quien controlaba el río, controlaba la economía.

### Río industrial

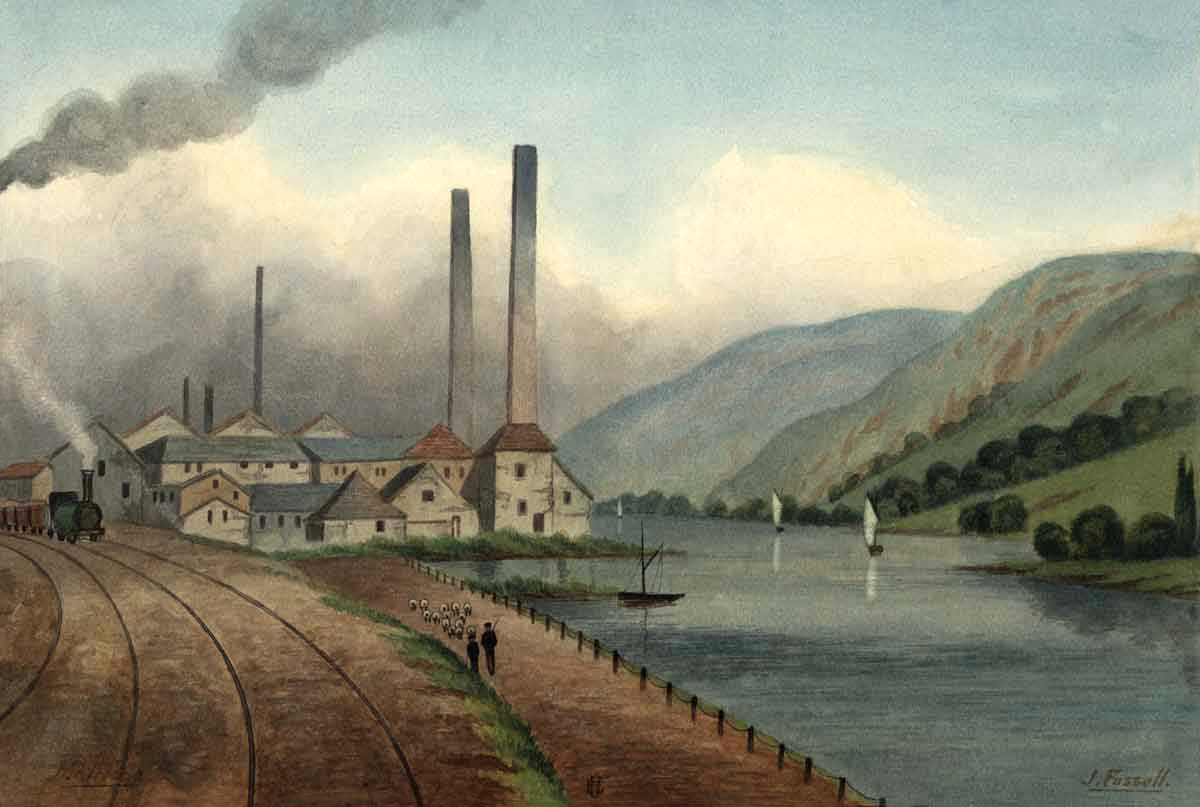
Las fábricas en Saint-Georges-sur-Meuse Acuarela de J. Fussell (mediados del).

El Mosa ya era industrial en la Edad Media y algunos historiadores trazan así una zona industrial que iría desde la ciudad de Dinant a Lieja. Lo será aún más con la revolución industrial. Las forjas y hornos de las Ardenas que llevaban transformando el hierro a partir del carbón vegetal desde hacía siglos, iban a ver cómo su trabajo se desplazaba desde los pequeños ríos rápidos que utilizaban para su industria, hacia los ríos mayores, como el Sambre (que desemboca en el Mosa en Namur) y el propio Mosa. En el curso de una segunda revolución industrial, que se puede hacer comenzar con el advenimiento de Bélgica, se va a edificar la segunda potencia industrial del mundo, desde Charleroi a Lieja, en la vertical de las comarcas hulleras inglesas, del Norte francés y de la Lorena franco-alemana. Solo el Alto Mosa escapará a la fiebre hullera, suplantado por el Sambre que conectó Charleroi con los mercados del mar del Norte. Poco a poco, la siderurgia va adquiriendo preeminencia sobre la extracción minera en Bélgica, siguiendo siempre las cuencas del Mosa medio y del Sambre. Esta industria del acero, ahora en declive, sigue existiendo a pesar de todo y fue integrada en el acuerdo Mittal-Arcelor, pero sufre hoy por la dura competencia internacional y la crisis económica de 2008.

### La pesadilla de 1914

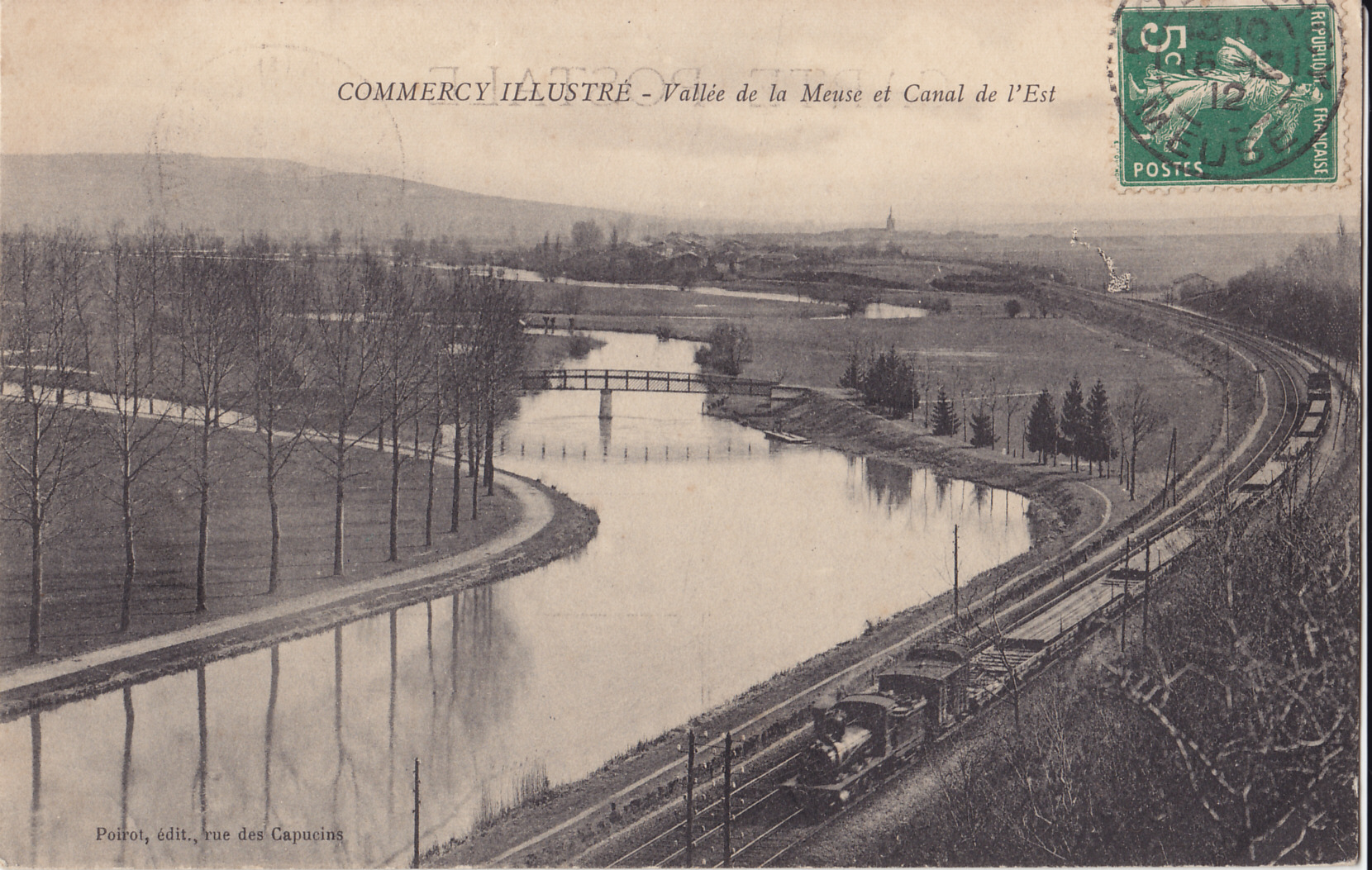
El Mosa en Commercy hacia 1912, seguido en un lado por la Línea de París-Este a Estrasburgo-Ville y del otro por el Canal del Este.

El Mosa ha sido también un río trágico cruzado muchas veces en el curso de las invasiones y las rivalidades europeas. El 23 de agosto de 1914, varias unidades de infantería del Ejército Imperial Alemán —los regimientos 100.º, 101.º, 103.º, 108.º, 178.º y 182.º— intentaron cruzar el Mosa por Dinant, ciudad belga establecida a ambos lados del río.
Fueron rechazados en la orilla occidental del Mosa por los soldados franceses del general Franchet d’Espèrey (entre los que estaba un entonces teniente Charles de Gaulle), que reconquistaron los barrios orientales de Dinant, al otro lado del Mosa. Durante el exitoso asalto francés, la población confraternizó con los soldados de Franchet d’Espèrey y cantó La Marsellesa varias veces. 
Tras su retirada el ejército alemán retomó la ciudad y fusiló a civiles como represalia por, supuestamente,  haber atacado a las fuerzas alemanas. Como en otras ciudades de Bélgica o de Francia, los alemanes estaban convencidos (erróneamente) de que tendrían que hacer frente a los franc-tireurs (en español francotiradores) (recuerdos del conflicto de 1870, que se volvieron una inquietante alucinación). En Dinant, su «falsa creencia sincera» convirtió la ciudad en un enfer de Bosch: varios barrios fueron completamente destruidos por el fuego y hubo 674 víctimas civiles fusiladas por los regimientos alemanes, la mayor masacre en agosto de 1914.

### Mayo de 1940
En 1939, Francia declaró la guerra a Alemania y se preparó para rechazar una invasión. En el marco del plan defensivo francés, el Mosa jugaba un papel importante ya que en buena parte de su curso superior (en Francia, desde la confluencia con el Chiers hasta Namur, en Bélgica) el Mando francés esperaba detener a los alemanes en el cuadro del plan Dyle.
Aguas abajo, los belgas defenderían el río especialmente en el fuerte Eben-Emael para proteger Lieja. Este fuerte cayó el 11 de mayo de 1940, al día siguiente de la ofensiva alemana, y los belgas evacuaron la posición fortificada de Lieja y después la de Namur, dejando solamente atrás las tropas de las fortalezas.
Aguas arriba, sorprendiendo a los franceses el 12 de mayo de 1940, un poco más al norte de Dinant, en Houx, la primera infantería alemana cruzó el Mosa. Al día siguiente, las tropas alemanas de Guderian también cruzaron el Mosa en Sedán causando la brecha de Sedán, así como en Monthermé. Su infantería también cruzó en Givet y Profondeville, pero fracasó en Nouzonville y Charleville-Mézières antes de que los franceses evacuasen sus últimas posiciones en el Mosa el 15 de mayo de 1940; quedó abierta en el frente aliado una gran brecha desde Namur hasta el extremo occidental de la línea Maginot, una brecha que los franceses no pudieron cerrar por falta de reservas suficientes. Las unidades blindadas alemanas pasaron y alcanzaron el canal de la Mancha, cerca de Abbeville el 20 de mayo de 1940, tomando luego por la retaguardia a los ejércitos aliados en el norte de Francia y Bélgica. La batalla de Francia ya estaba prácticamente perdida.

### El Mosa europeo
Se puso en marcha un programa de acción para el periodo 1998-2003 en virtud del cual en 2002 se firmó el Tratado del Mosa, también llamado «Acuerdo de Gante», por el cual Francia, los Países Bajos, Bélgica y Luxemburgo acordaron cooperar en la gestión conjunta del río con los dos estados y las dos regiones de Bélgica. Los proyectos incluyen el retorno de grandes salmónidos a la cuenca y la restauración gradual de la libre circulación de los peces (en todo el Benelux, mientras que una directiva europea (Directiva marco del agua, o DCE) demanda el retorno del buen estado ecológico en 2015 (salvo excepciones a justificar).

## Geografía

### El Mosa en Francia

#### El Mosa en el departamento de Haute-Marne

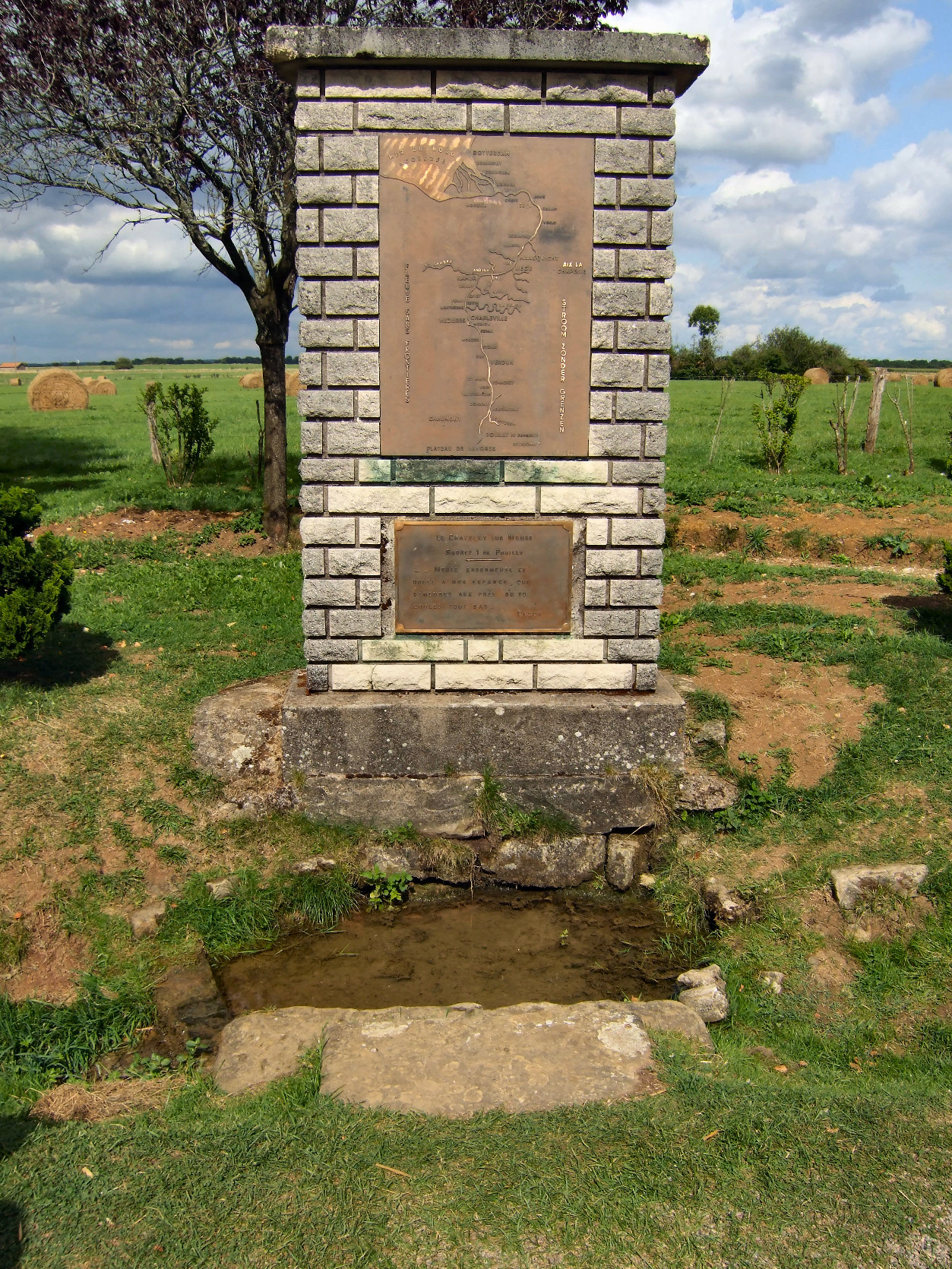
Fuente del Mosa en Pouilly-en-Bassigny

El Mosa nace en Francia en el Bassigny, una pequeña región natural situada en el sur del departamento de Haute-Marne (región Gran Este), y más precisamente en Pouilly-en-Bassigny, un pequeño pueblo de la comuna de Châtelet-sur-Meuse. Su lugar de origen está a 409 metros y hay un hito señalándolo. El Sena, el Marne y el Aube tienen su fuente no muy lejos de la del Mosa, en la meseta de Langres, un punto donde coinciden las vertientes del Atlántico, Mediterráneo y mar del Norte. En esta parte alta el Mosa se dirige primero durante un corto tramo hacia el este, hasta alcanzar la pequeña localidad que le da nombre, Meuse (en la comuna de Val-de-Meuse, de 1933 hab.), donde tras recibir varios arroyos, vira hacia el norte. Pasa luego por pequeñas localidades como Levécourt (99 hab. en 2013), Doncourt-sur-Meuse (47 hab.), Hâcourt (34 hab.), Brainville-sur-Meuse (85 hab.), Bourmont (506 hab.) Saint-Thiébault (242 hab.), Gonaincourt, Goncourt (273 hab.) y Harréville-les-Chanteurs (289 hab.), antes de abandonar el departamento.

#### El Mosa en el departamento de Vosgos
El Mosa se adentra en el departamento de Vosgos donde se produce un fenómeno geológico particular a la altura de Bazoilles-sur-Meuse (604 hab.), las pérdidas del Mosaː el río se filtra bajo tierra para reaparecer varios kilómetros más abajo en la resurgencia del Mosa, cerca de Neufchâteau (6602 hab.). 
En Neufchâteau también recibe al primer afluente de importancia, por la derecha el río Mouzon (27,9 km). Neufchâteau es la primera ciudad del curso del Mosa, hoy subprefectura, que ya fue una ciudad de importancia medieval donde habitualmente se dirimían las diferencias entre el ducado de Lorena y el reino de Francia. Luego el Mosa deja la llanura arcillosa para penetrar en el frente de las costas del Mosa y entrar en un valle estrecho de piedra caliza. 
El Mosa sigue su avance hacia el norte bañando las pequeñas localidades de Frebécourt (303 hab.) y Coussey (739 hab.), y luego pasa frente a la basílica de Bois Chenu. Sigue por Domrémy-la-Pucelle (126 hab.) —donde está la casa natal de Juana de Arco— y Maxey-sur-Meuse (244 hab.), donde recibe por la derecha al río Vair (63,5 km). Luego entra en el departamento de Mosa, al que da su nombre.

El Mosa en el departamento de Vosgos
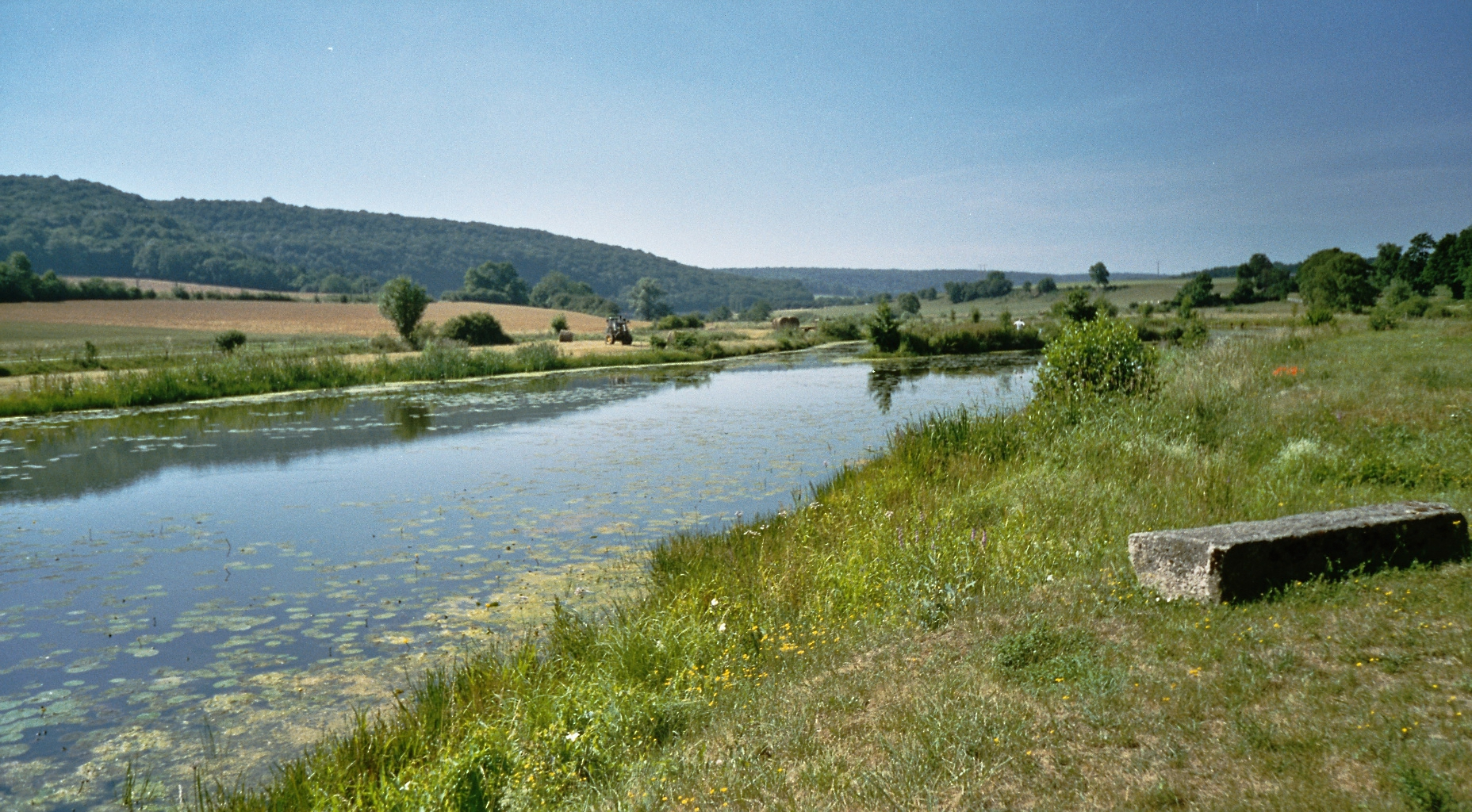
El Mosa en Bazoilles-sur-Meuse
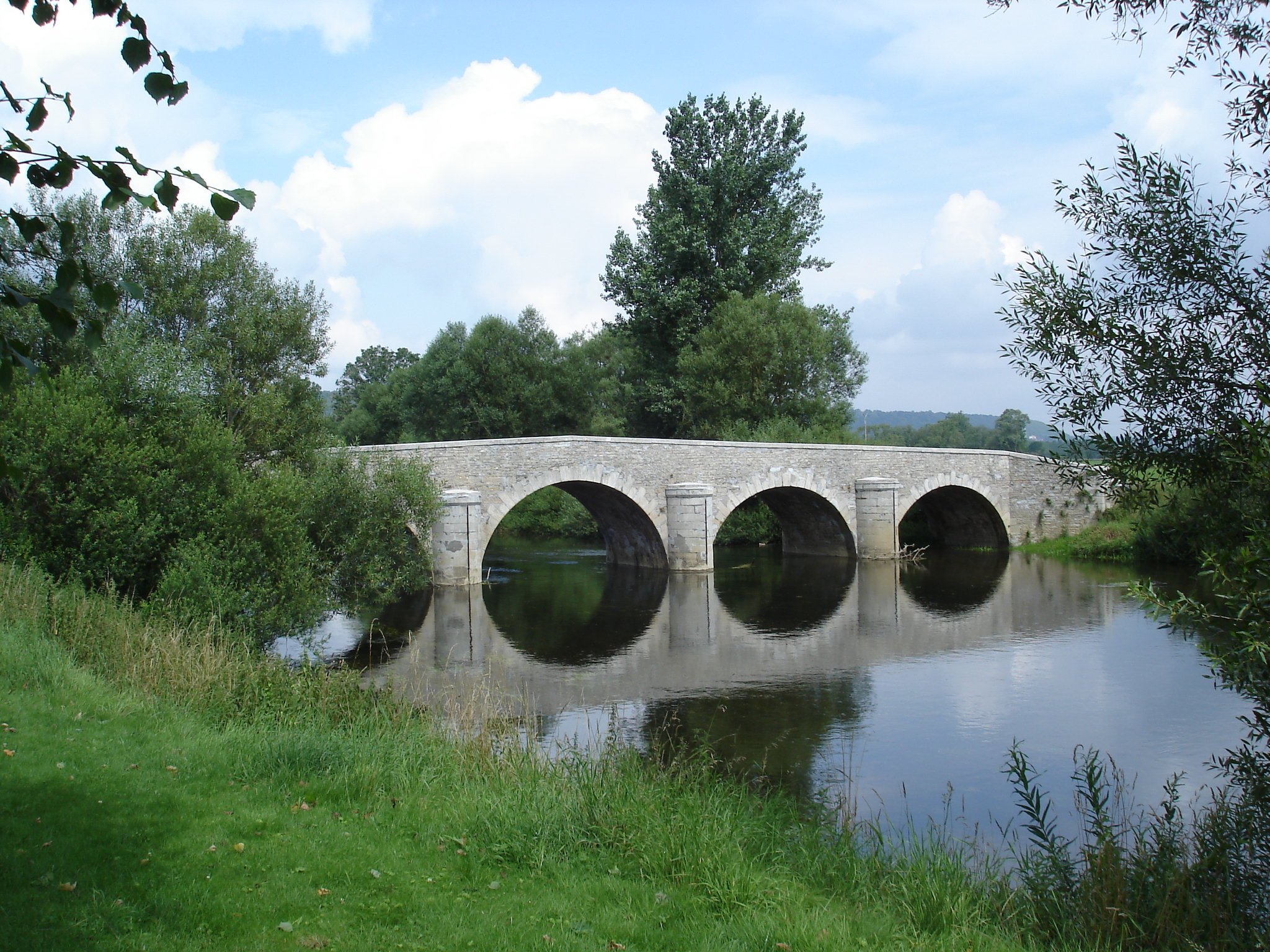
El Mosa en Frebécourt
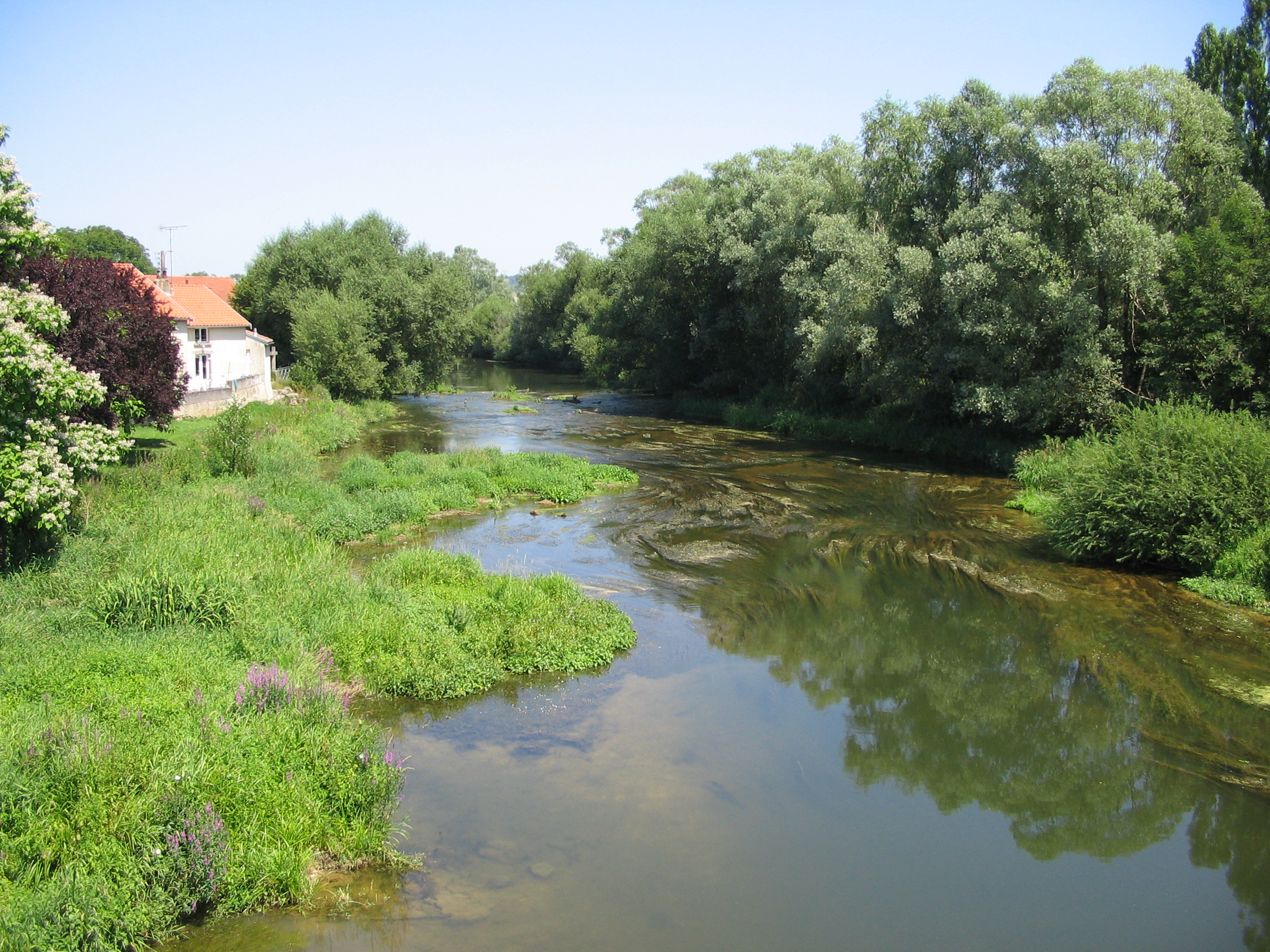
El Mosa en Domrémy-la-Pucelle
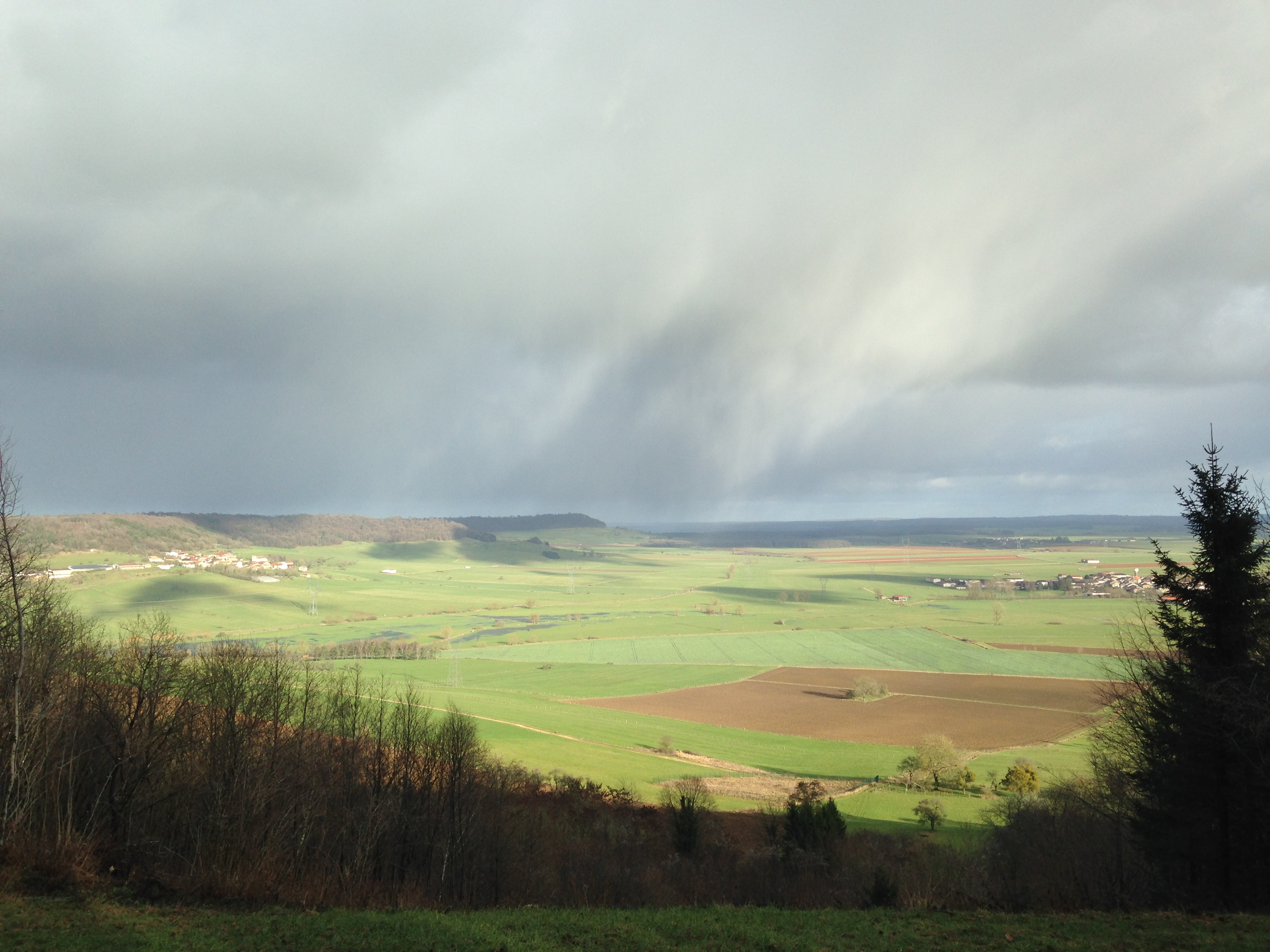
El Mosa en Maxey-sur-Meuse

#### El Mosa en el departamento de Mosa
Continúa el Mosa su lento discurrir por un estrecho valle de suelo calizo, recibiendo las aguas de cortos afluentes. Pasa por Brixey-aux-Chanoines (85 hab.), Sauvigny (245 hab.), Pagny-la-Blanche-Côte (247 hab.), Taillancourt (141 hab.), Champougny (80 hab.), Sepvigny (76 hab.), Vaucouleurs (2036 hab.) y Rigny-la-Salle, donde recibe por la izquierda al río Aroffe (50,2 km). Sigue después por Ugny-sur-Meuse (103 hab.), Saint-Germain-sur-Meuse (271 hab.), Ourches-sur-Meuse (200 hab.), Pagny-sur-Meuse (1031 hab.) y Troussey (425 hab.). 
El Mosa es cruzado luego por el canal Marne-Rin, un canal de 314 km y 178 esclusas construido entre 1838 y 1853, que enlaza las cuencas del Sena y del Rin, el Marne (en Vitry-le-François) con el Rin (en Estrasburgo). Este canal aprovecha la brecha topográfica que se abre a su izquierda y que permite alcanzar la ciudad de Toul, localizada a unos de 12,5 km a orillas del río Mosela (un afluente del Rin).

El Mosa en el departamento de Mosa
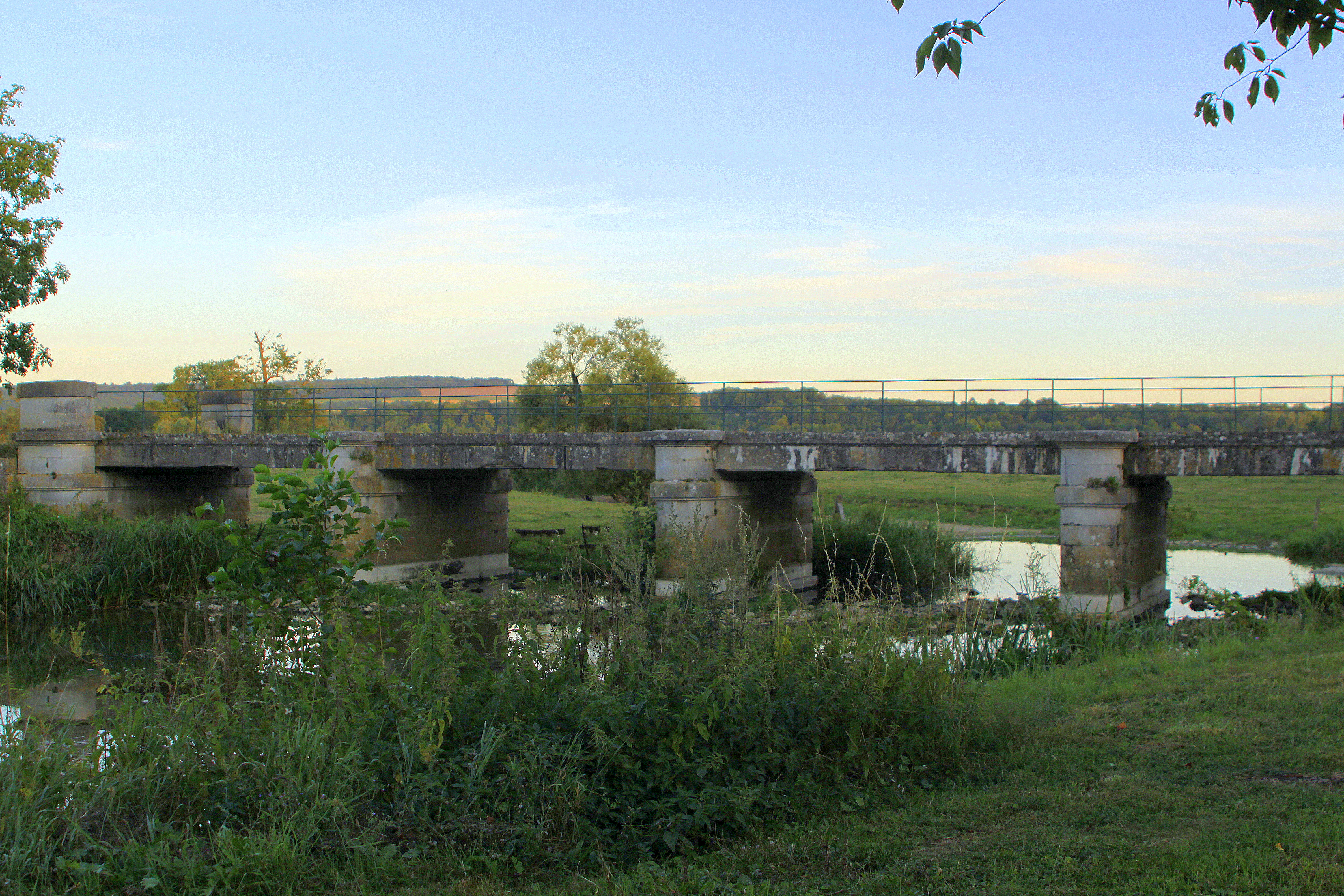
Puente en Taillancourt
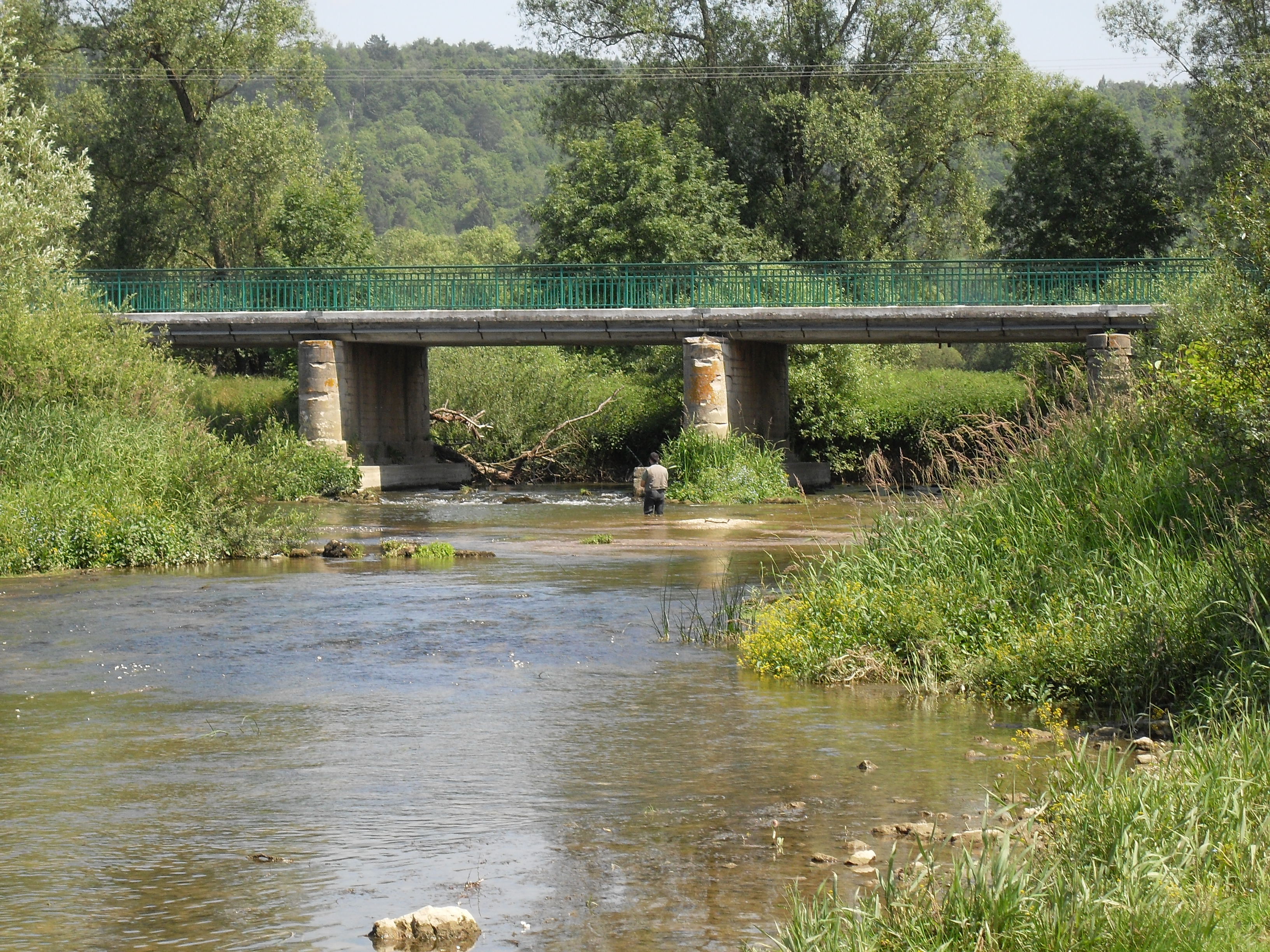
Puente en Ugny-sur-Meuse
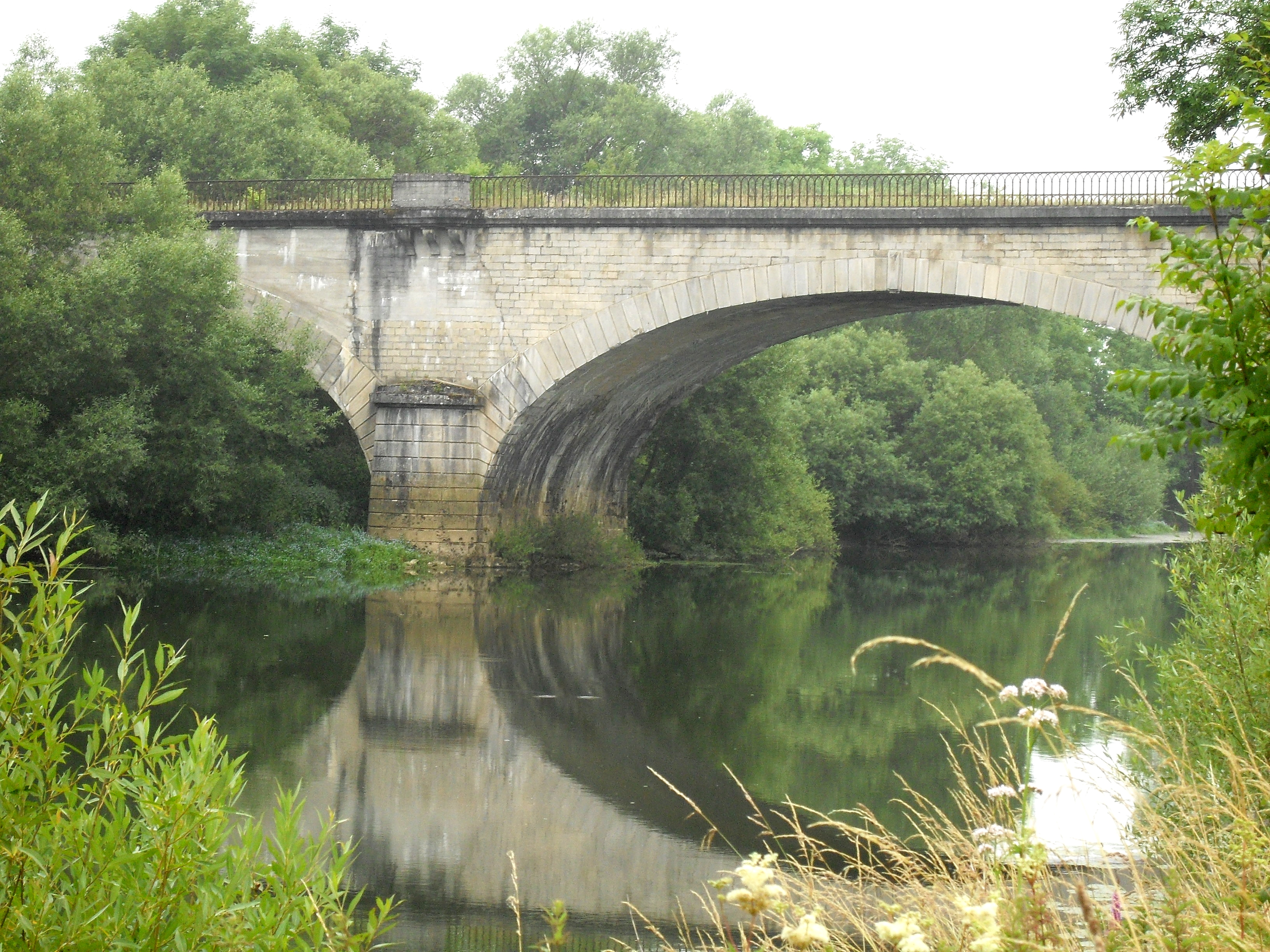
Viaducto en Saint-Germain-sur-Meuse
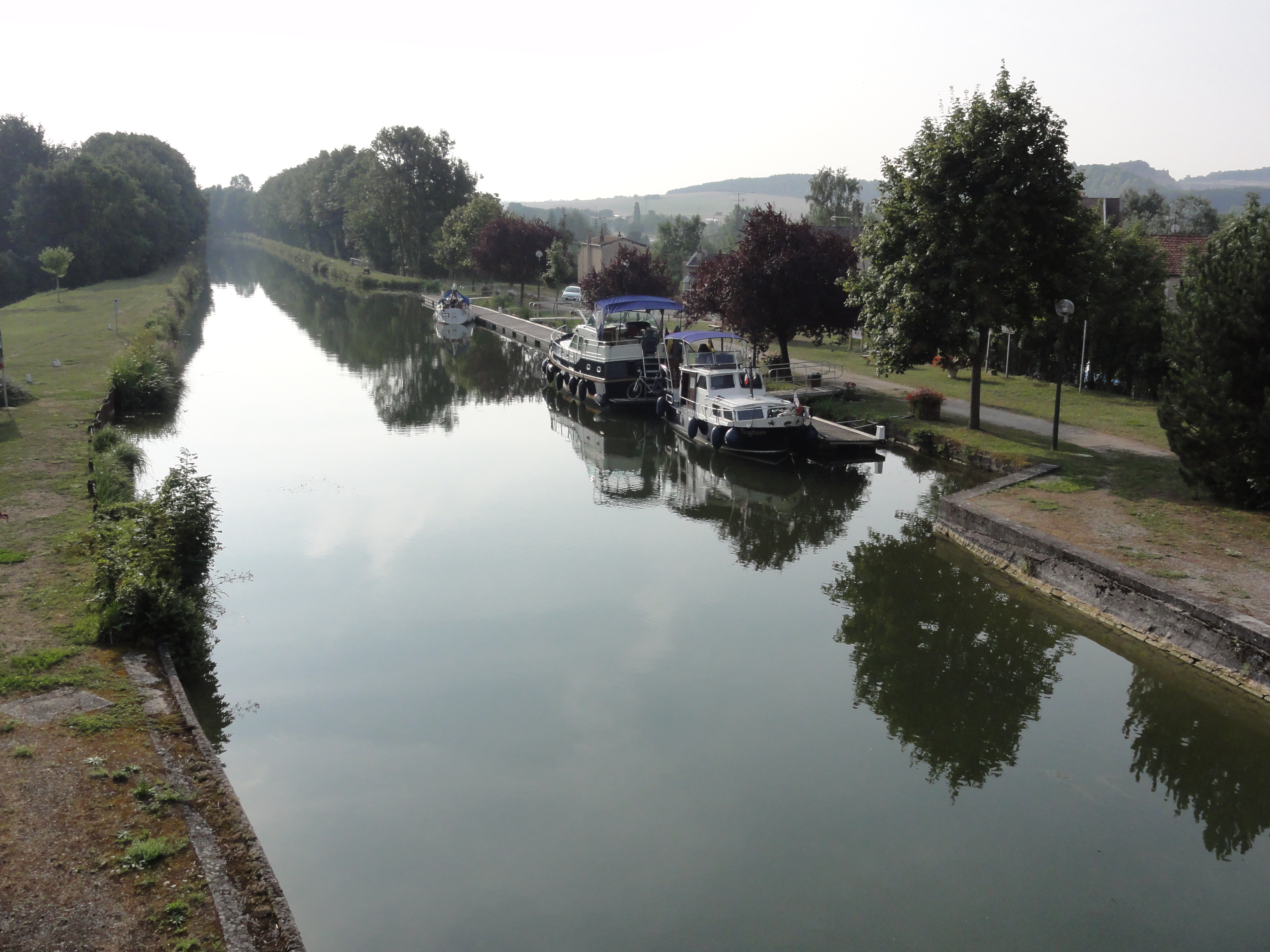
Canal de la Marne al Rhin en Pagny-sur-Meuse
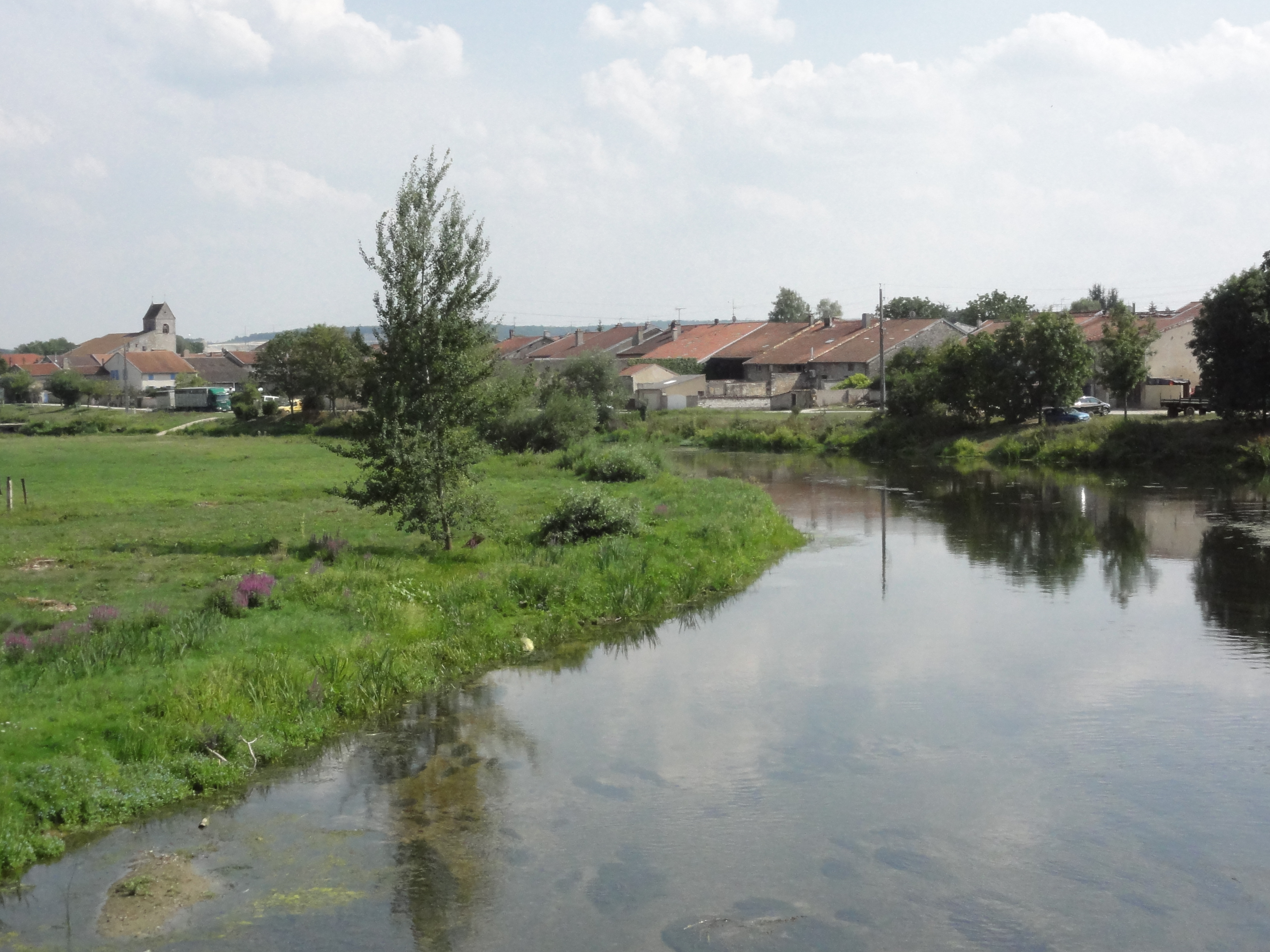
El Mosa en Troussey

Sigue luego el Mosa por Sorcy-Saint-Martin (1068 hab.) y la subprefectura de Commercy (6220 hab.). Después pasa por Boncourt-sur-Meuse (320 hab.), Pont-sur-Meuse (139 hab.), Mécrin (232 hab.), Bislée (0 hab.) y Saint-Mihiel (4269 hab.). 
En la ribera derecha, a la salida de Saint-Mihiel, se encuentran un afloramiento de siete rocas, llamadas las Damas del Mosa, en forma de arrecifes coralinos que se formaron durante el periodo Jurásico Superior, etapa oxfordiense, entonces bajo un clima muy caliente cuando el mar cubría toda la región. 
Continúa por Maizey (169 hab.), Rouvrois-sur-Meuse (178 hab.), Bannoncourt (163 hab.), Lacroix-sur-Meuse (704 hab.), Troyon (258 hab.), Tilly-sur-Meuse (286 hab.), Ambly-sur-Meuse (247 hab.), Villers-sur-Meuse (294 hab.), Les Monthairons (389 hab.), Dieue-sur-Meuse (1393 hab.), Haudainville (948 hab.) y la subprefectura de Verdún (17 923 hab.).
Verdún es otra ciudad de larga historia, sede de obispado desde el siglo IV, lugar donde se suscribió en 843 el tratado de Verdún que dividió el imperio de Carlomagno en tres partes, y desde 1374 ciudad imperial libre del Sacro Imperio Romano Germánico. El obispado de Verdún —que formaba junto con Tull (Toul) y Metz los Tres Obispados— fue incorporado por Francia en 1552 (anexión reconocida en 1648 por la Paz de Westfalia). Tristemente la ciudad también es conocida por la batalla de Verdún, la batalla más larga (febrero–diciembre de 1916) y la segunda más cruenta (más de un cuarto de millón de muertos) de la Primera Guerra Mundial.

El Mosa hasta Verdún
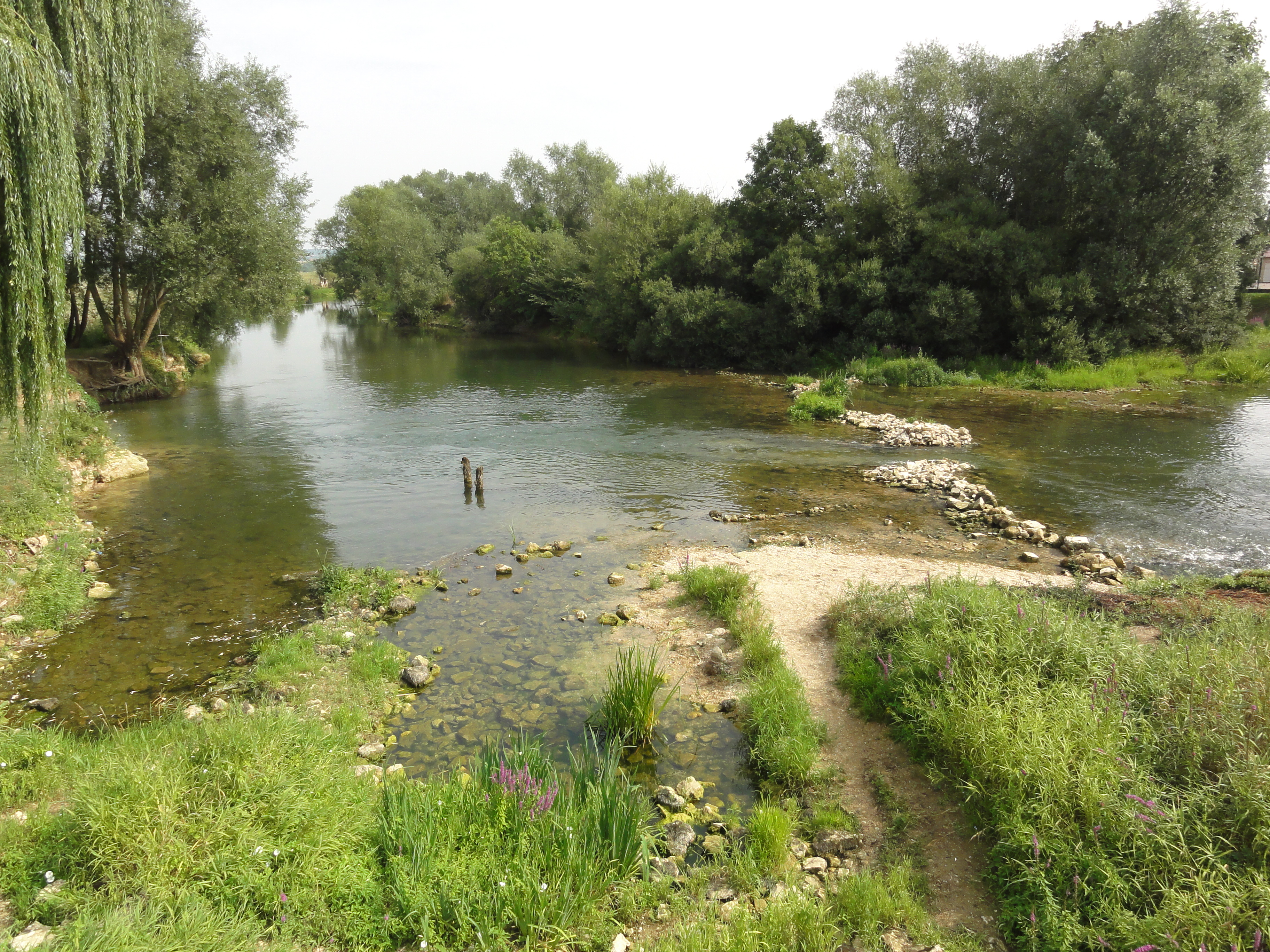
El Mosa en Sorcy-Saint-Martin
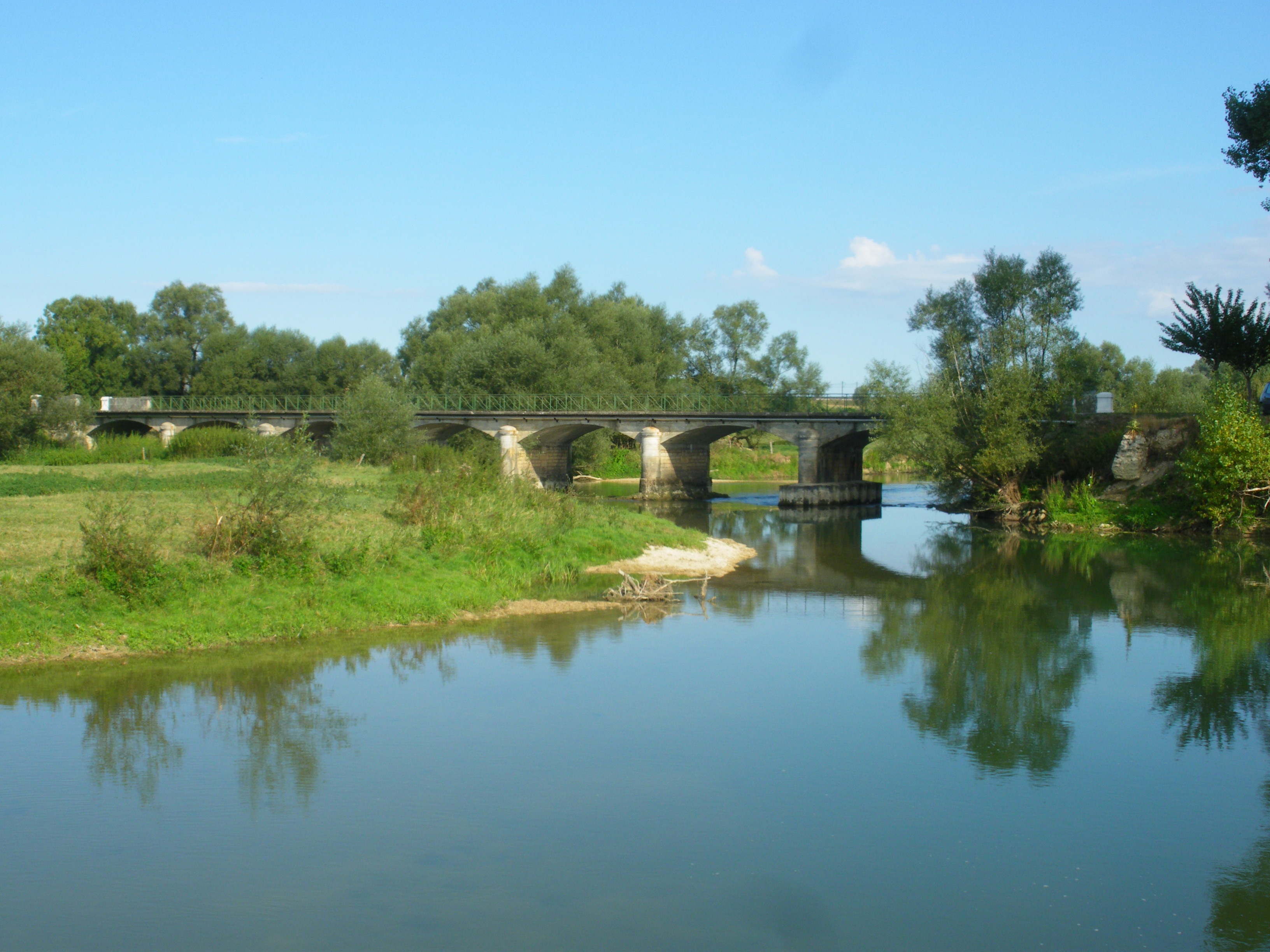
El Mosa en Bannoncourt
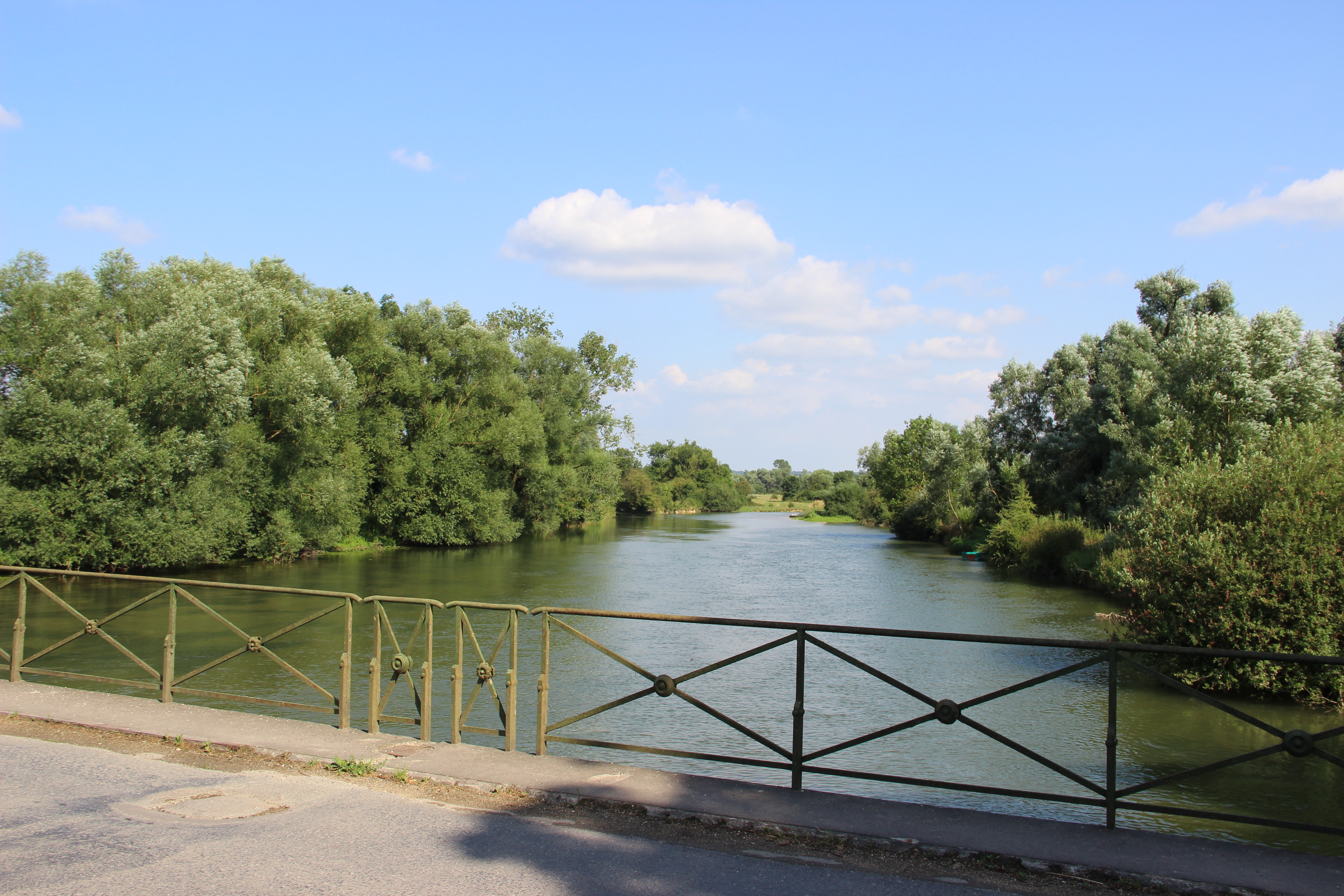
El Mosa en Villers-sur-Meuse
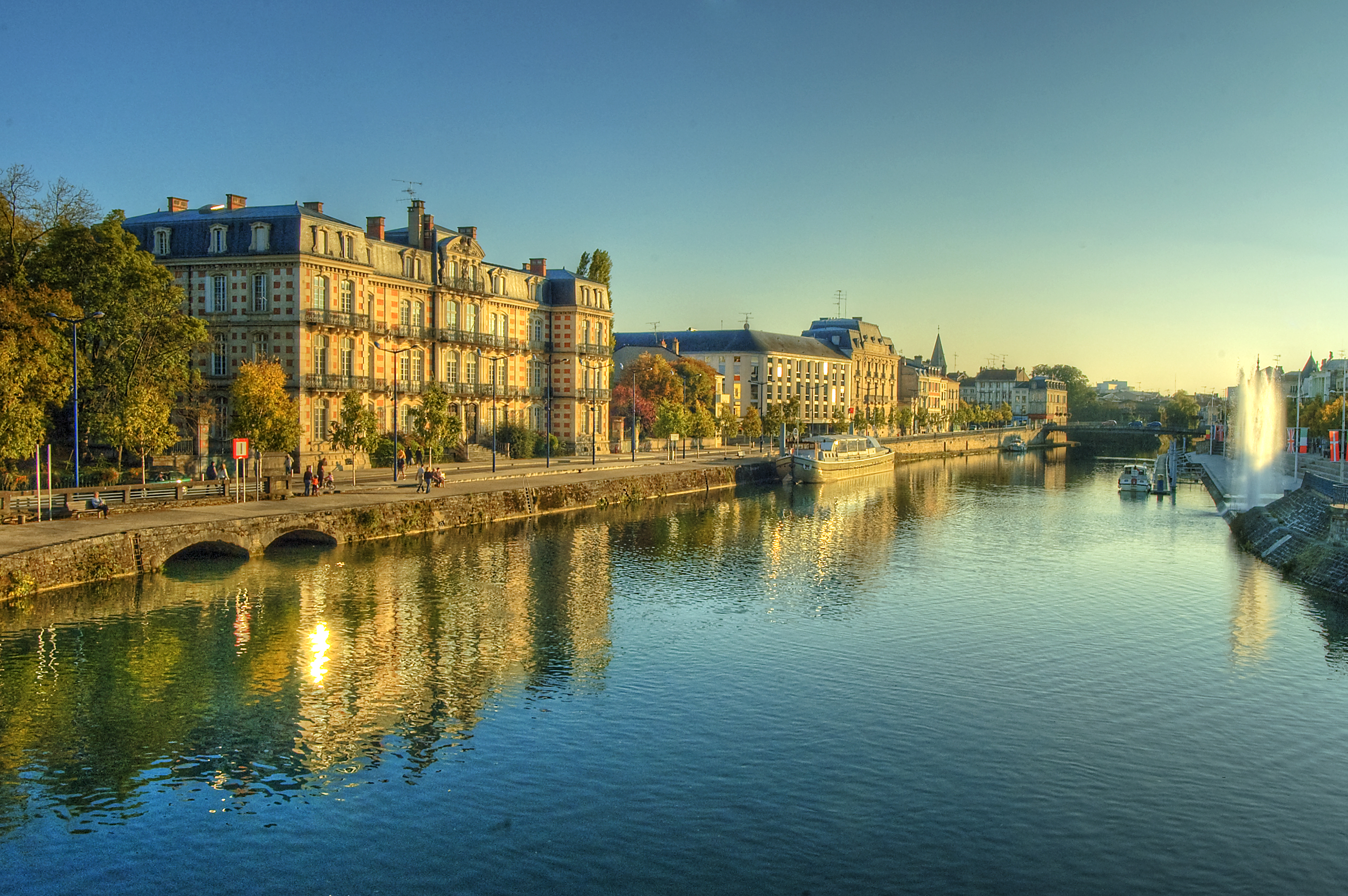
El Mosa en Verdún

Tras dejar atrás Verdún el Mosa vira algo hacia el NNO, alcanzando Sivry-sur-Meuse (397 hab.), Vilosnes-Haraumont (215 hab.) y Dun-sur-Meuse (698 hab.), donde el río sale de las costas del Mosa para llegar a la llanura arcillosa del Woëvre. A continuación, serpentea por un terreno con muy baja pendiente. 
En Stenay (2743 hab.), el Mosa entra de nuevo en un valle estrecho y atraviesa un nuevo frente de colinas, el extremo norte de las costas del Mosela. Discurre después frente a Martincourt-sur-Meuse (63 hab.), Inor (188 hab.) y Pouilly-sur-Meuse (199 hab.). Durante un corto tramo de unos 4 km su curso marca la frontera entre los departamentos de Mosa y Ardenas, donde se adentra luego.

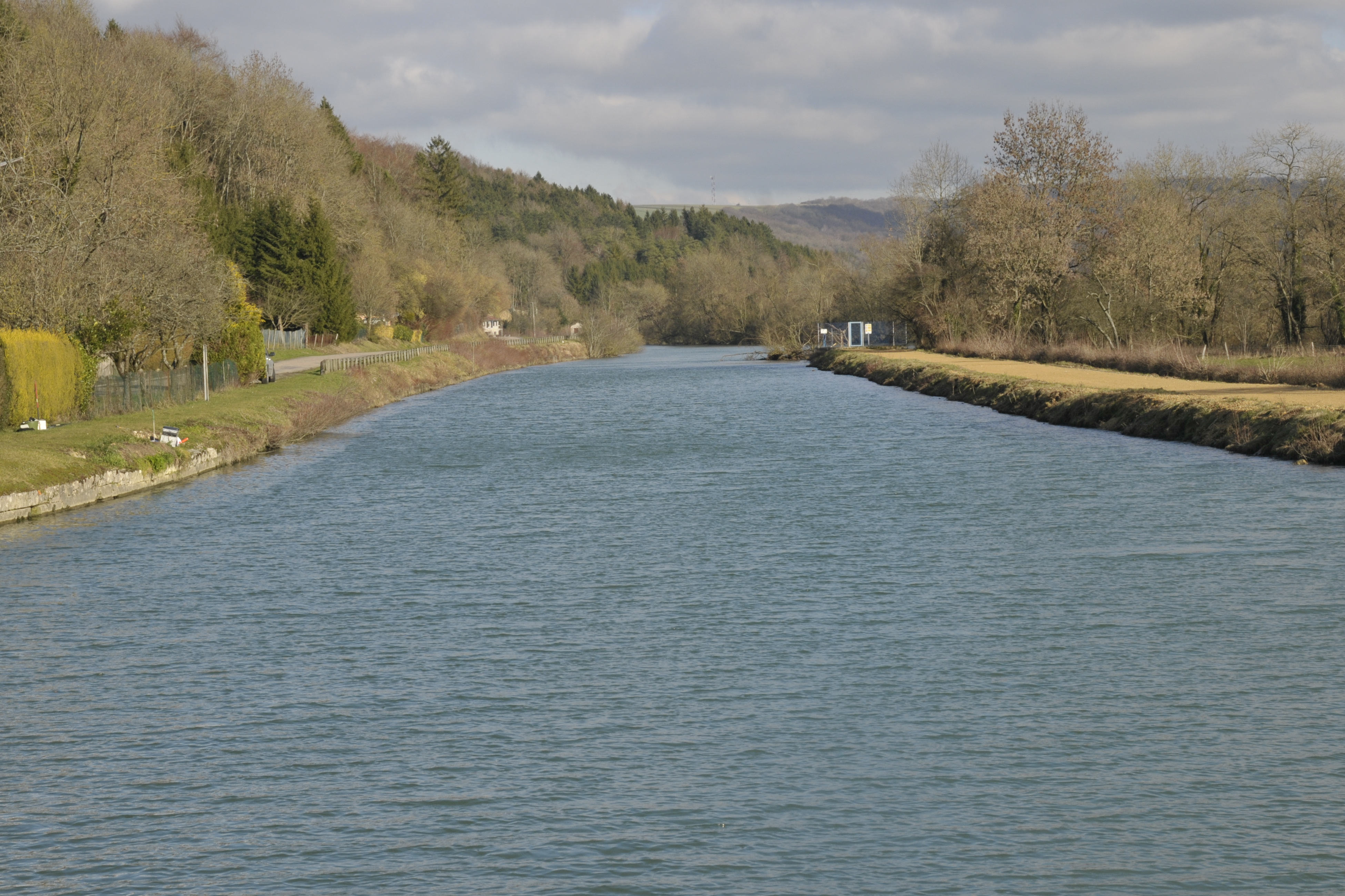
El Mosa canalizado en Vilosnes-Haraumont
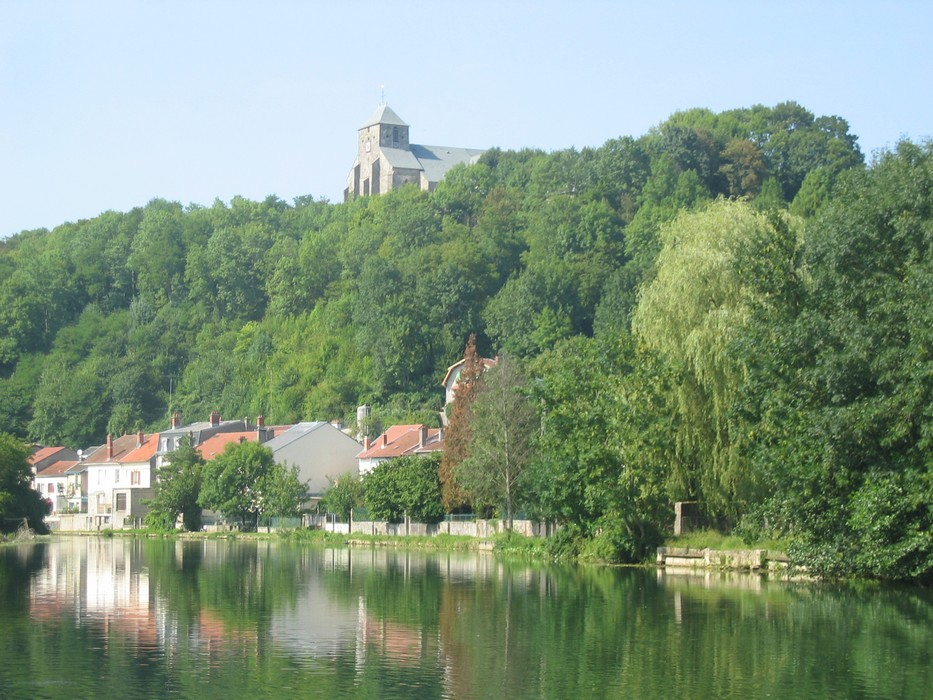
El Mosa en Dun-sur-Meuse
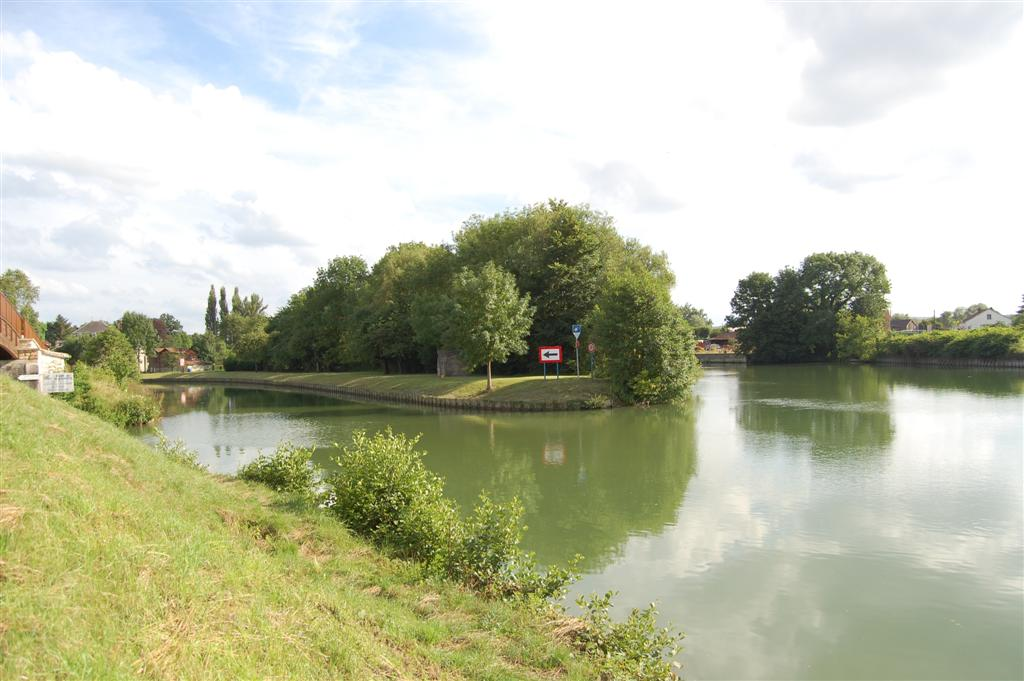
El Mosa en Stenay, con la boca del ramal del puerto

#### El Mosa en el departamento de Ardenas
El Mosa en el departamento de Ardenas continúa serpenteando en un valle cada vez más estrecho. El río recorre entonces una llanura arcillosa cubierta de hierba y bastante grande de nuevo. Baña Mouzon (2202 hab.) cuyo centro está en una isla rodeada por un brazo del Mosa y sigue por Villers-devant-Mouzon (91 hab.) y Remilly-Aillicourt (788 hab.) y recibe en Bazeilles (2041 hab.) al río Chiers (130 km), que le aborda por la derecha. Bazeilles es una de las ciudades condecoradas con la Legión de Honor (en 1900) por su heroico comportamiento en la guerra franco-prusiana de 1870, después novelado por Emile Zola en La débâcle.
Luego el Mosa alcanza la ciudad y subprefectura de Sedán (18 134 hab.), también famosa por la batalla homónima en la citada guerra de 1870 en la que el propio emperador Napoleón III fue hecho prisionero. Fue un centro textil, que comenzó bajo el patrocinio del cardenal Mazarino y que mantuvo la ciudad hasta finales del siglo XIX. El centro histórico se localiza sobre una península formada por una curva del río Mosa y hace de Sedán una villa de arte y de historia (desde 2000) que conserva el castillo de Sedán, uno de los castillos de origen medieval más extensos de Europa. 

En las Ardenas francesas hasta Sedán (I)
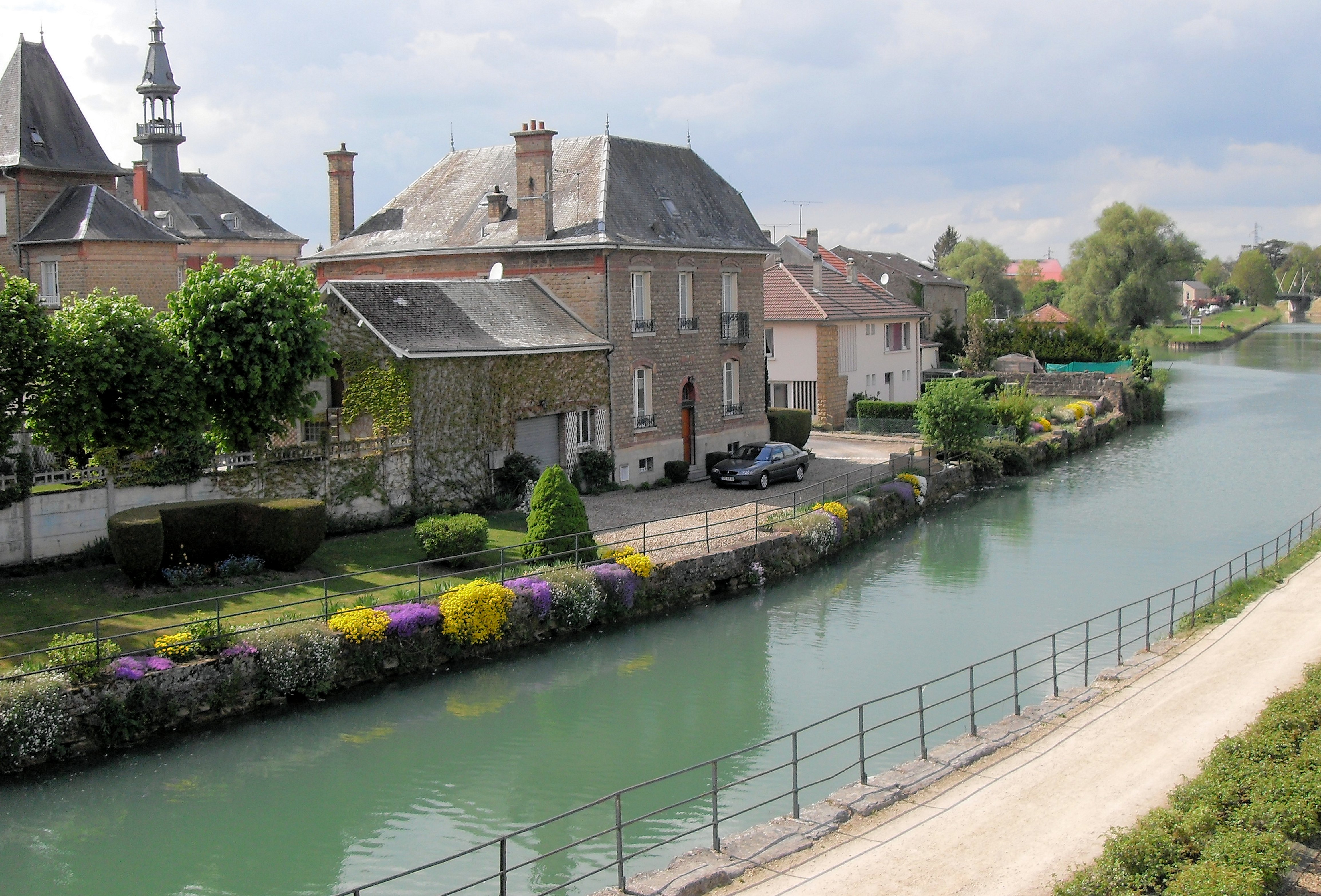
Canal del Mosa en Mouzon
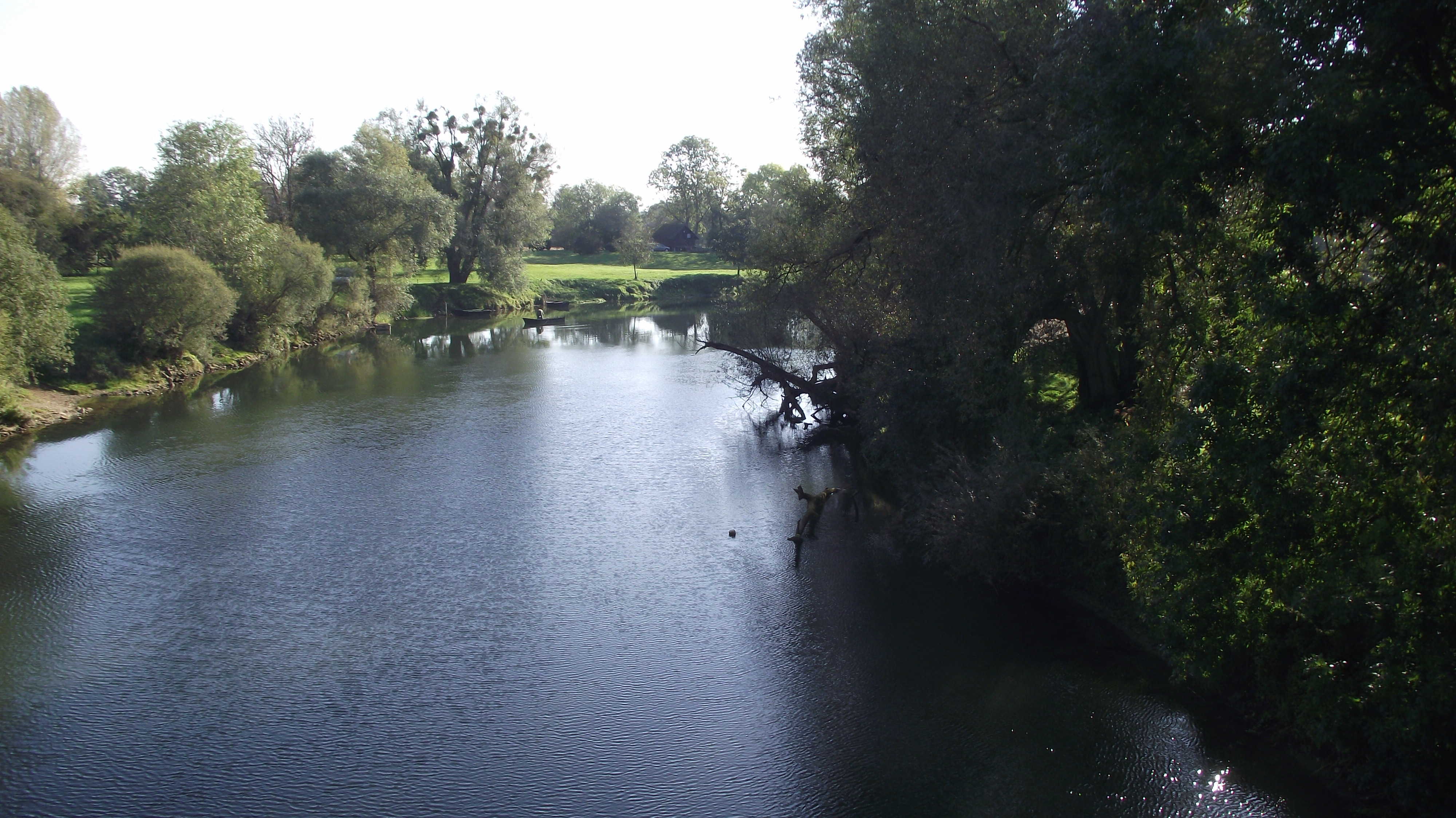
El Mosa en Bazeilles
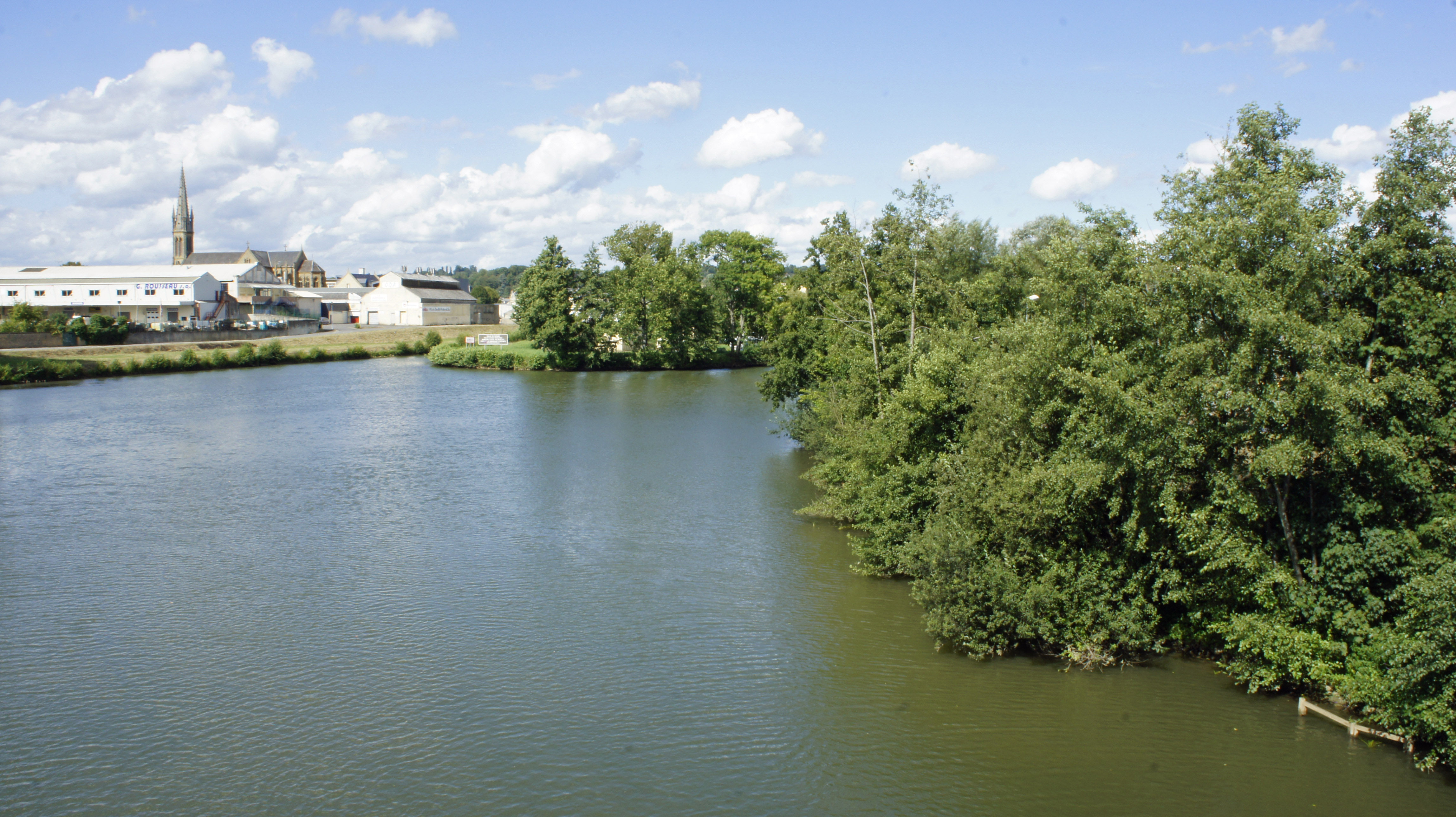
El Mosa en Sedán
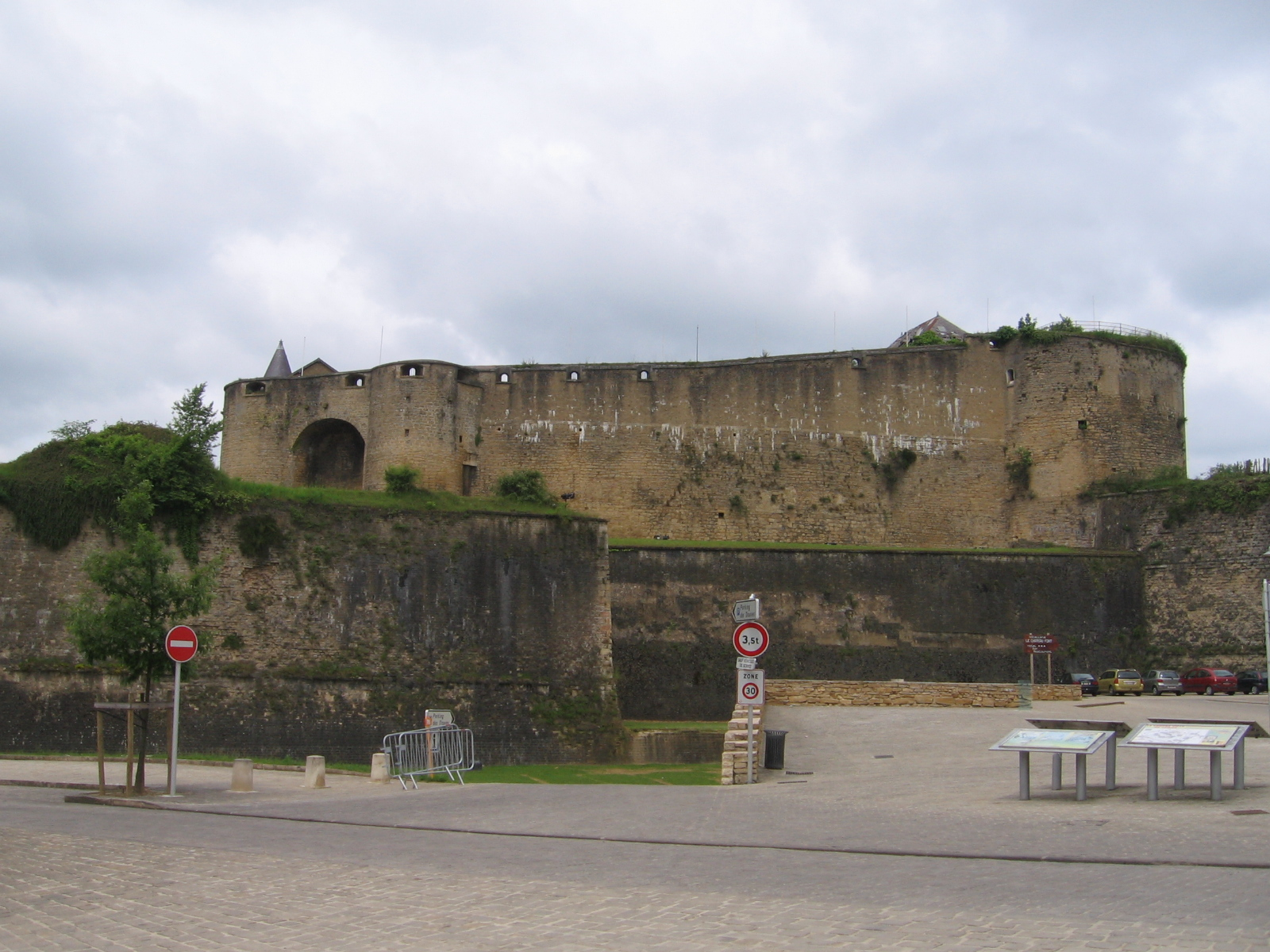
Vista del castillo de Sedán

Continua su avance el río hacia el norte y tropieza con las estribaciones del macizo ardenés y gira 180° al sur y poco después hacia el oeste a lo largo del antiguo macizo montañoso cubierto de bosques. Pronto recibe, por la izquierda, las aguas del Bar (62 km) y al poco las del río Vence (32,7 km) en Charleville-Mézières (48 991 hab.). El Mosa parece vacilar en su curso al cruzar la ciudad: forma tres bucles de oeste a este antes de volver a tomar dirección norte y en uno de ellos recibe por la izquierda, y llegando del oeste, al río Sormonne (56,5 km). 
Mézières ya disponía en época romana de una fortificación y la villa medieval se defendió contra las tropas imperiales de Carlos V: el asedio de 1521 demostró la importancia del lugar para la defensa del reino. La ciudad se convirtió en una ciudadela encerrada en un sistema de defensa importante que impidió su desarrollo. Cuando Carlos de Gonzaga fundó en 1606 la nueva ciudad de Charleville como capital de su principado de Arches, eso permitió la expansión.

En las Ardenas francesas, en Charleville-Mézières (II)
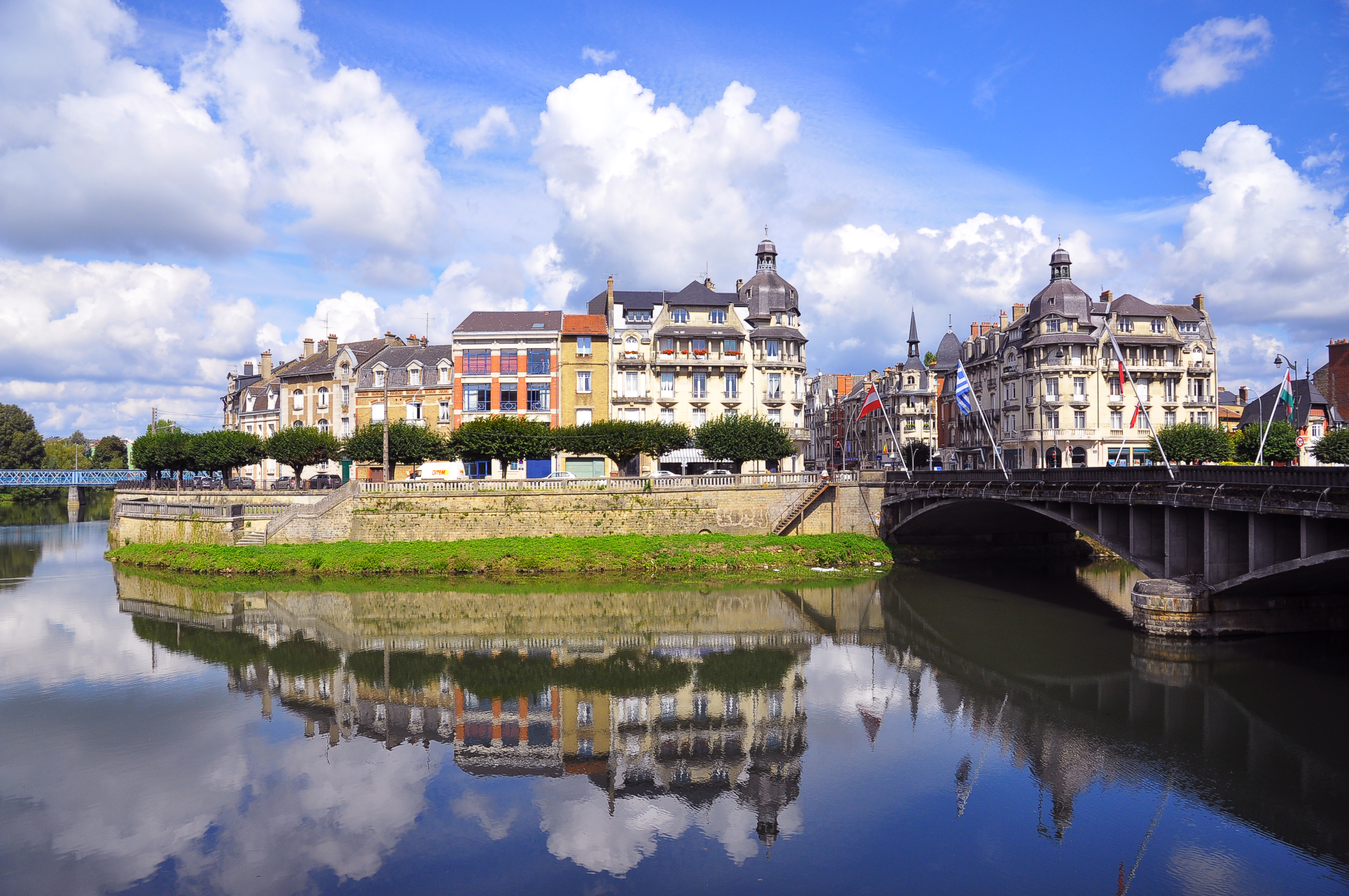
El Mosa en Charleville-Mézières
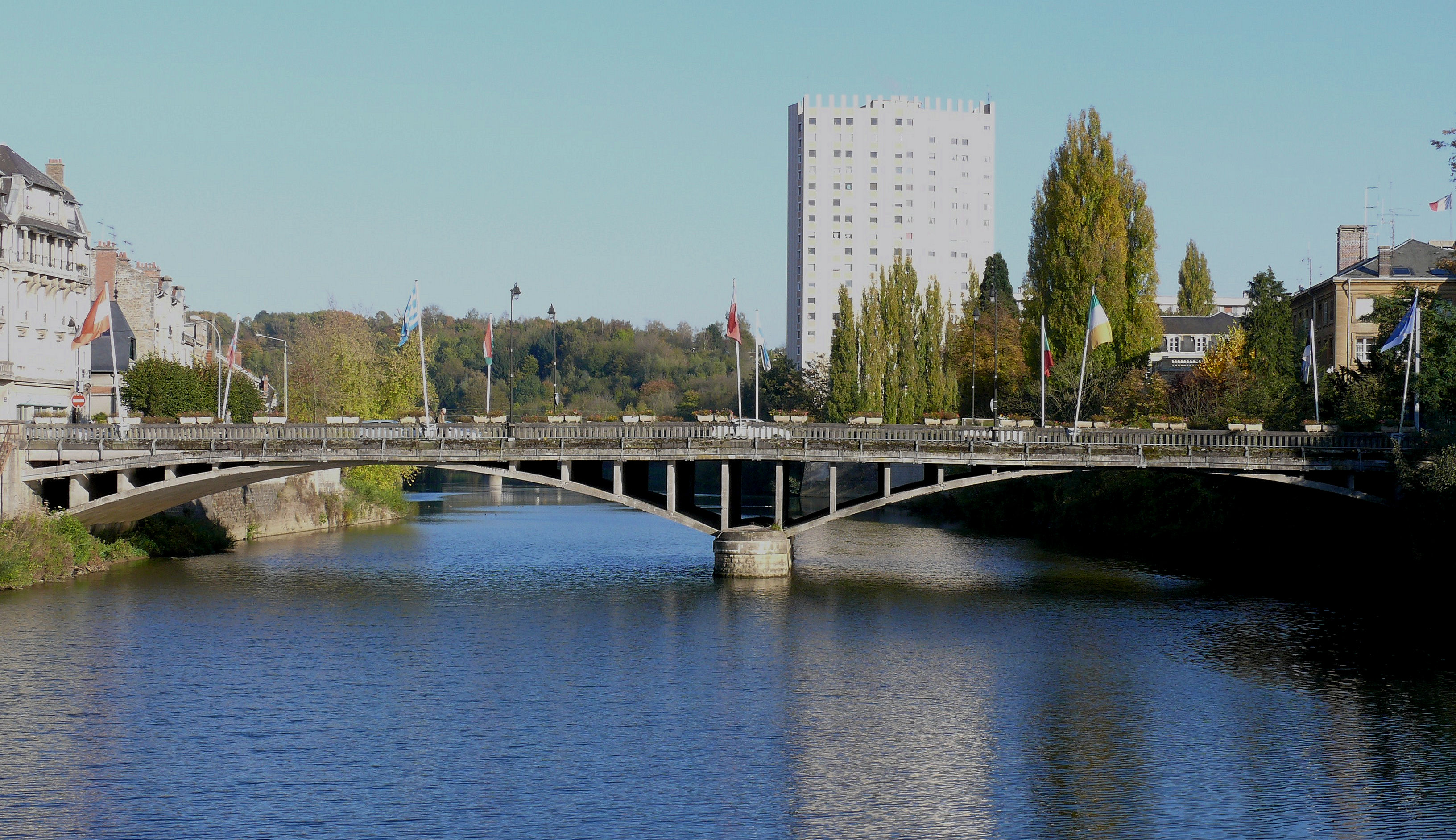
El pont_d'Arches en Charleville-Mézières
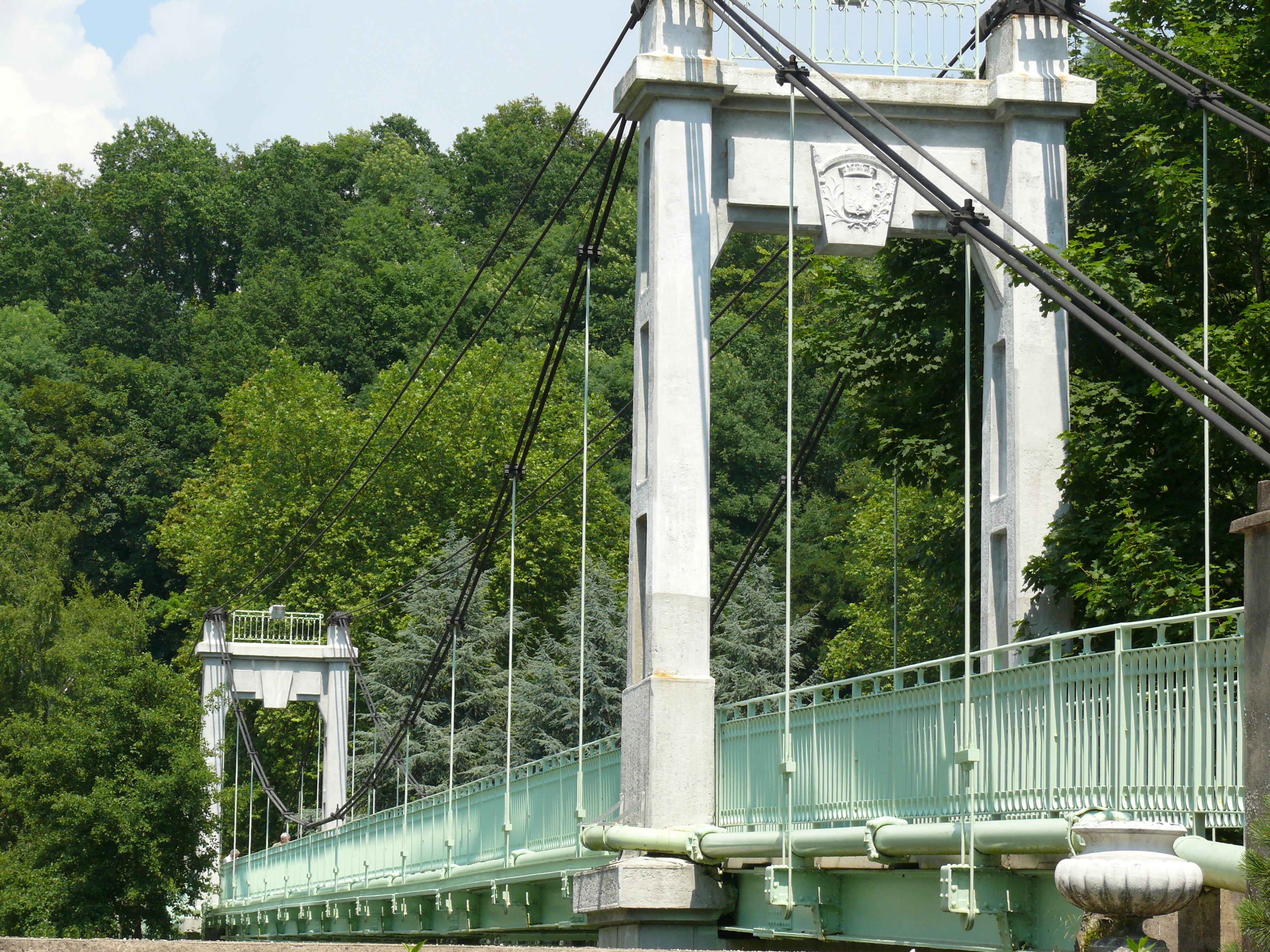
La pasarela de Monte Olympe, el primer puente colgante de las Ardenas

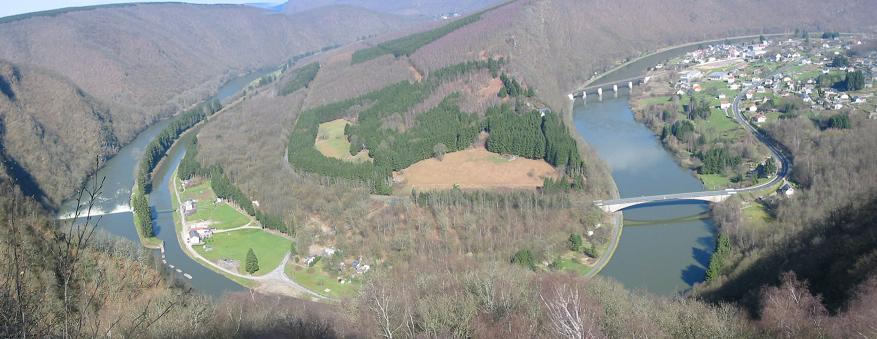
Los meandros del Mosa en el macizo de las Ardenas, entre Monthermé y Laifour

A continuación, el Mosa entra en el parque natural regional de las Ardenas, un área que protege el macizo ardenés que el río atravesará por un valle muy estrecho cuyas laderas están densamente boscadas. Es seguido en este tramo por la vía verde Trans-Ardenas y por el ferrocarril de Charleville a Givet. Aquí el río discurre a través de suelos negros de esquisto. A partir de Charleville-Mézières, los meandros son numerosos hasta la salida de las Ardenas.
En los ensanchamientos de esos meandros se han erigido pequeñas localidades, muy próximas, que el Mosa enfila siguiendo una dirección NO: Nouzonville (6214 hab.), Joigny-sur-Meuse (700 hab.), Bogny-sur-Meuse (5291 hab.) y Monthermé (2413 hab.), donde recibe al río Semois/Semoy (210 km) por la orilla derecha y donde hay muchos puntos elevados (el más alto ofrece vistas a 230 m) que permiten contemplar el entorno. Continua el Mosa por Deville (1084 hab.), Laifour (481 hab.), Anchamps (226 hab.) y por último Revin (6783 hab.), construida sobre tres meandros. Cerca de la ciudad, dos pequeños embalses a diferentes alturas permiten el funcionamiento de una estación de transferencia de energía por bombeo-turbinado con una potencia de 1000 MW.

En las Ardenas francesas (III)
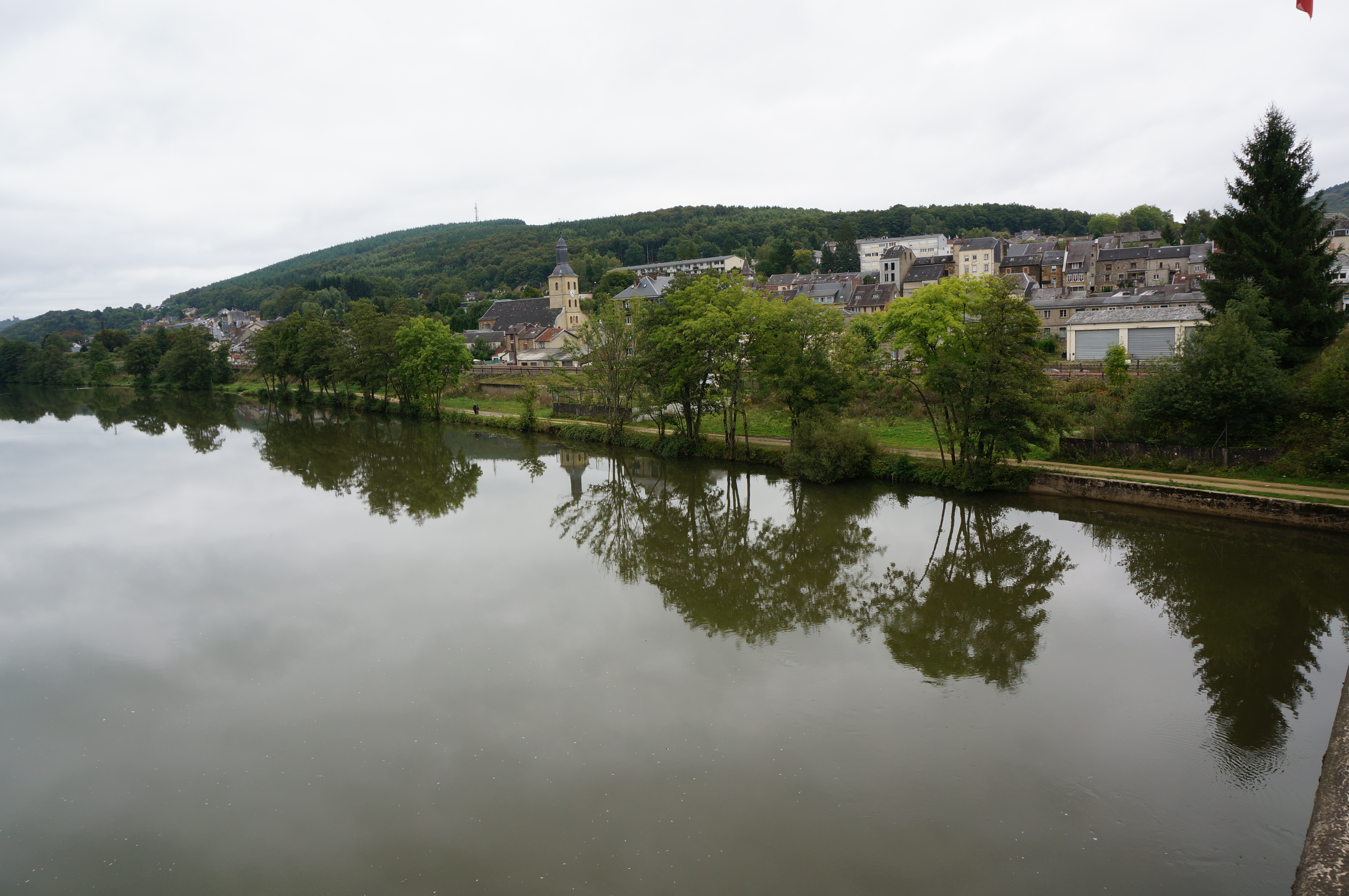
El Mosa frente a la antigua fábrica de armas de Nouzonville (hoy un museo)
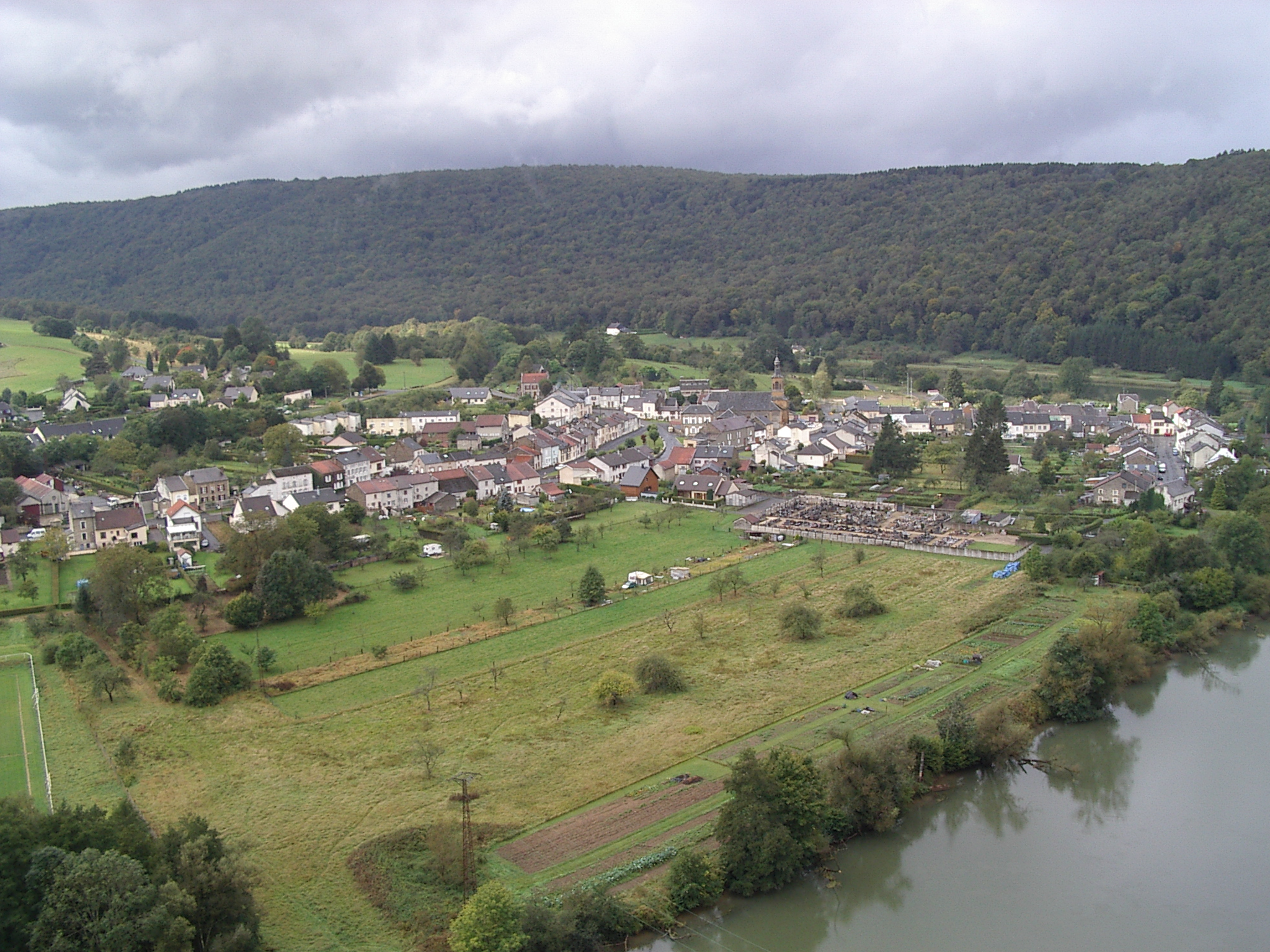
El Mosa en Joigny-sur-Meuse
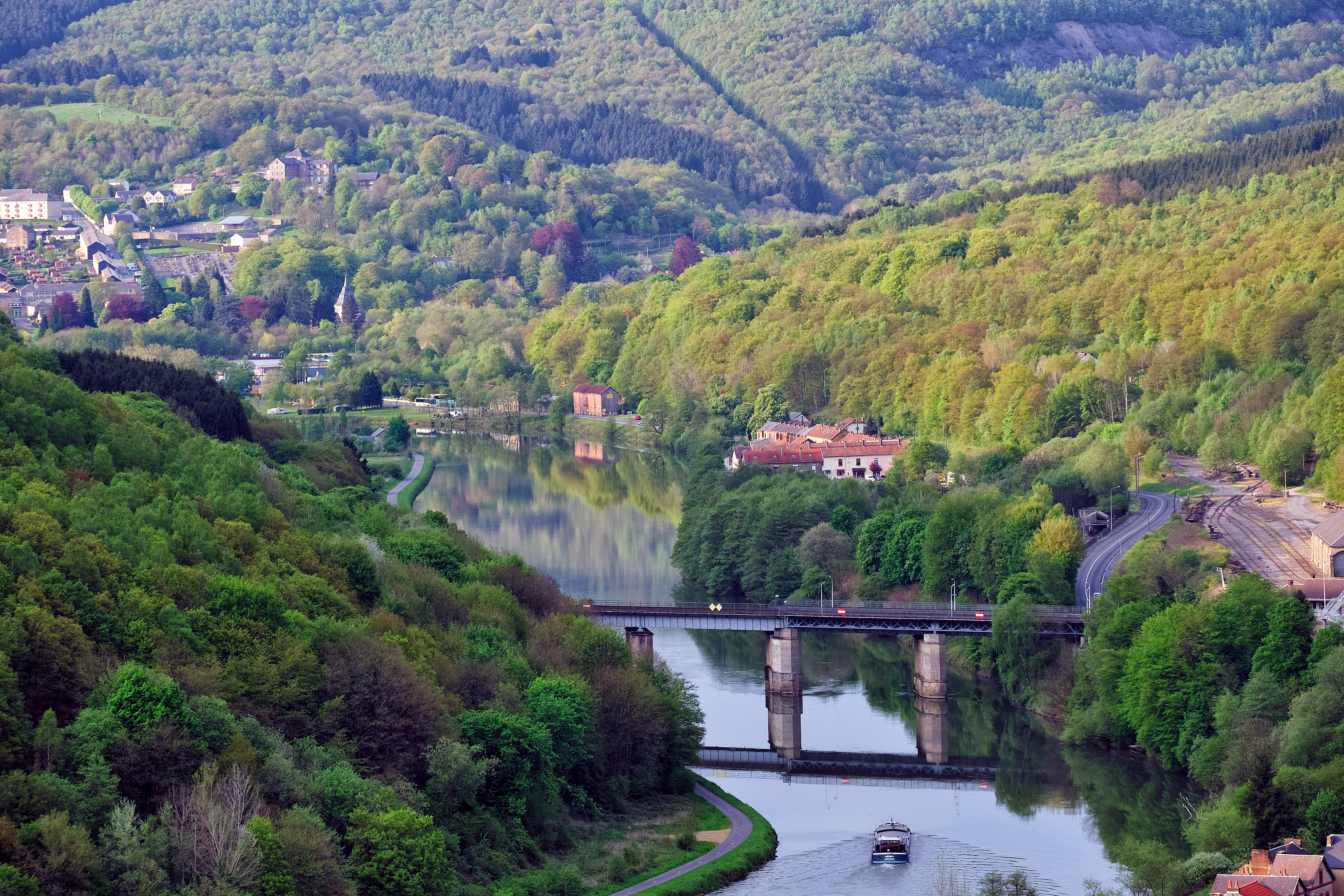
El Mosa en Bogny-sur-Meuse
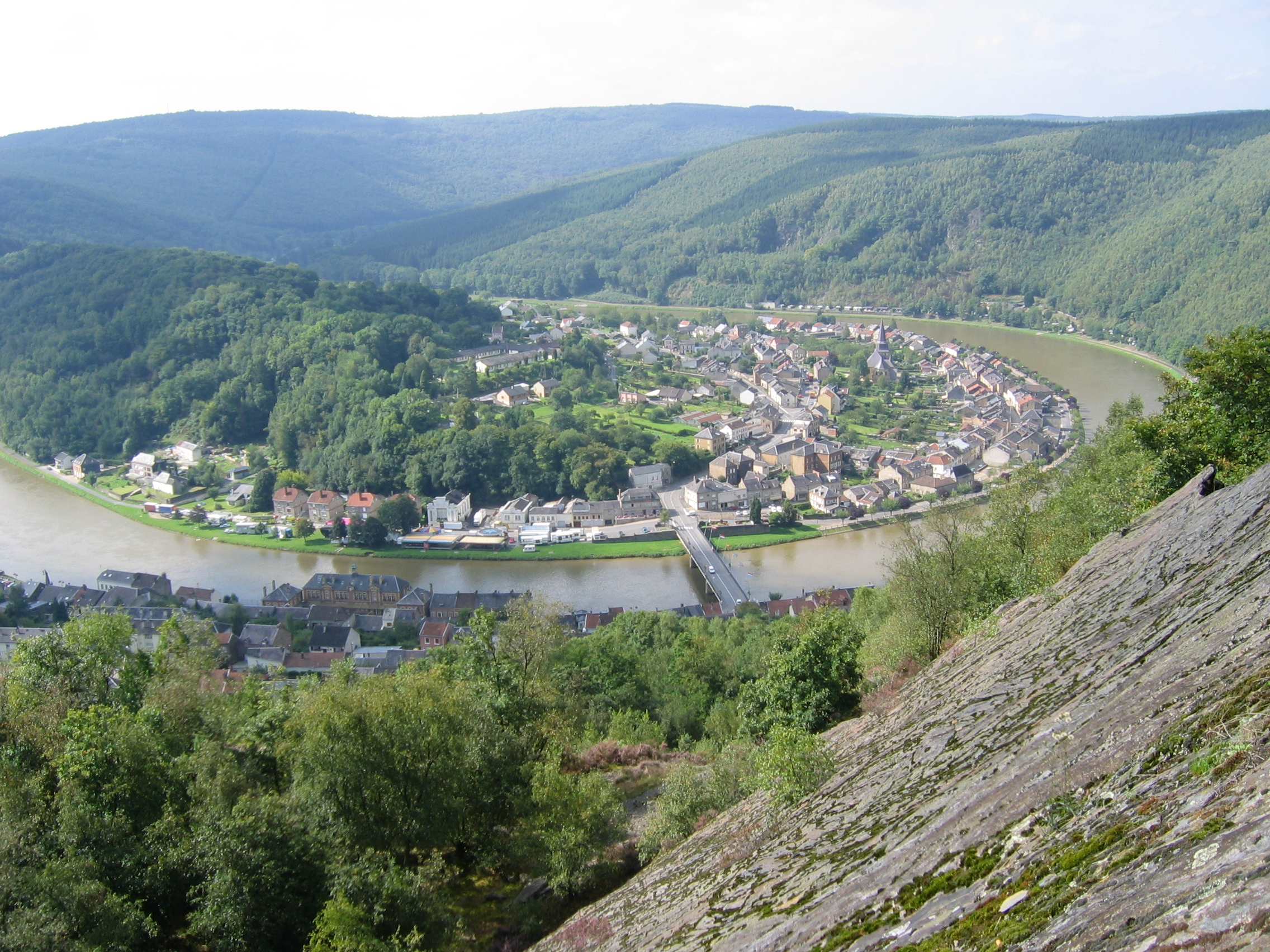
El Mosa en Monthermé
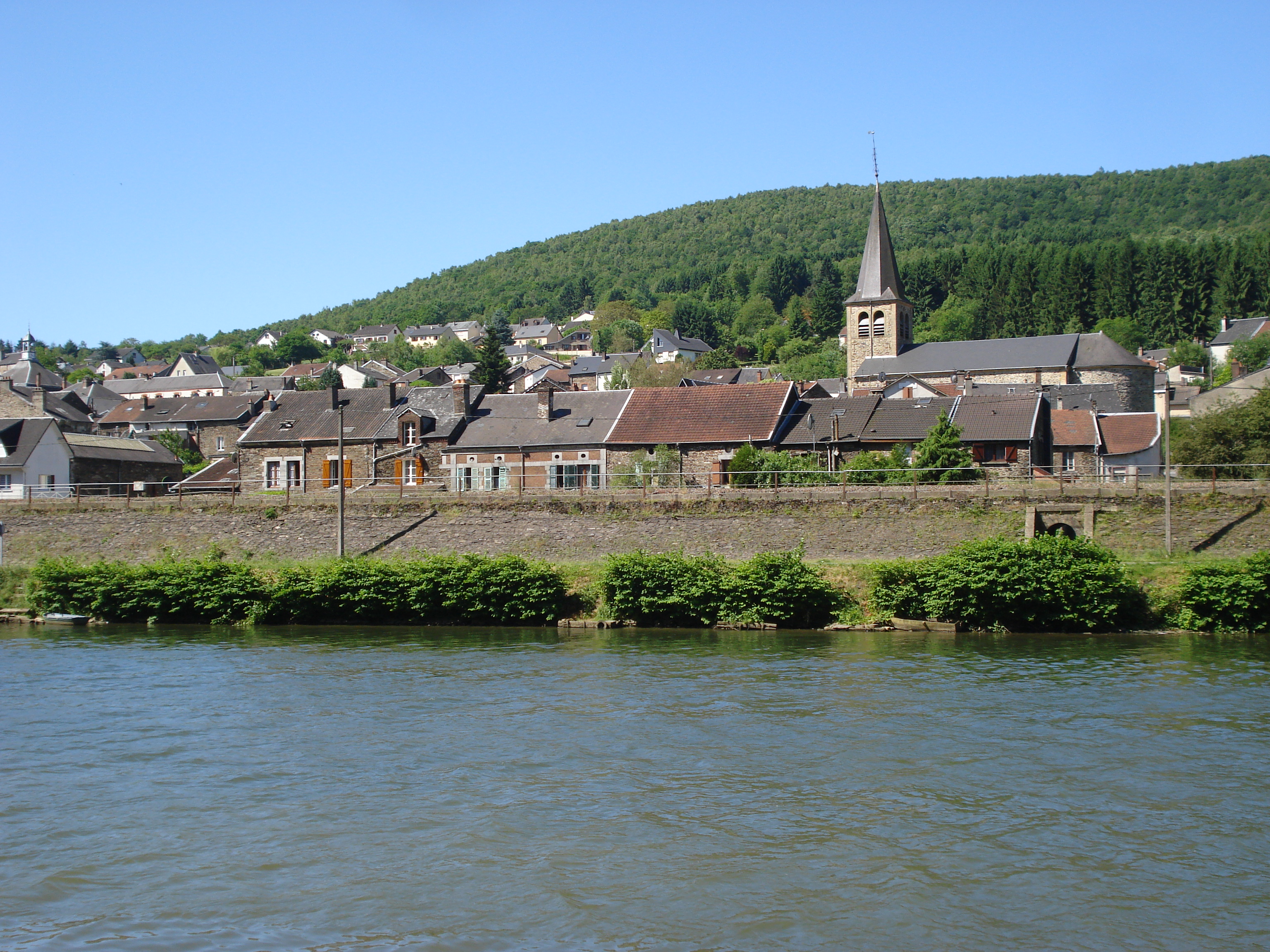
El Mosa en Deville

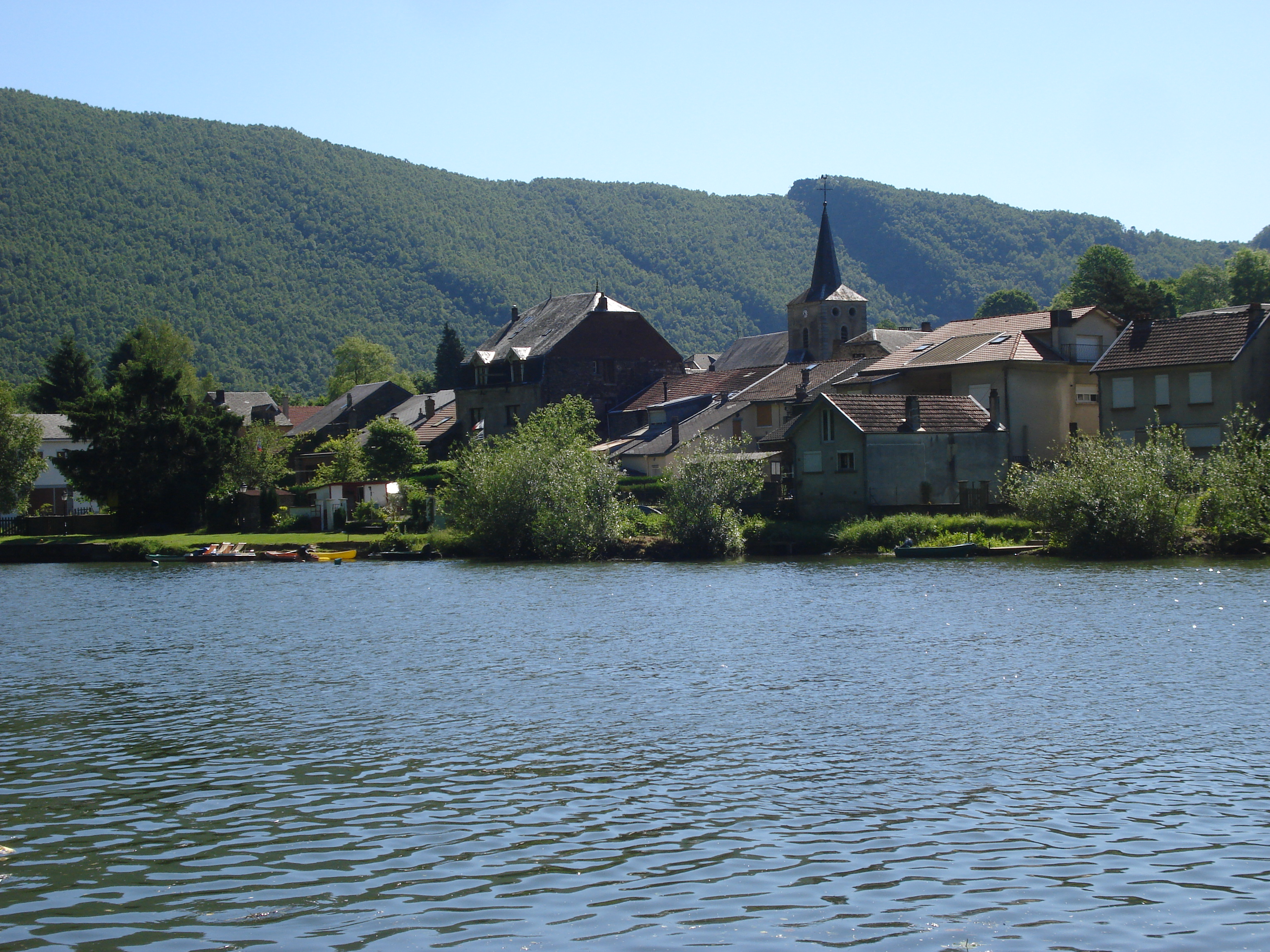
El Mosa en Laifour
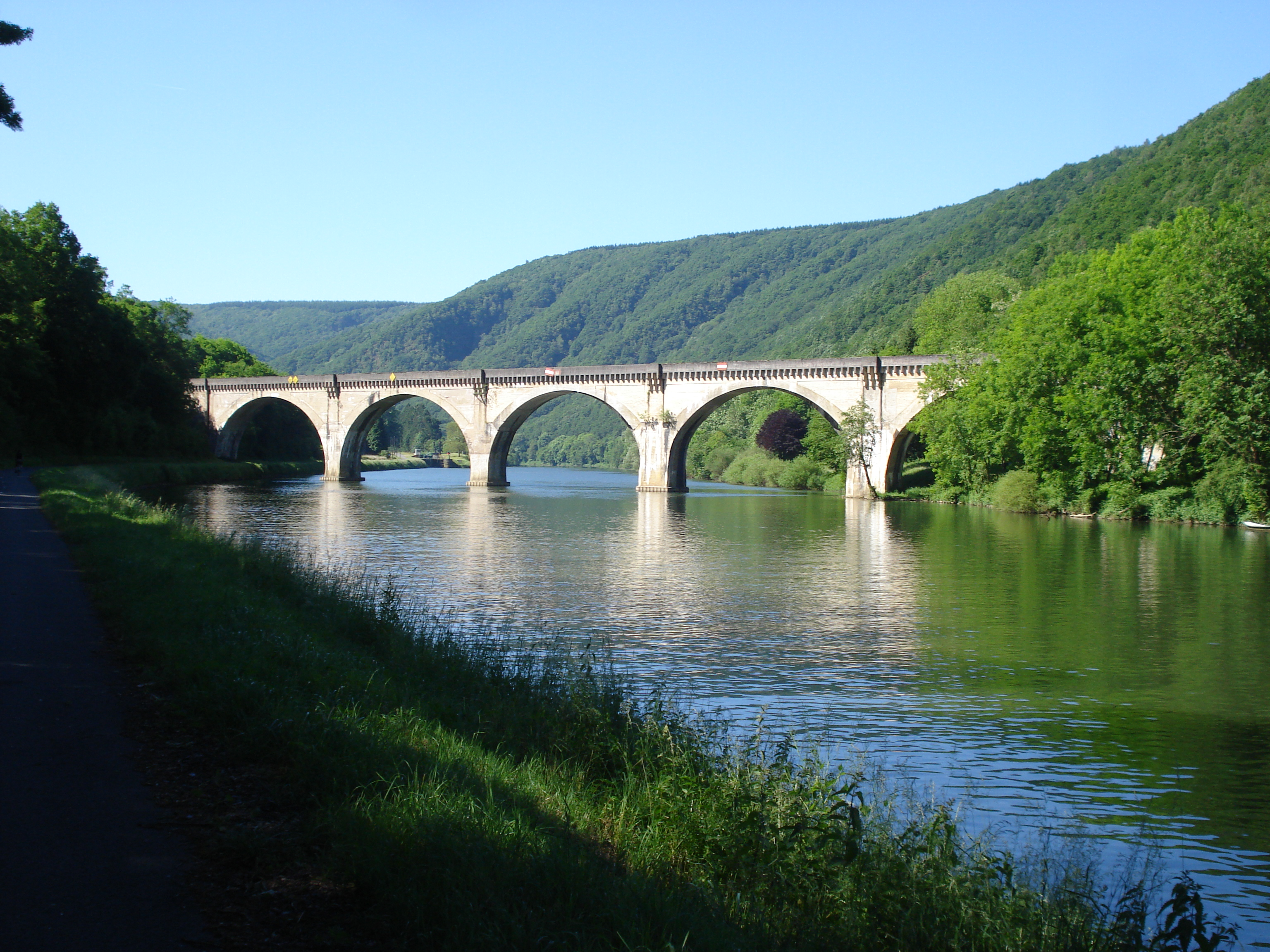
Viaducto ferroviario entre Laifour y Anchamps
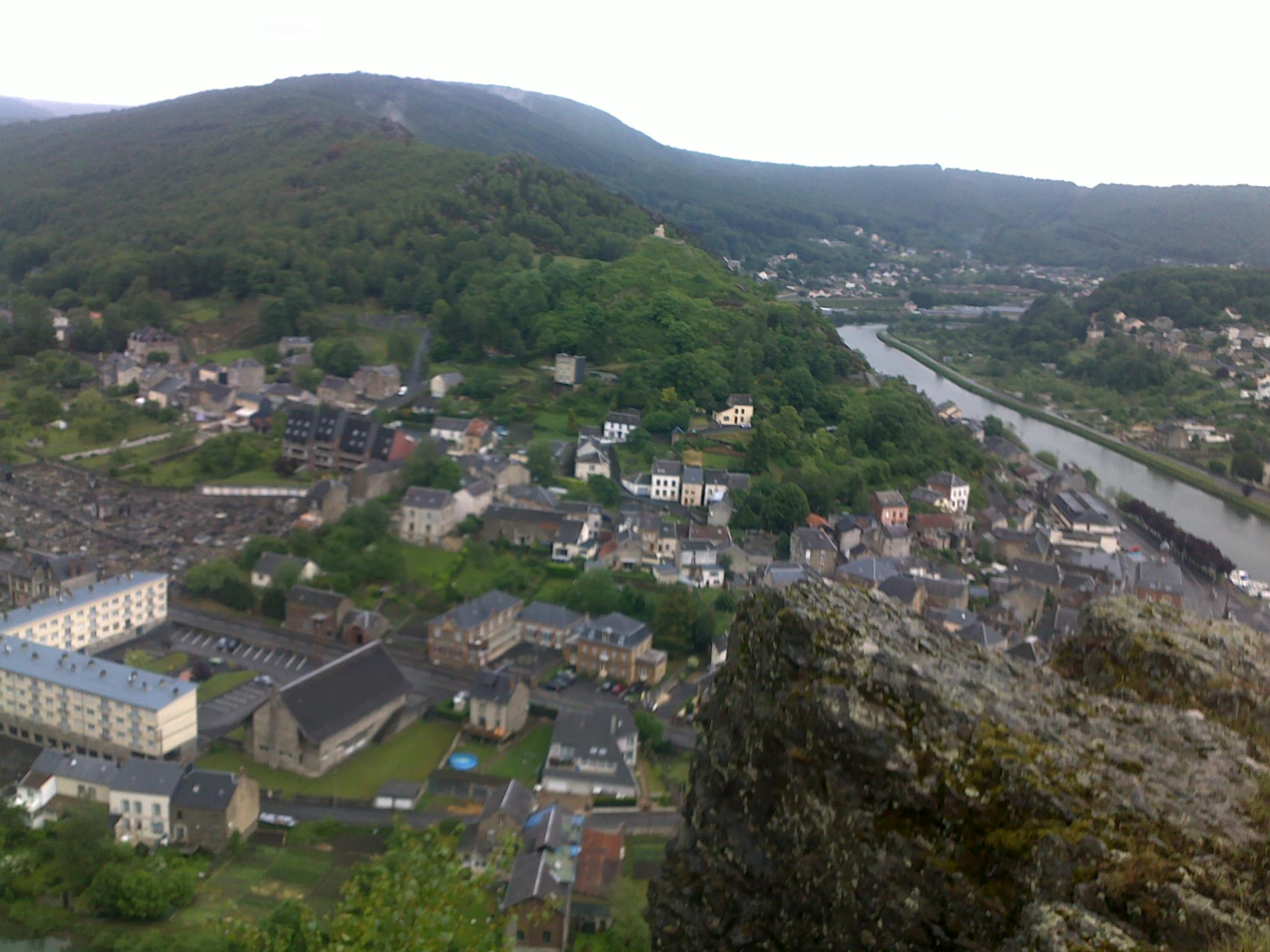
El Mosa en Bogny-sur-Meuse
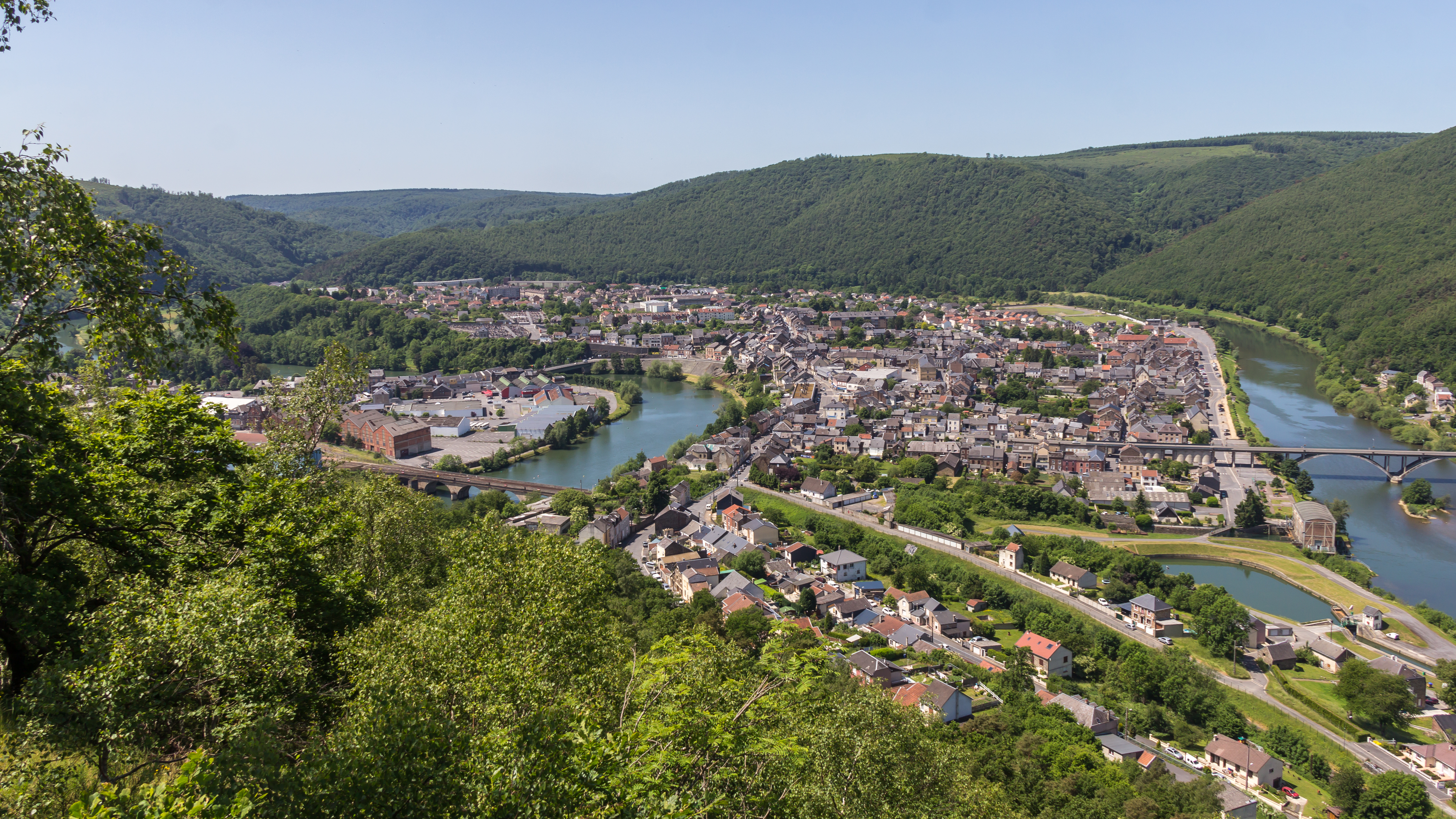
El Mosa en Revin

El Mosa se vuelve hacia el NE pasando por Fumay (3605 hab.), la antigua ciudad de la pizarra en el siglo XIX. Da inicio una pequeña zona geográfico-administrativa, la punta de Givet, a veces llamada barril o dedo de Givet o incluso punta de las Ardenas, que constituye el extremo norte del departamento de Ardenas. Este pequeño territorio de unos 25 km de largo y 10 km de ancho forma una banda que penetra profundamente en las Ardenas belgas, siguiendo los meandros del Mosa. 
En él se han delimitado dos reservas naturales nacionales: en 1991, la Vireux-Molhain —con un área protegida de 1,8 ha de un antiguo puesto aduanero, que salvaguarda un afloramiento de esquisto del Devónico Medio (del Eifeliense: ± hace 397 millones de años), excepcional por la cantidad y finura de sus fósiles, en especial de trilobites— y en 1999 la la punta de Givet —de 354 ha, establecida por su interés geológico, florístico y faunístico, que ofrece un variado paisaje compuesto de bosques, matorrales, pastizales secos y espectaculares acantilados rocosos—.
Sigue el río por Haybes (1992 hab.), Fépin (244 hab.), Vireux-Molhain (1589 hab.) y Aubrives (866 hab.). En otro de los meandros del río se ha construido la central nuclear de Chooz, poco antes del pequeño pueblo de Chooz (757 hab.) que le da nombre. La central, que emplea a unas 700 personas, se construyó en dos fases: Chooz A, que se puso en funcionamiento en 1967 y se detuvo en 1991 y actualmente se encuentra en proceso de desmantelamiento; y Chooz B, que comprende dos unidades de 1450 MW cada una (Chooz B1 fue puesta en funcionamiento en 1996 y Chooz B2 en 1997).
Llega luego el Mosa enseguida a Rancennes (721 hab.) y Givet (6618 hab.), última ciudad francesa antes de la frontera franco-belga. En Givet se encuentra el fuerte de Charlemont, una importante fortaleza construida por Carlos V entre 1555 y 1564 y que pasó a manos francesas, junto con la villa, en ejecución del tratado de Rijswijk firmado en 1697 por Luis XIV. Luego la fortaleza fue reformada por Vauban.
Al abandonar el territorio francés, el Mosa ha recorrido 486 km siguiendo más o menos una dirección S-N.

En las Ardenas francesas (y IV)
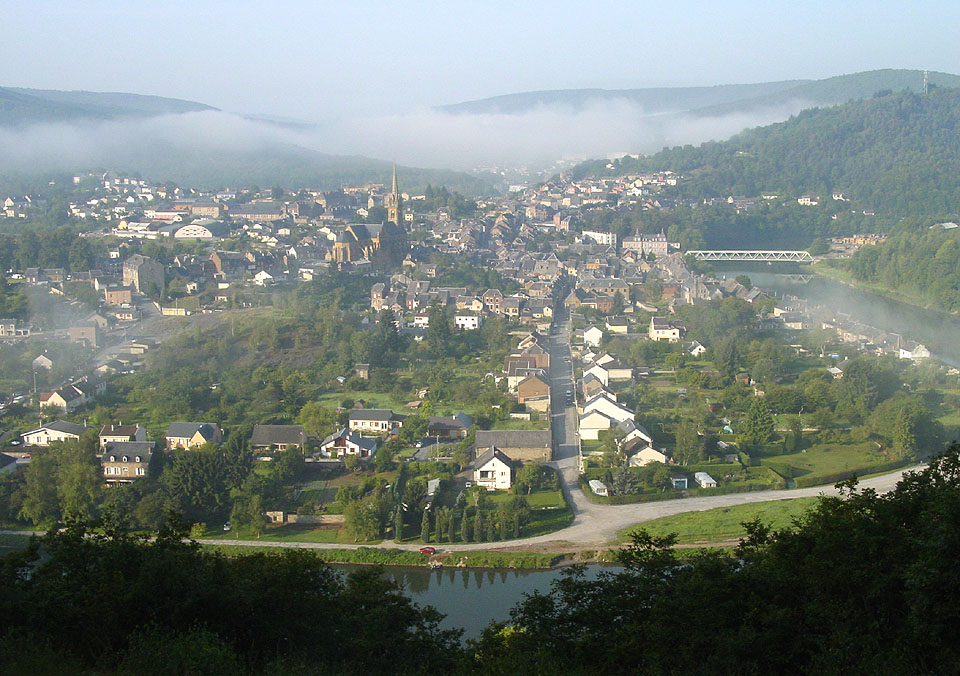
El Mosa en Fumay
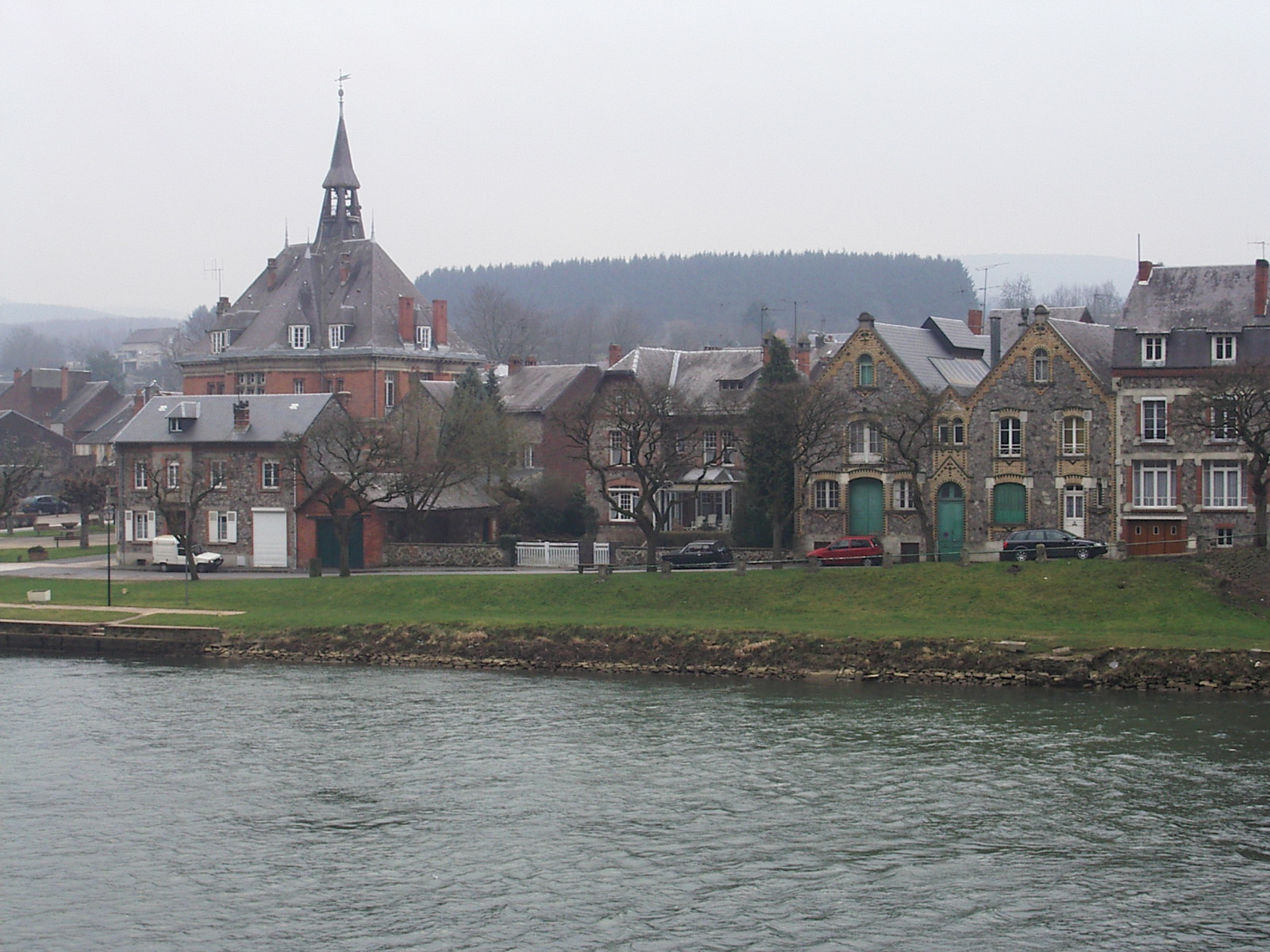
El Mosa en Haybes
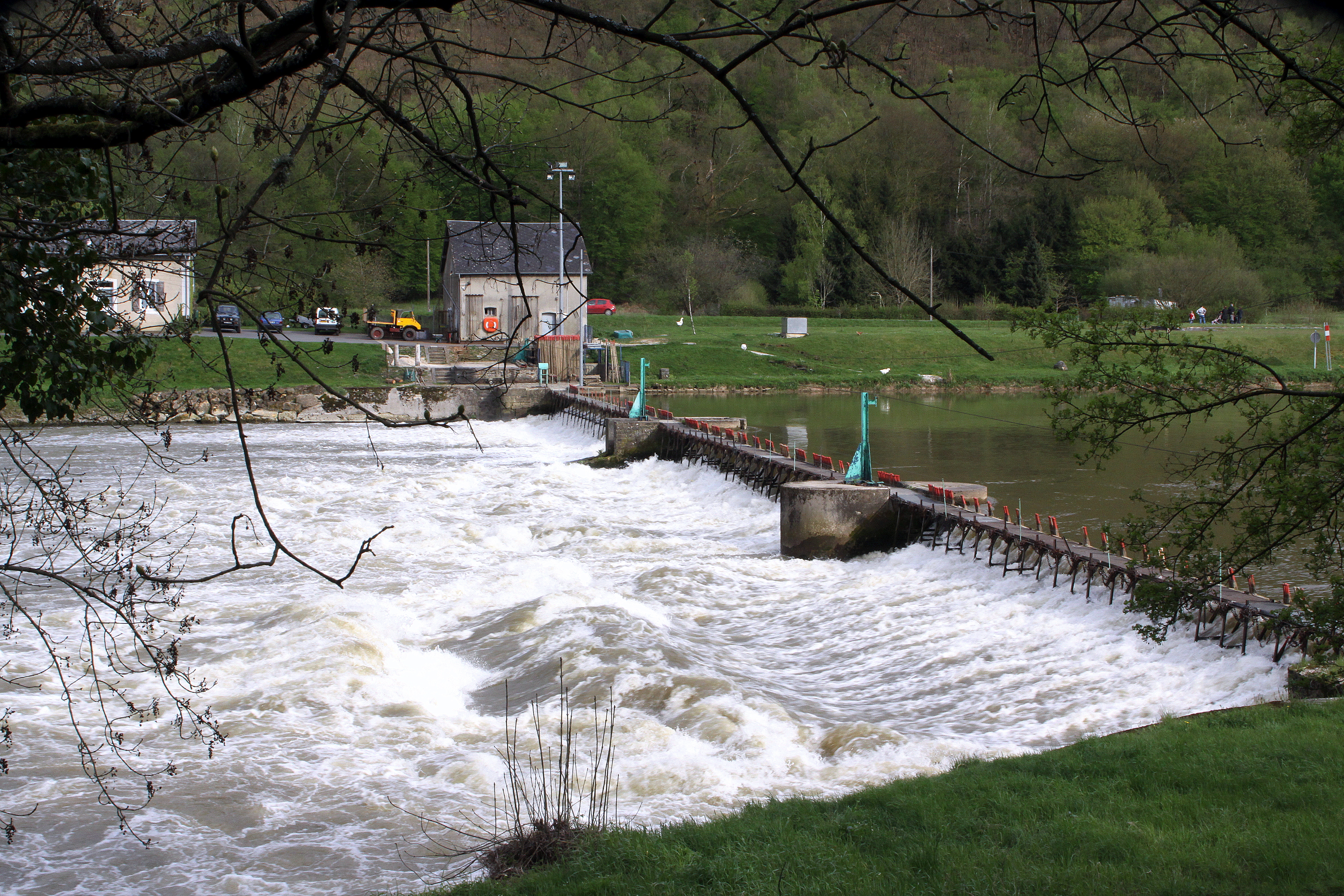
Represa en Fépin
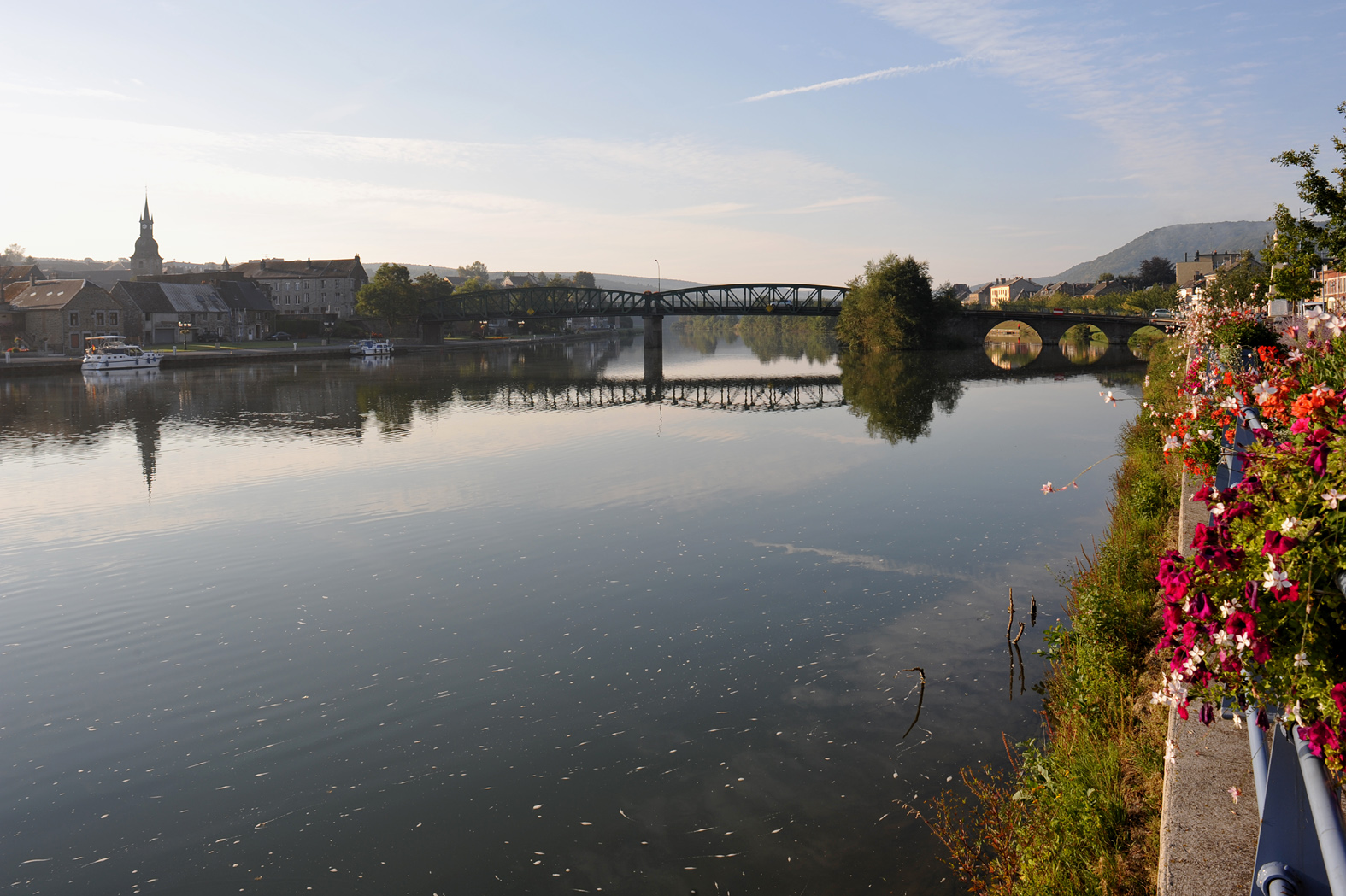
El Mosa en Vireux-Molhain

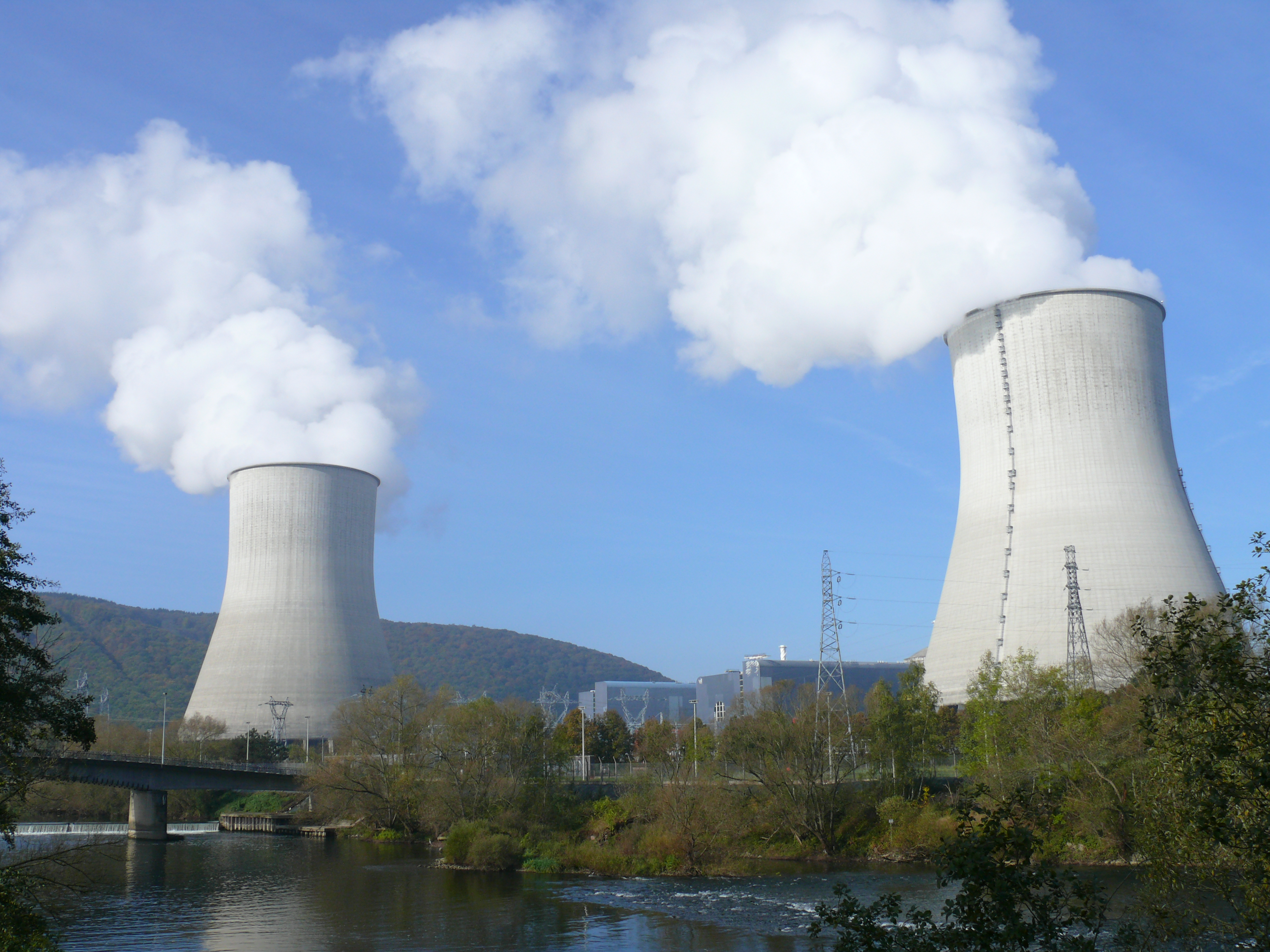
La central nuclear de Chooz
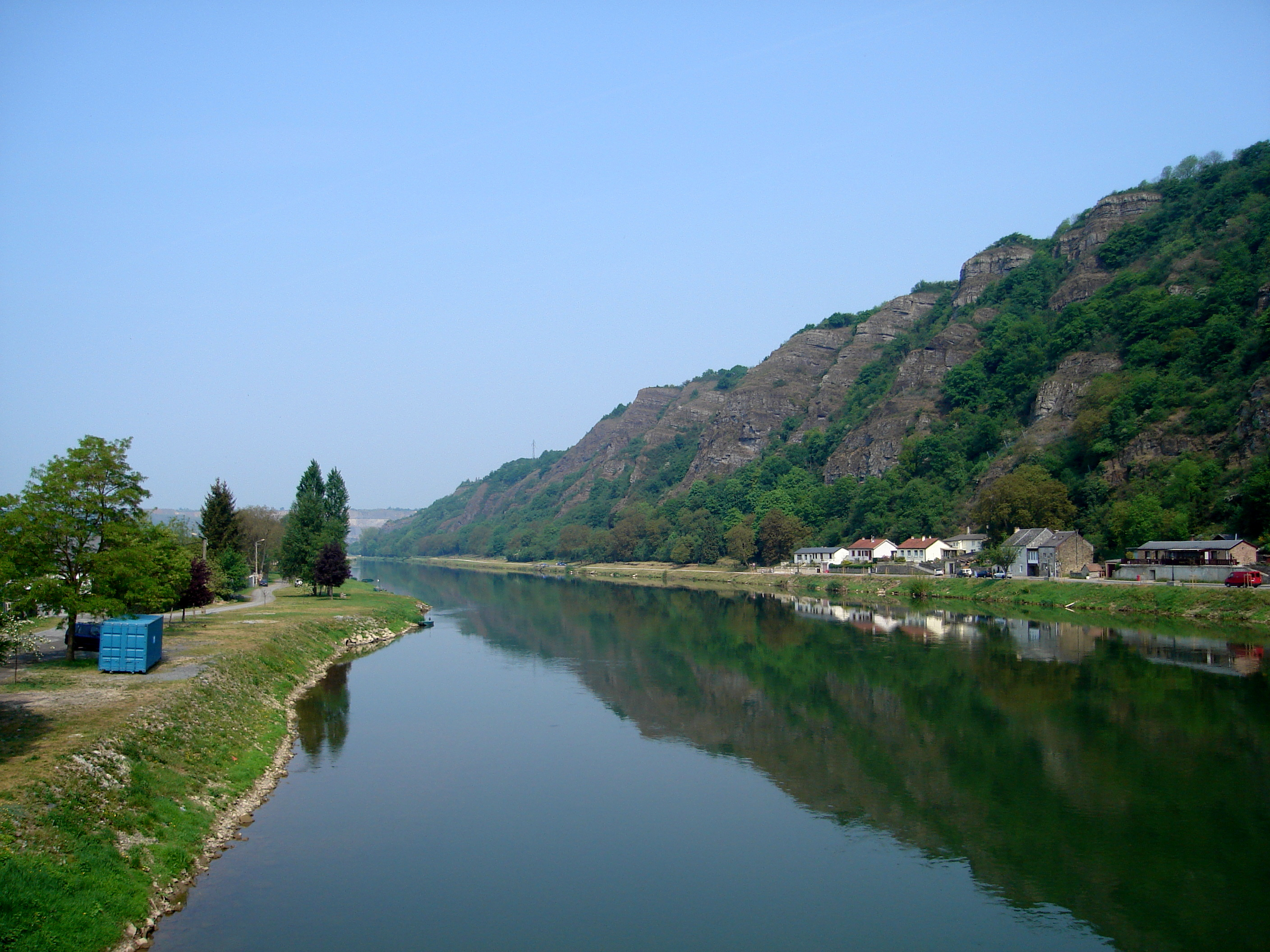
El Mosa en Chooz
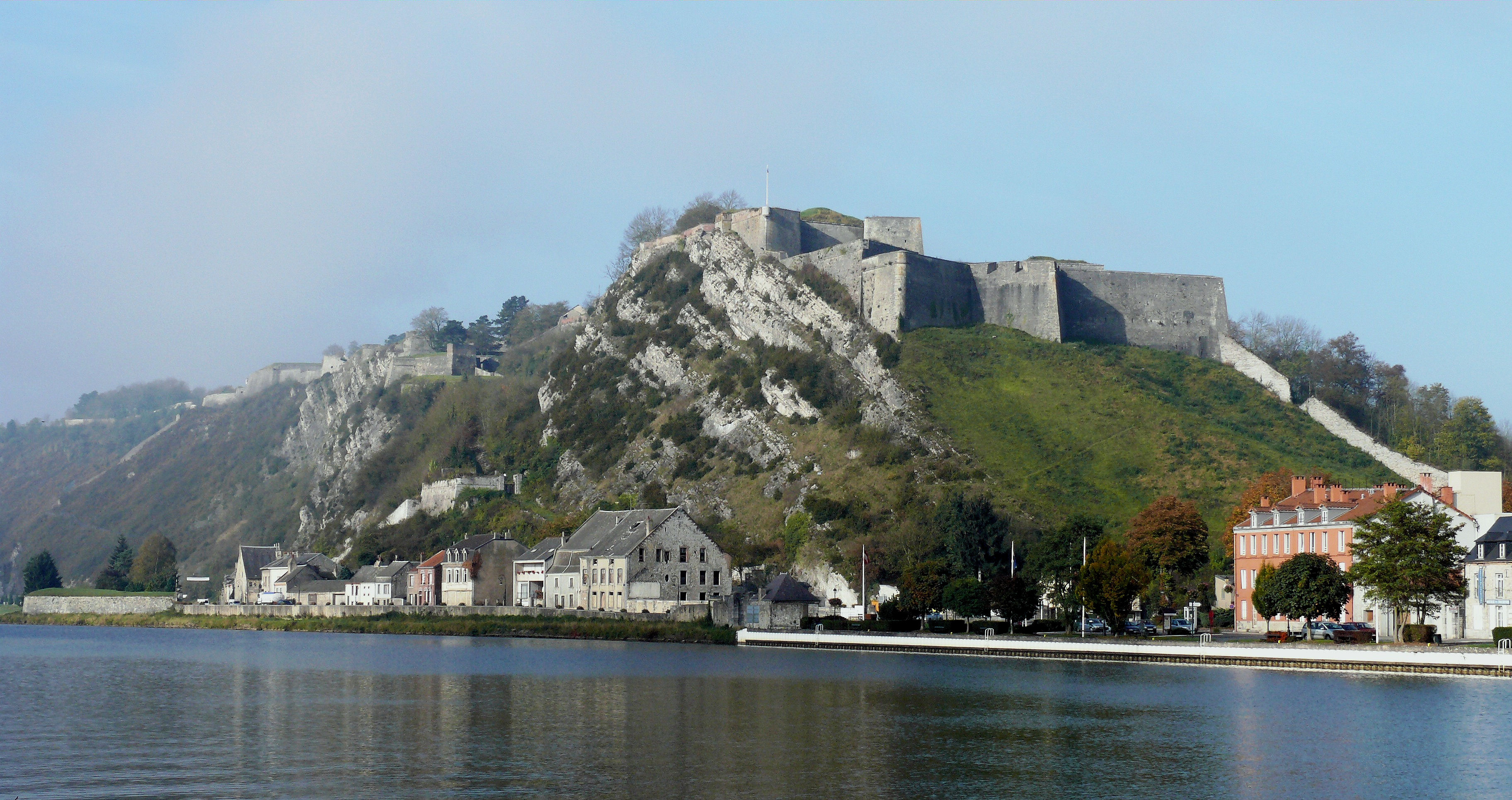
El Mosa en Givet
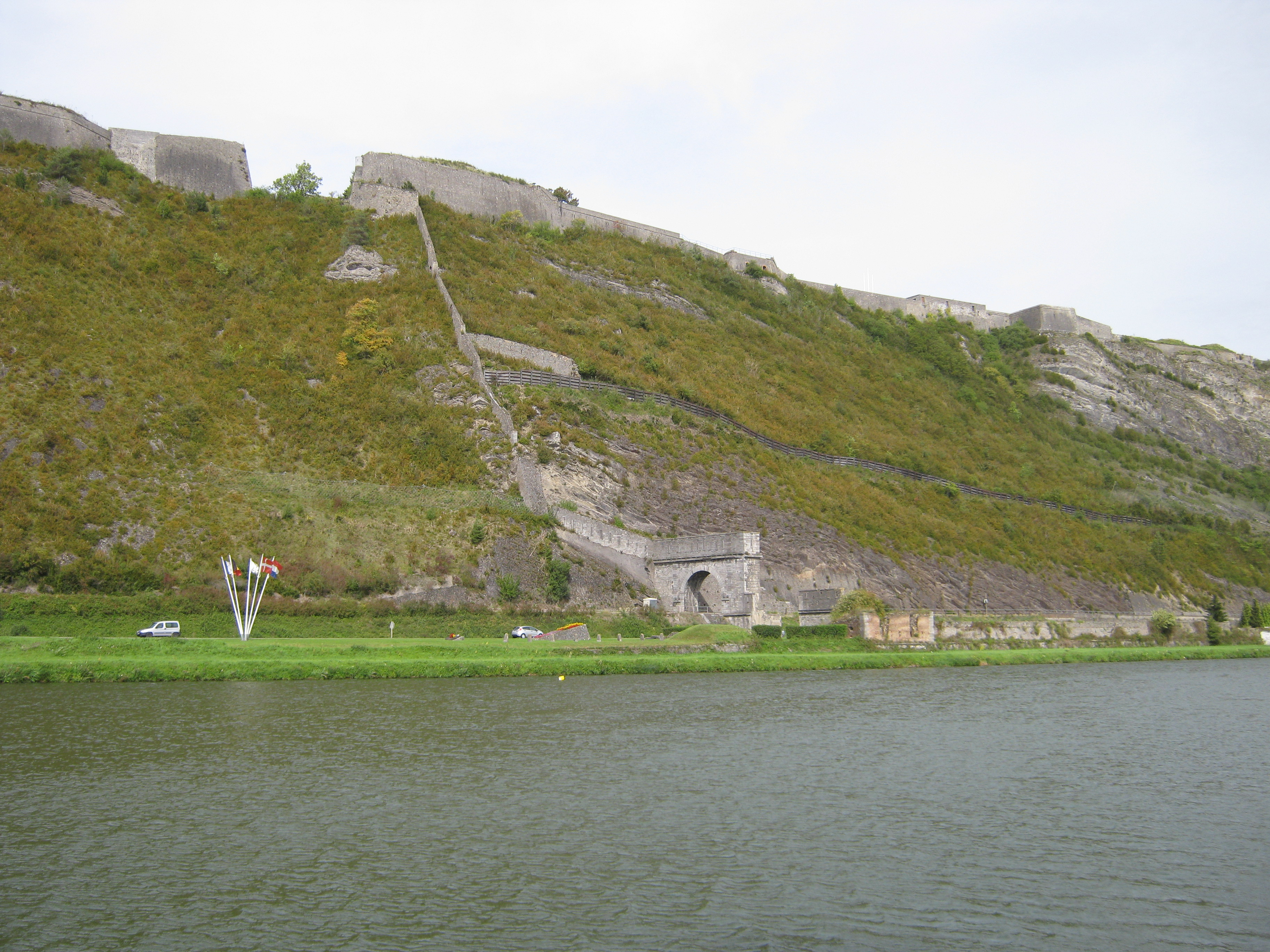
La puerta de Francia y el fuerte de Charlemont, en Givet, vistos desde la vía verde.

### El Mosa en Bélgica

#### El Mosa en la provincia de Namur
El Mosa, tras haber completado su travesía de las Ardenas, sensu stricto, entra en Bélgica por la provincia de Namur (región valona), a la altura de Heer-Agimont, a una altitud de 98 m. En un corto tramo el río separa dos regiones naturales: la Fagne, a la izquierda, y la Famenne, a la derecha. El Mosa pasa por la pequeña localidad de Hermeton-sur-Meuse (550 hab.) —pasada la cual recibe al corto río Hermeton (33 km), por la izquierda— y después por Hastière (5708 hab. en 2015). 
Luego el Mosa entra en la región natural del Condroz, una meseta caliza donde el río ha tallado su curso entre roquedos, dejando a la izquierda el Condroz occidental y a la derecha el Vrai Condroz (Verdadero Condroz). Sigue su lento discurrir por Waulsort —donde está la abadía de Waulsort, fundada en 946 por Oton I— y Anseremme (1000 hab.), donde recibe por la derecha al río Lesse (89 km). 

El Mosa en la provincia de Namur antes de Dinant (Bélgica valona)
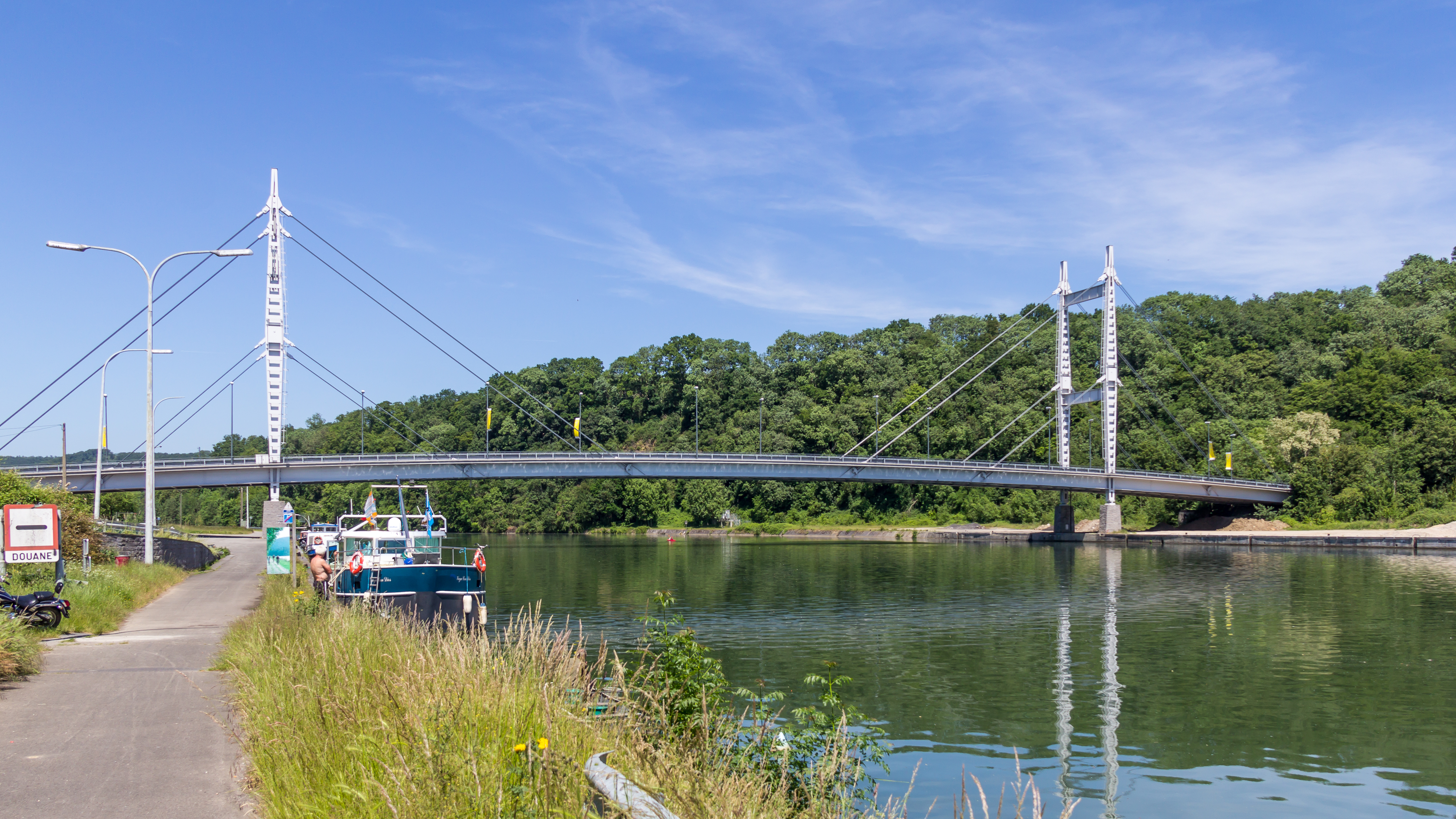
Puente en Heer-Agimont, a unos 200 m de la frontera franco-belga
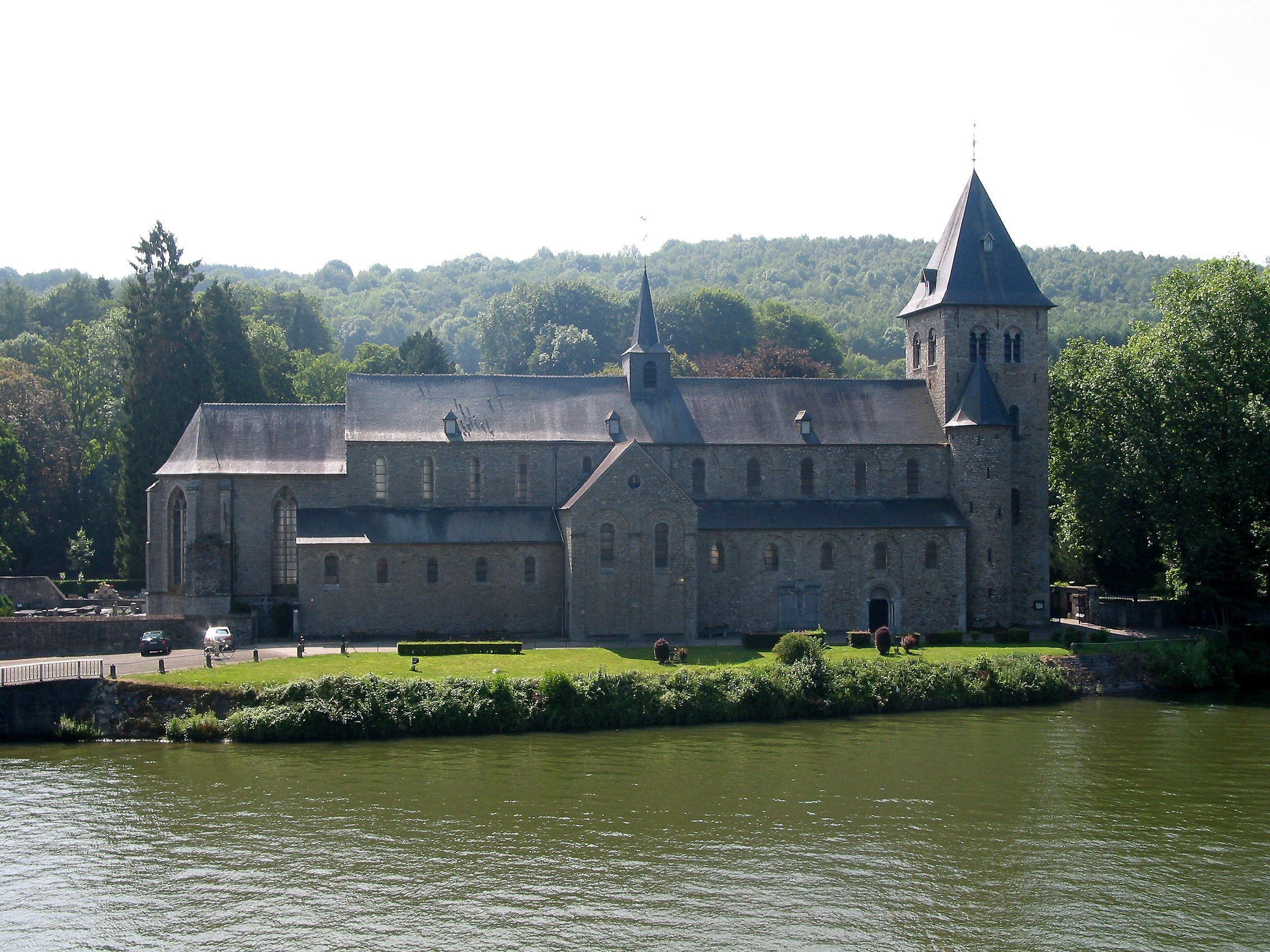
La iglesia abacial de San Pedro (1033-1035), en Hastière
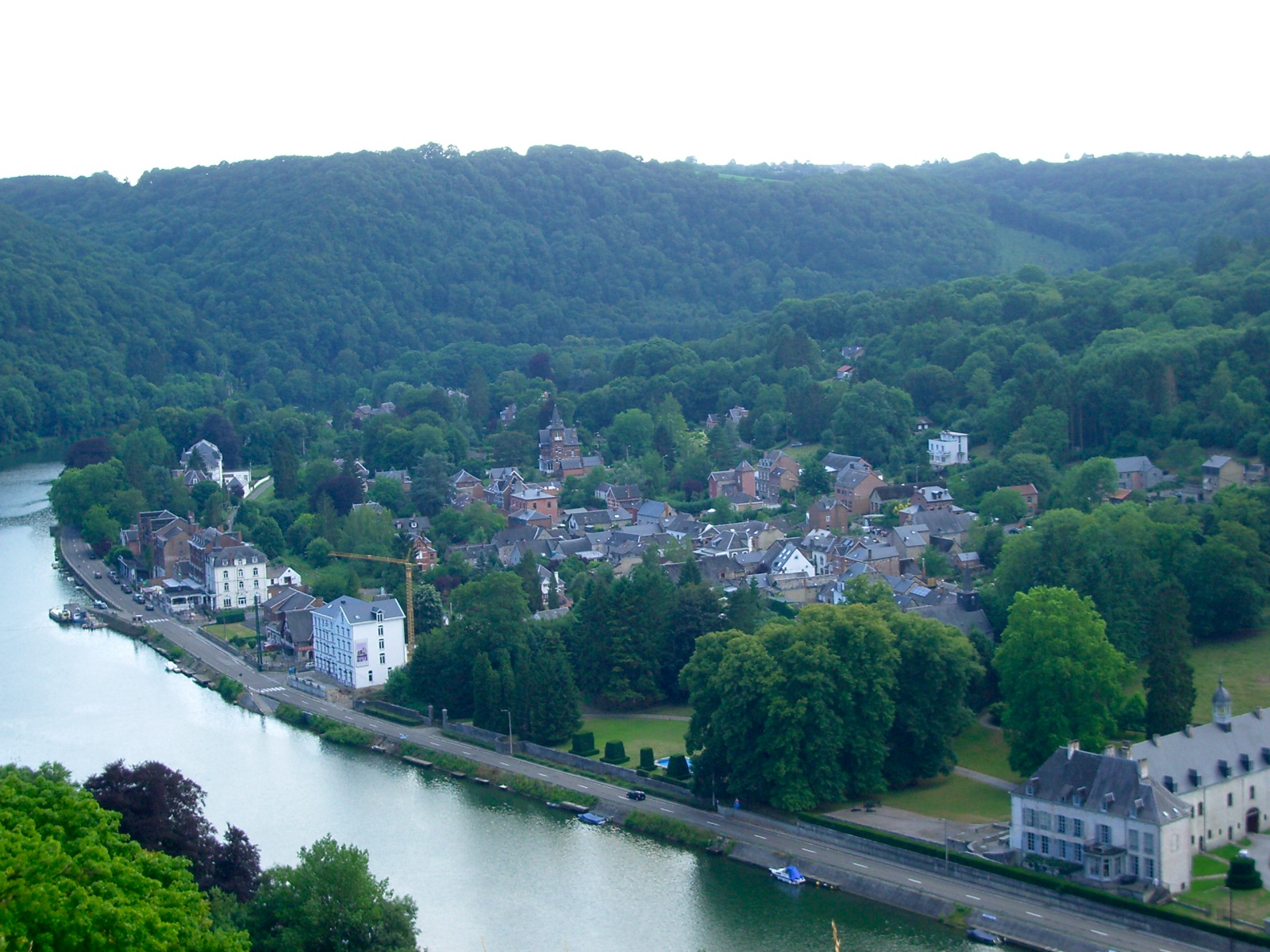
El Mosa en Waulsort, con la abadía de Waulsort en primer término
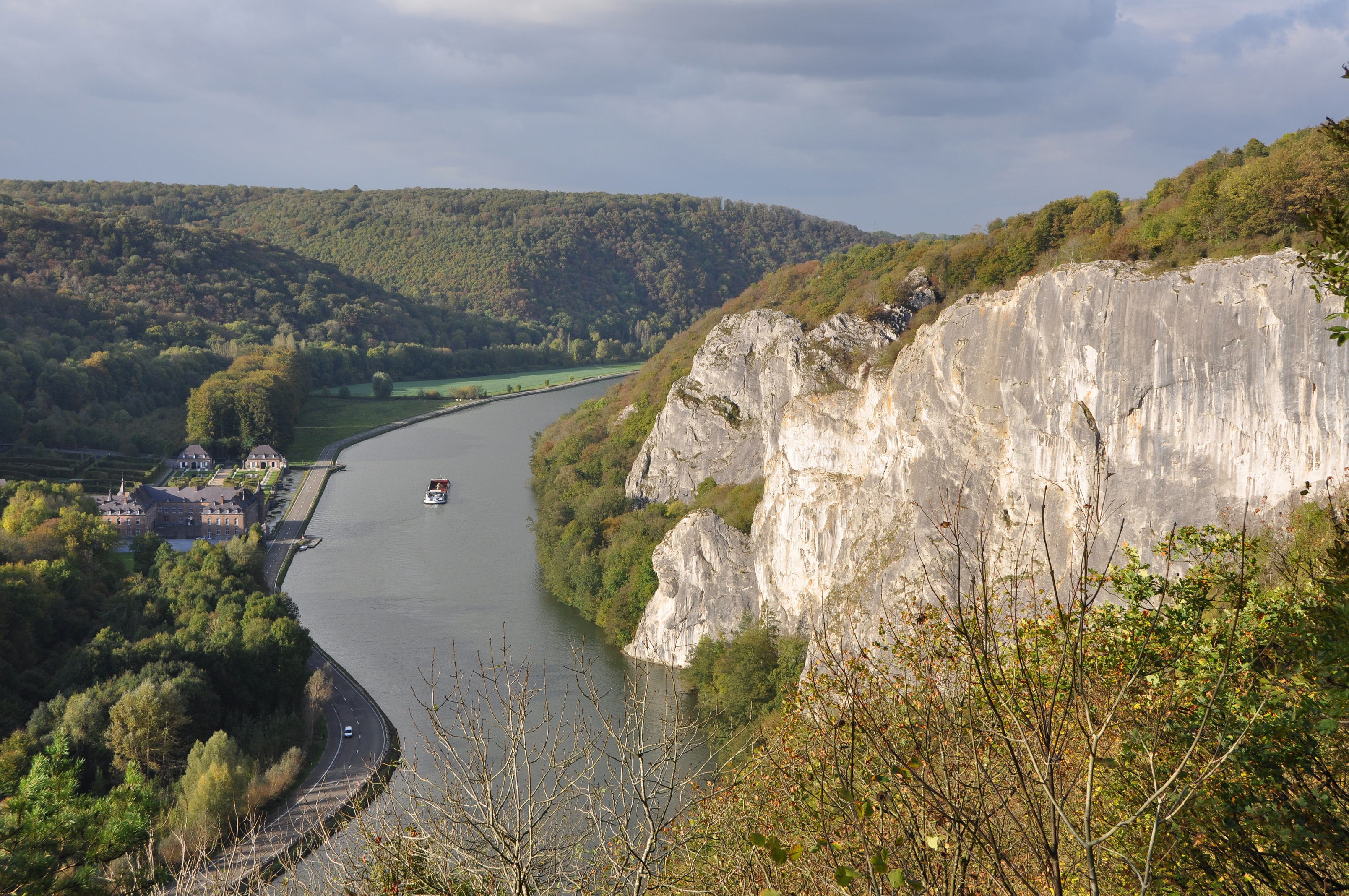
El Mosa y las Rochers de Freÿr (roquedos), y castillo y jardines de Freÿr, entre Waulsort y Anseremme

Enseguida llega el Mosa a la ciudad de Dinant (13 912 hab.), una villa medieval dependiente históricamente del Principado de Lieja y localizada frente a su rival namuriense Bouvignes-sur-Meuse. Hasta mediados del siglo XI, por una rareza geopolítica frecuente en la Edad Media, Dinant fue compartida entre la autoridad del conde de Namur y el príncipe-obispo de Lieja. Su posición en el borde de los dos países enemigos, cada uno en una orilla del Mosa, sellará su destino en la oposición constante entre el Oriente germano y el Occidente latino. Cierre del Mosa, la ciudad ve el conflicto de la batería de cobre y la producción de latón:
Bouvignes en la orilla opuesta, de hecho posee grandes depósitos de derle, la arcilla blanca utilizada por los trabajadores del cobre para formar sus moldes. Esa misma cacharrería de latón aportará una inmensa fortuna a la ciudad. Estas tensiones encuentran su culminación en 1466, cuando Dinant fue sitiada por los ejércitos del duque de Borgoña Felipe el Bueno. En solo ocho días la ciudad cae, siendo entregada al pillaje y la matanza. Se invitó a los sobrevivientes caldereros, por su parte a unirse a Namur para ejercer libremente su profesión. Este traslado asestó un golpe mortal a la profesión y a la ciudad medieval. 
El Mosa sigue hacia el norte pasando por Houx (807 hab.), Anhée (7074 hab.) —donde recibe por la derecha al corto río Molignée (22 km)— e Yvoir (9339 hab.), localizada en la confluencia por la margen derecha con el río Bocq (45 km). Luego sigue por Annevoie-Rouillon (691 hab.), Rivière, Godinne (1739 hab.), Profondeville (11 699 hab.).

El Mosa en la provincia de Namur (Bélgica valona)
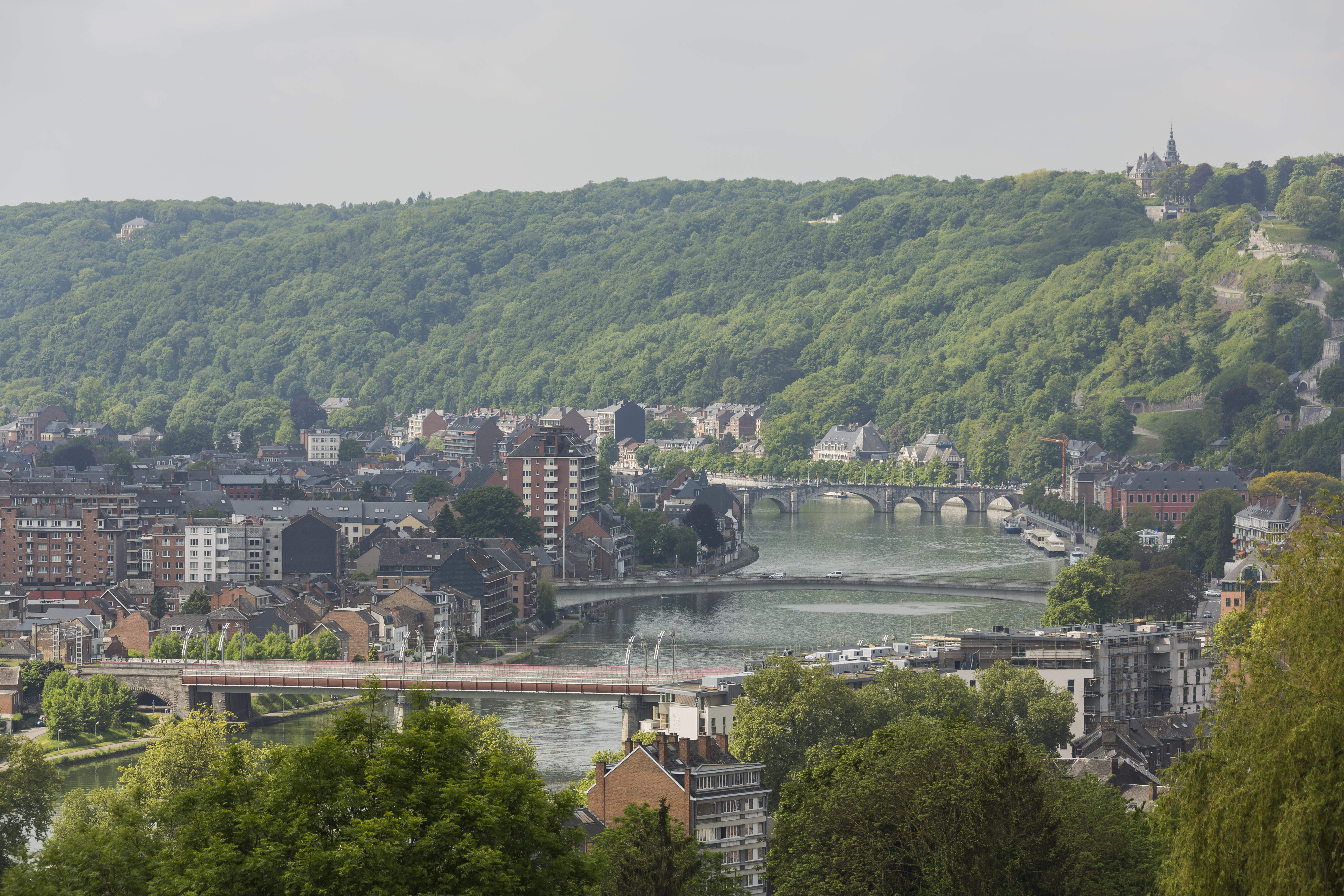
Puente de Anseremme, poco antes de llegar a Dinant
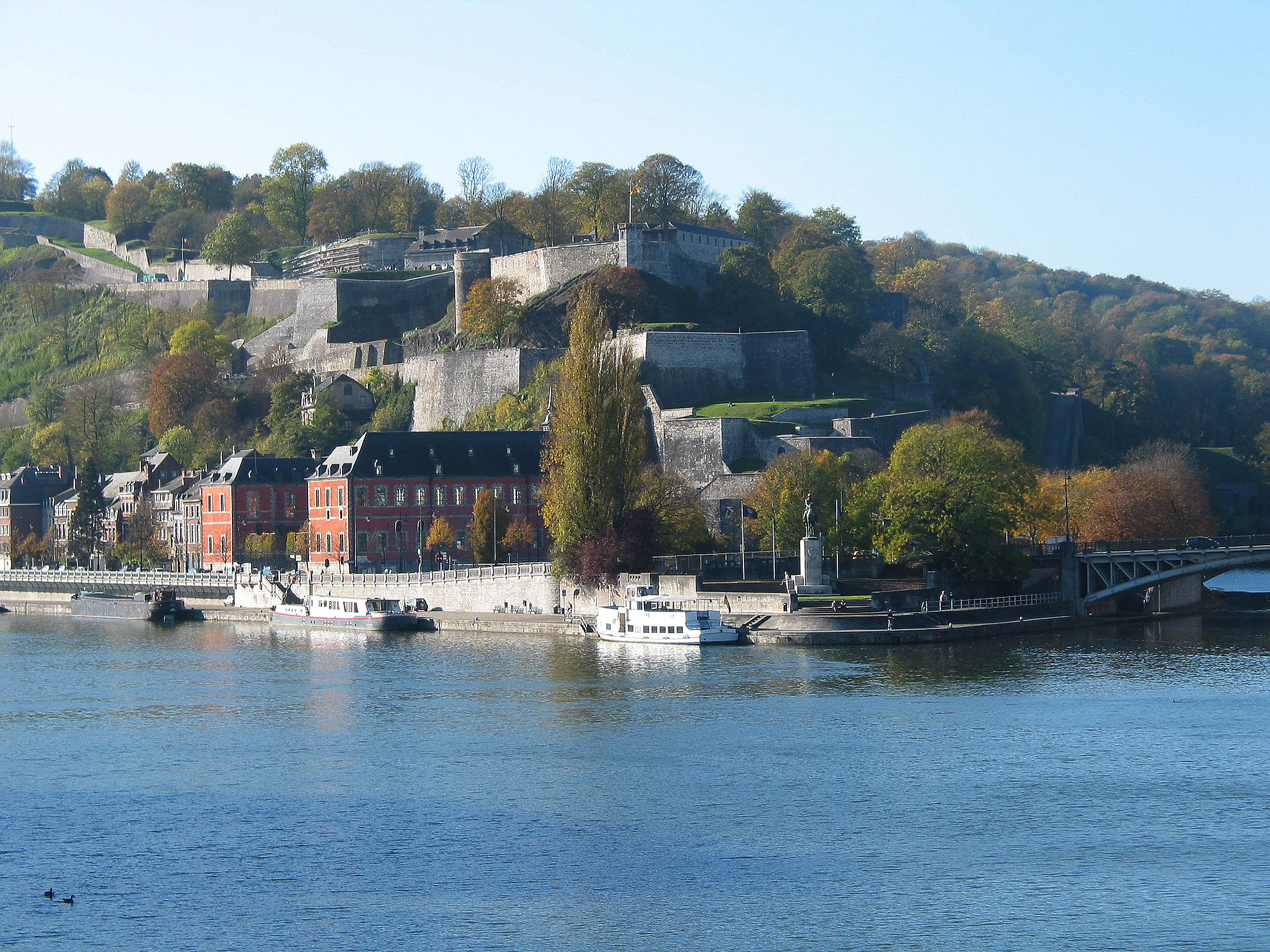
El Mosa en Dinant (ciudadela y colegial)
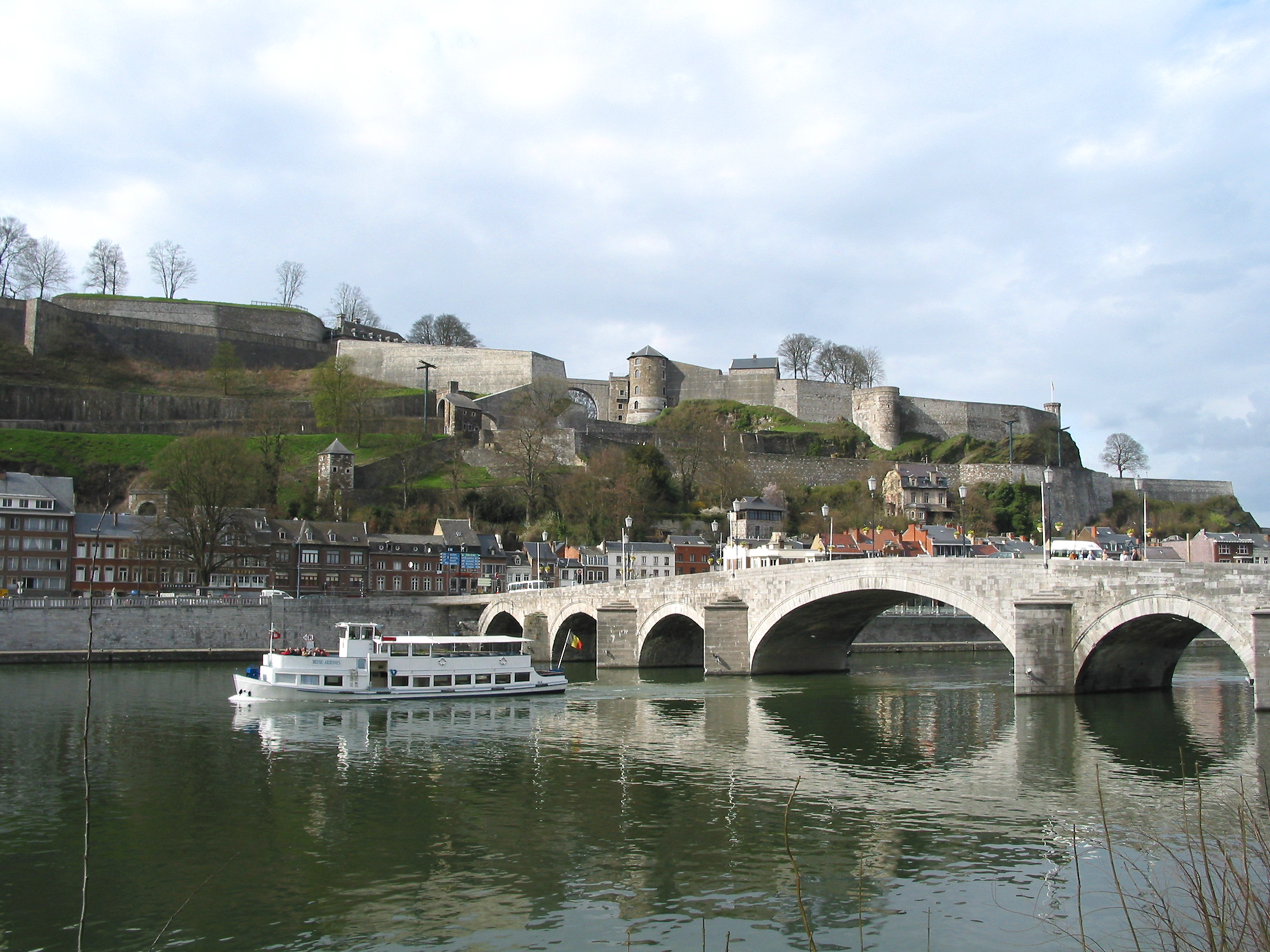
El Mosa en Dinant
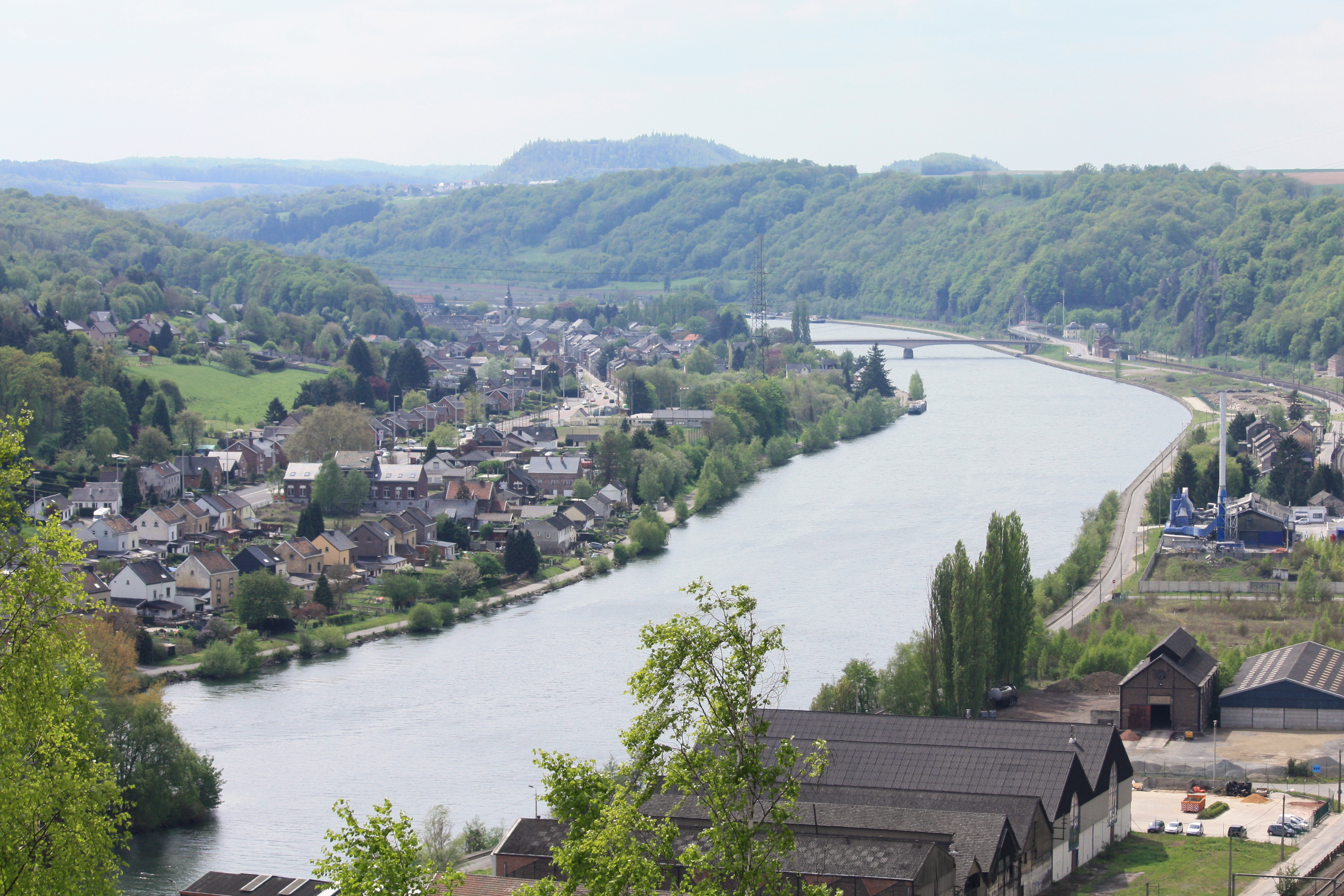
El Mosa en Godinne
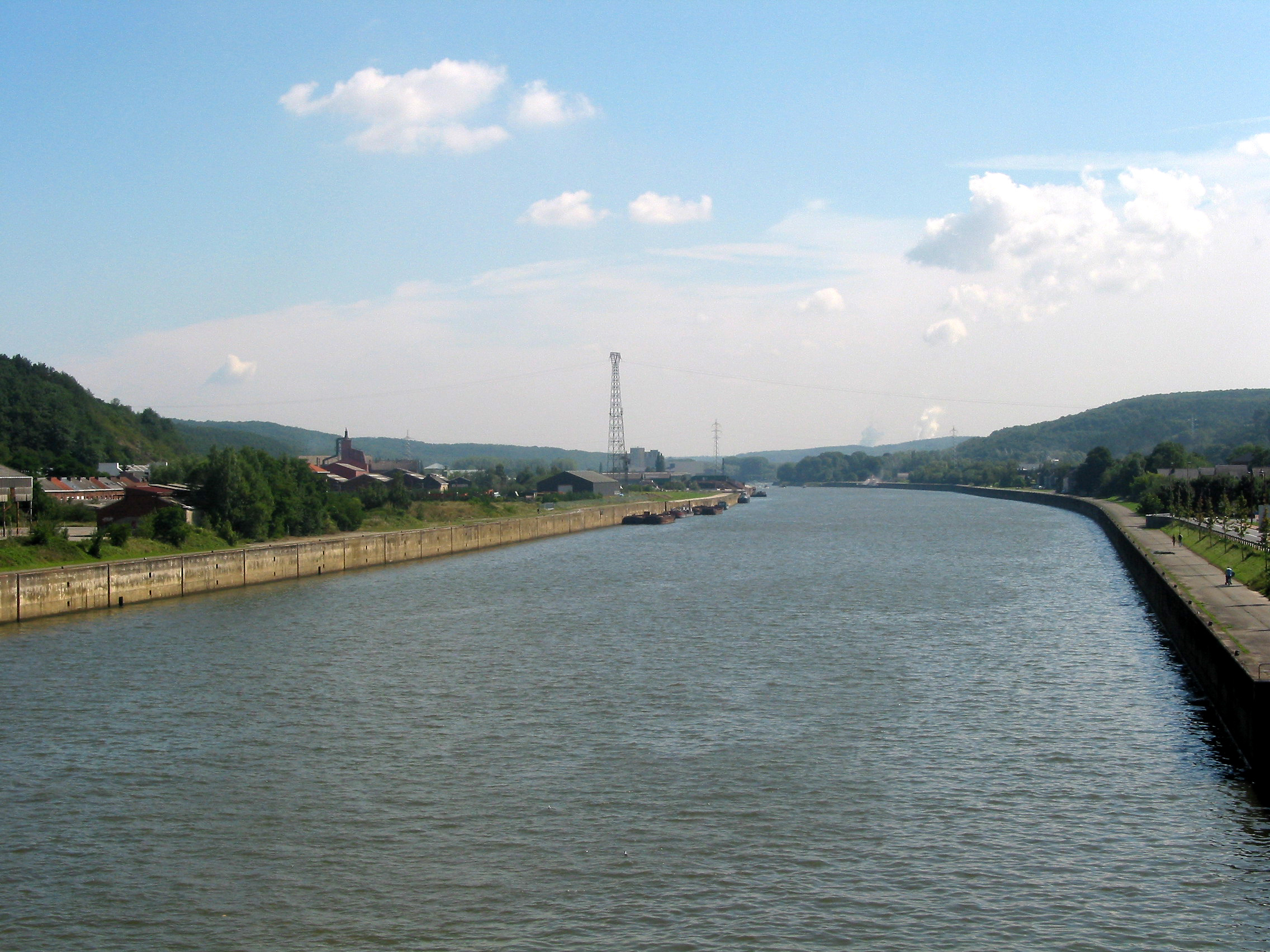
El Mosa en Profondeville

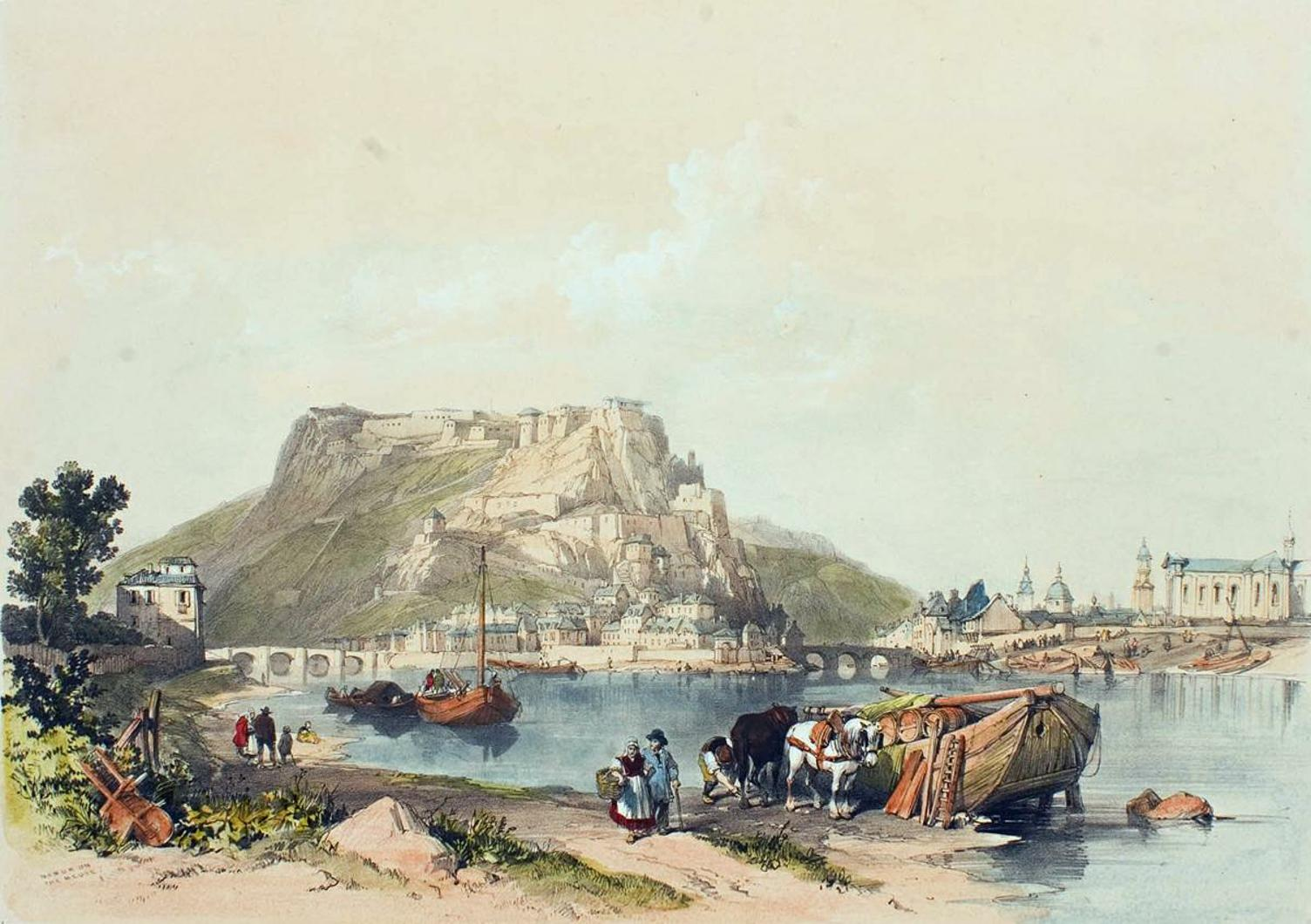
Namur, en la confluencia del Sambre y del Mosa (1838), obra de Clarkson Frederick Stanfield

Continúa por Boreuville, Pairelle, La Plante, en las afueras de Namur (110 691 hab.) y alcanza enseguida la capital, donde recibe al Sambre (190 km) por la izquierda. 
Namur es una de las ciudades más importantes de sus curso, actual capital de la región Valona y capital histórica del condado de Namur (981-1795). La ciudad comenzó como un asentamiento comercial importante en la época celta, a caballo entre las rutas comerciales E-O y N-S que cruzaban las Ardenas. Los romanos se establecieron después de que Julio César derrotase a la tribu de los aduáticos. 
Namur ya adquirió importancia durante la Edad Media, cuando los merovingios construyeron un castillo sobre el espolón rocoso que domina la ciudad en la confluencia de los dos ríos. En el siglo X, se convirtió en un condado por derecho propio. La ciudad se desarrolló de forma un tanto desigual, ya que los condes de Namur solo podían construir en la orilla norte del Mosa —la orilla sur era propiedad de los obispos de Lieja y se desarrolló más lentamente en la localidad de Jambes (ahora un suburbio de Namur)—. 
En 1262, Namur cayó en manos del conde de Flandes, y fue comprada por el duque de Borgoña Felipe el Bueno en 1421. Después de que Namur se convirtiese en parte de los Países Bajos españoles en la década de 1640, su ciudadela se fortaleció considerablemente. Luis XIV de Francia invadió la región en 1692, capturando la ciudad y anexionándola a Francia. Su reconocido ingeniero militar Vauban reconstruyó la ciudadela. Luego pasa por manos neerlandesas, españolas, austriacas y finalmente belgas.
Al salir de Namur el Mosa toma dirección casi oeste, ligeramente NOO. El río será de nuevo un límite natural entre dos regiones naturales, al norte la meseta de Hesbaye y al sur las Ardenas condrusianas. En este tramo pasa por Sclayn (1500 hab.) y por Andenne (25 729 hab.), ciudad reconocida por su cerámica, justo antes de abandonar la provincia.

El Mosa en la provincia de Namur (Bélgica valona)
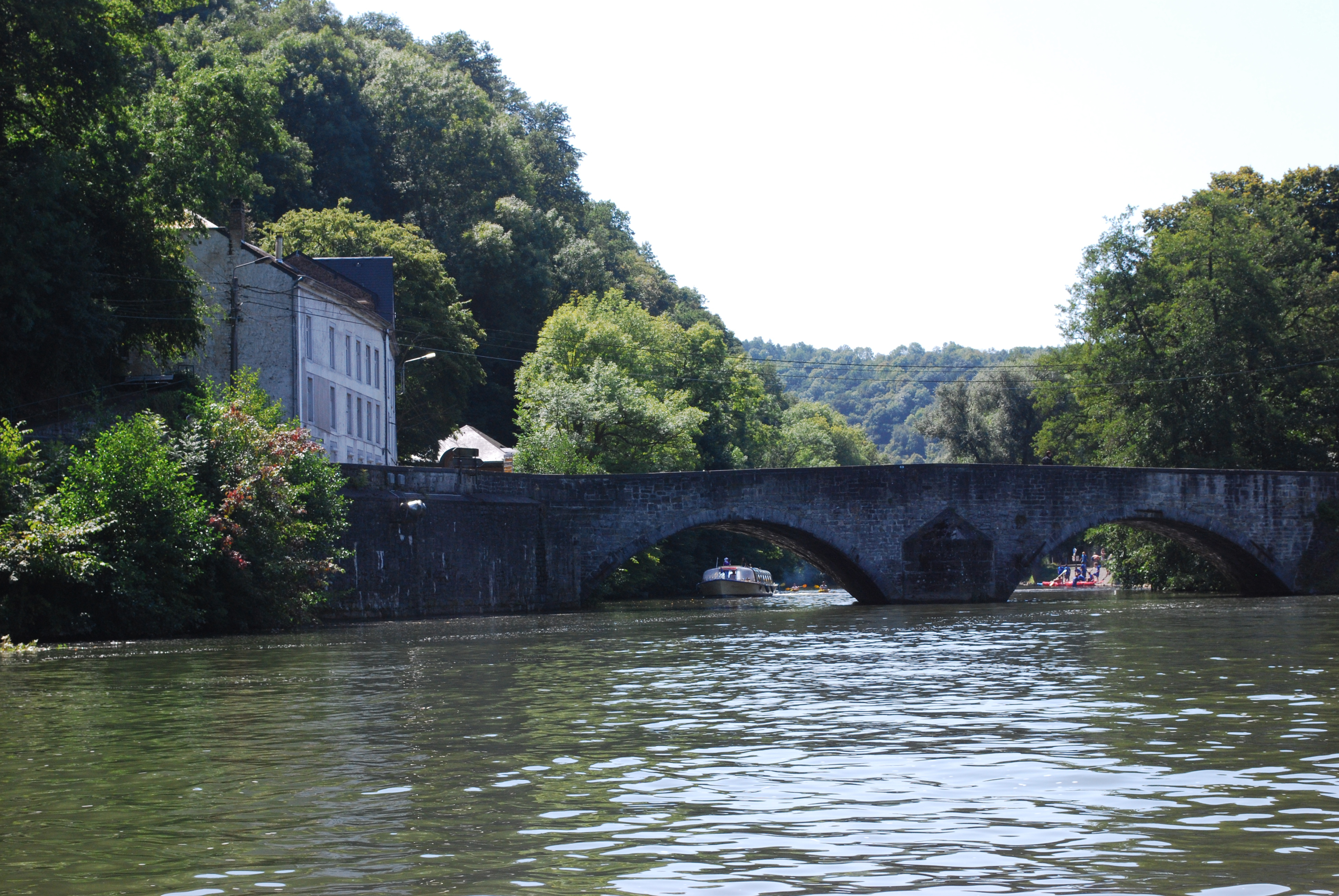
El Mosa en Namur
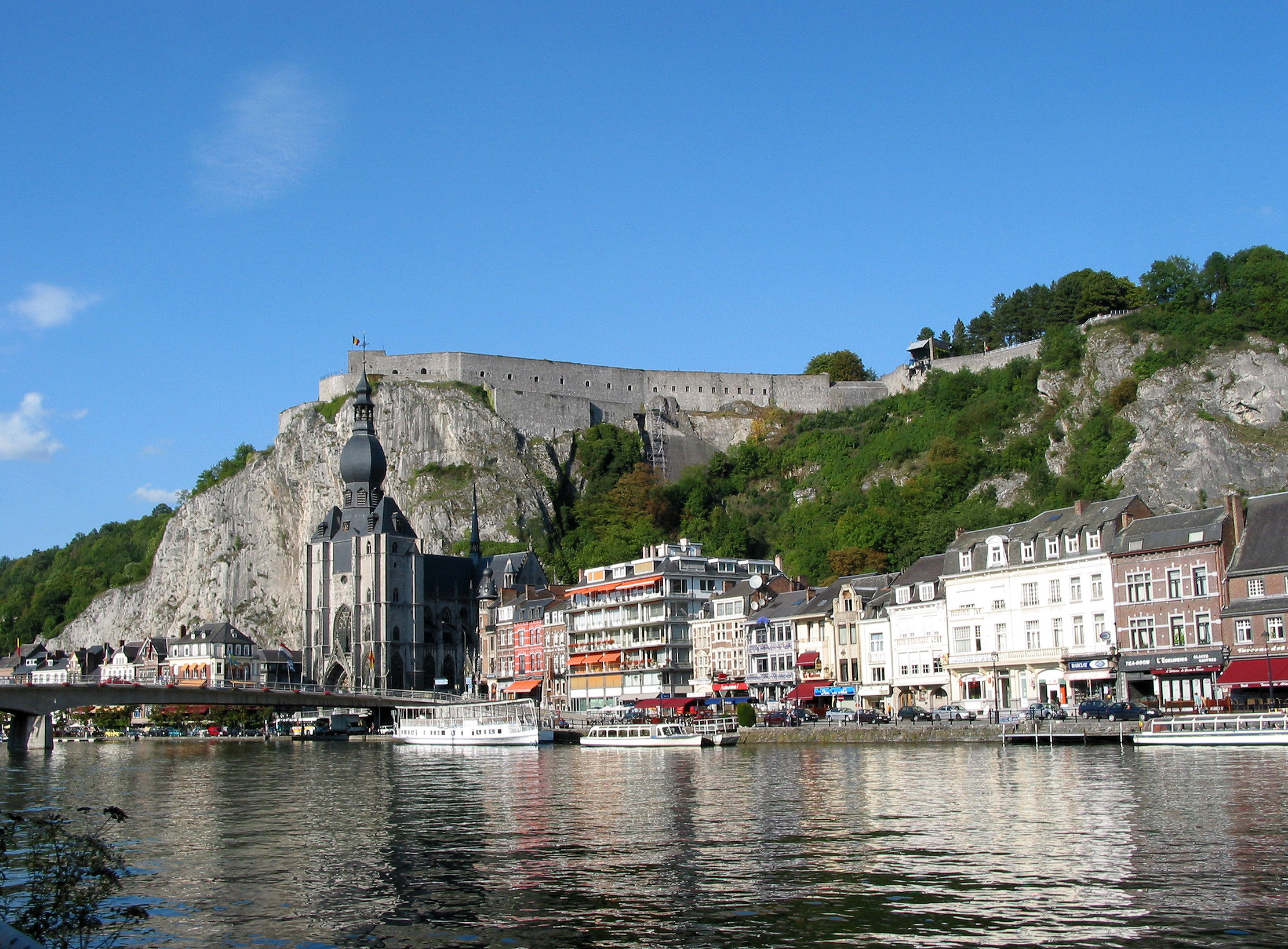
El Mosa en Namur (la ciudadela en el centro, a la izquierda el Mosa y a la derecha la desembocadura del Sambre)
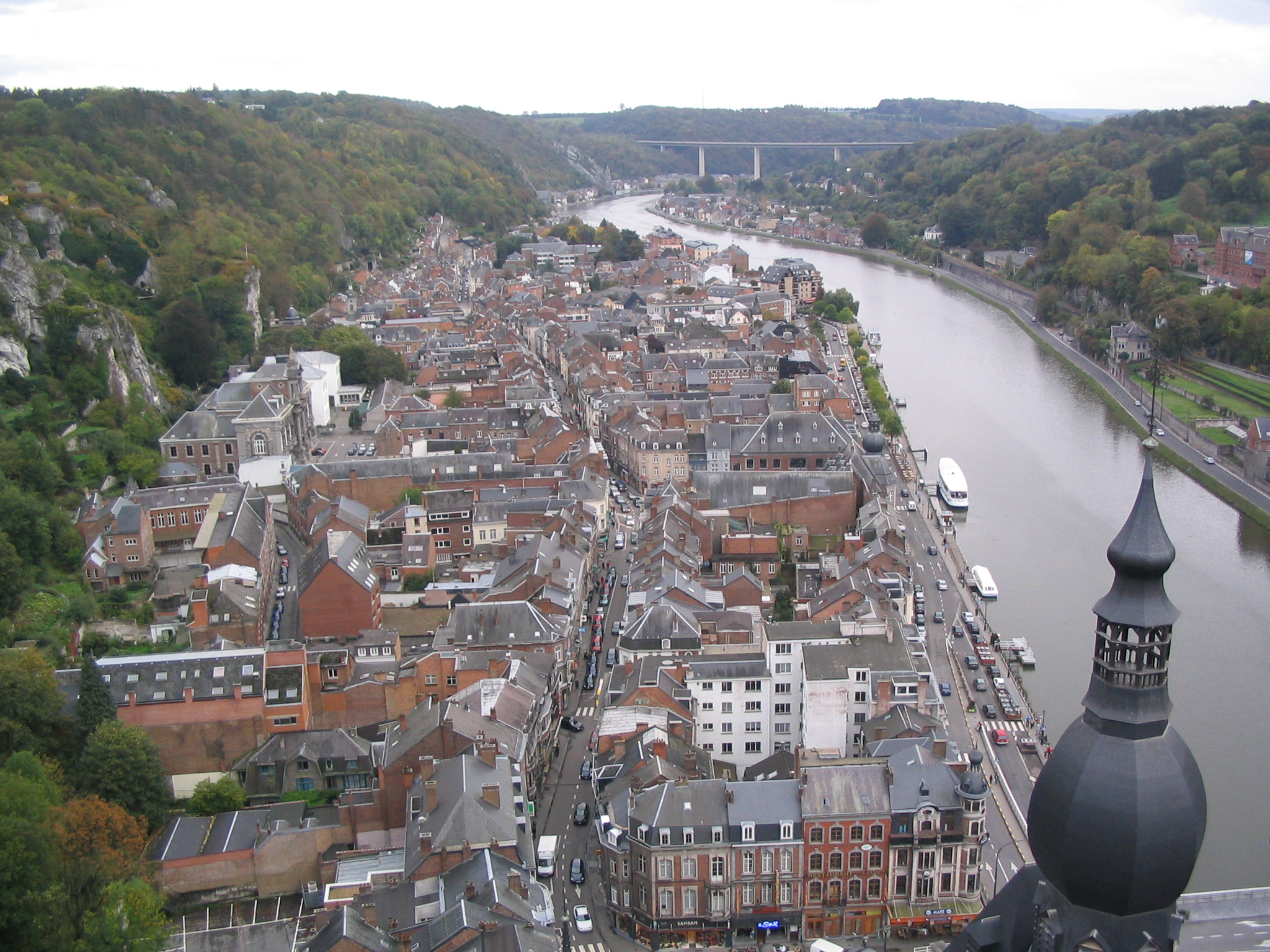
El Mosa en Namur, el puente de Jambes y la ciudadela
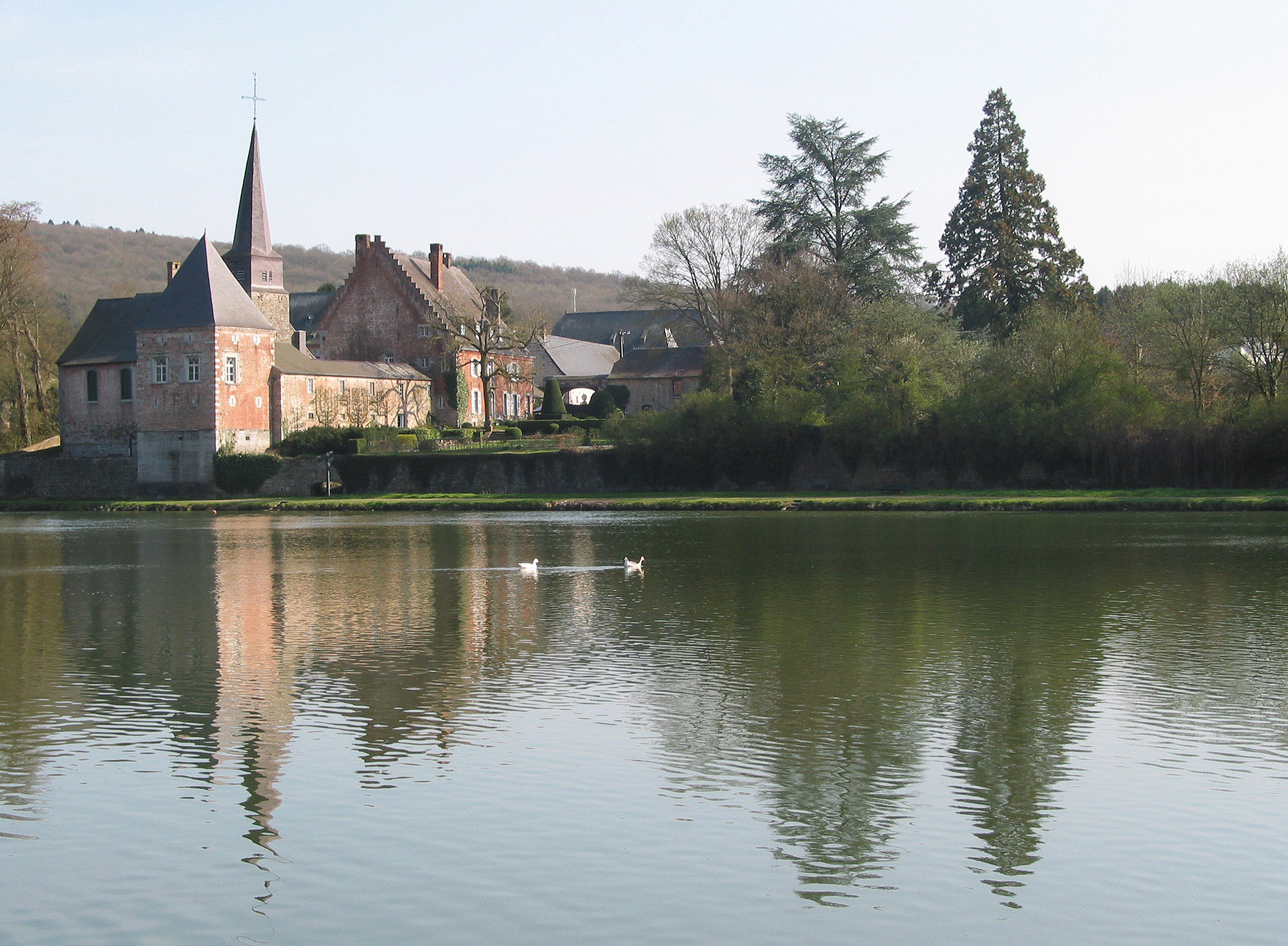
El Mosa en Sclayn desde la reserva natural de Sclaigneaux
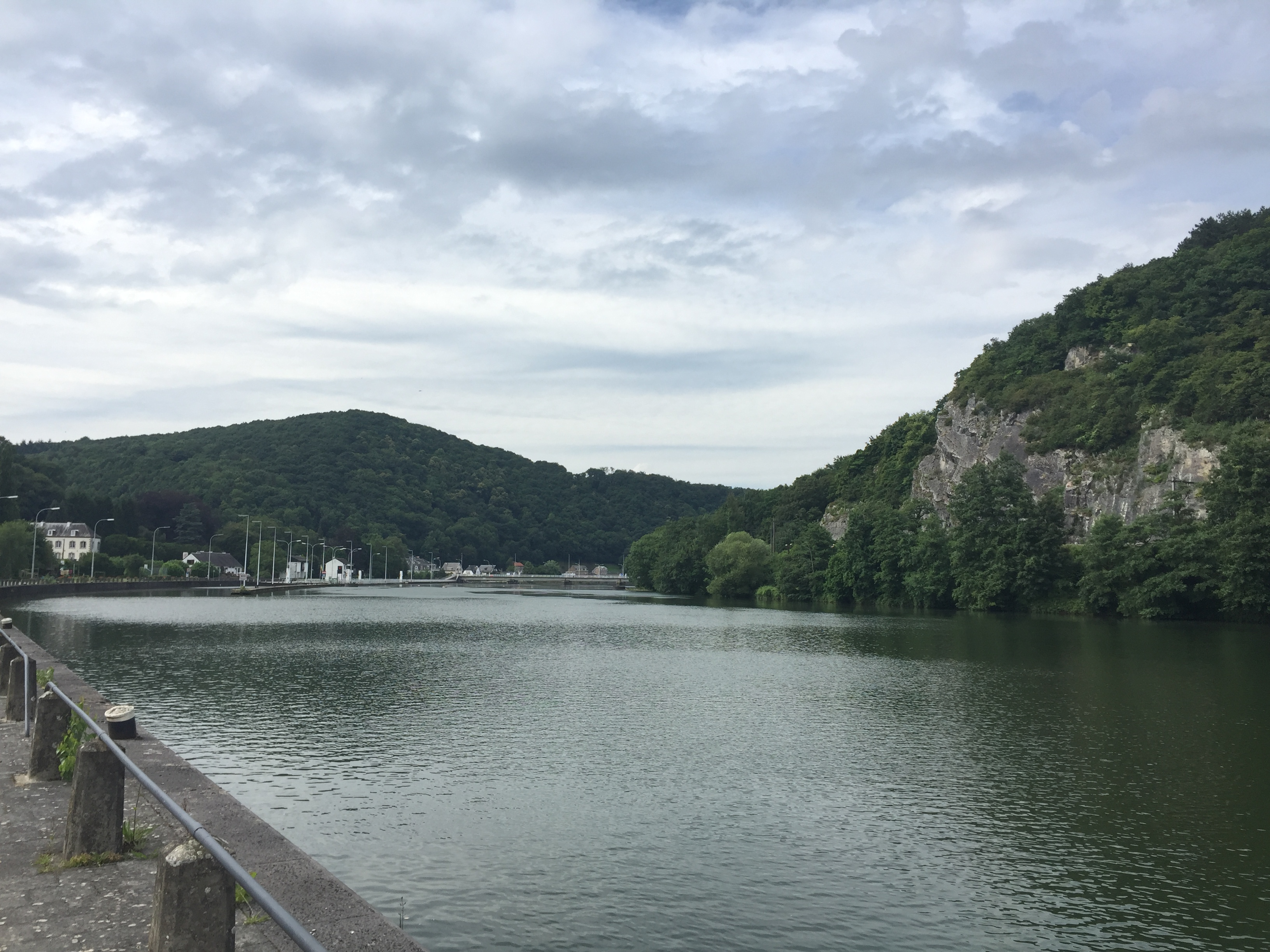
El Mosa en Andenne

#### El Mosa en la provincia de Lieja
Ya en la provincia de Lieja el Mosa atraviesa la antigua cuenca hullera valona. Pasa frente a una importante refinería de azúcar del Raffinerie Tirlemontoise Group (RT Group), justo a la entrada de la pequeña ciudad de Wanze (13 626 hab.), donde recibe por su margen izquierda al Mehaigne (59 km). Sigue luego Huy (20 232 hab.), donde recibe al río Hoyoux (28 km) por su margen derecha. En la Edad Media, Huy fue uno de los más prósperos pueblos en el río Mosa con una economía fuerte basada en la metalurgia además de la fabricación de vino, madera y esculturas. Ya en el siglo X cambió su estatus de pueblo a ciudad y formó parte del principado-obispado de Lieja durante más de ocho siglos. En los siglos XIII y XIV se desarrolló la economía gracias a la industria telar y el castillo, que llegó a ser un símbolo de la ciudad, fue usado ocasionalmente en tiempos de guerra. A finales del siglo XVII las guerras de Luis XIV causaron repetidos ataques a la ciudad hasta el punto que los propios habitantes frustrados desmantelaron en 1715 su propio castillo, que tantos problemas les había causado. En 1818 se inició la construcción de un nuevo fuerte por parte de los neerlandeses. Esta fue una posición estratégica de defensa durante las dos guerras mundiales.

El Mosa en la provincia de Lieja (Bélgica valona, I)
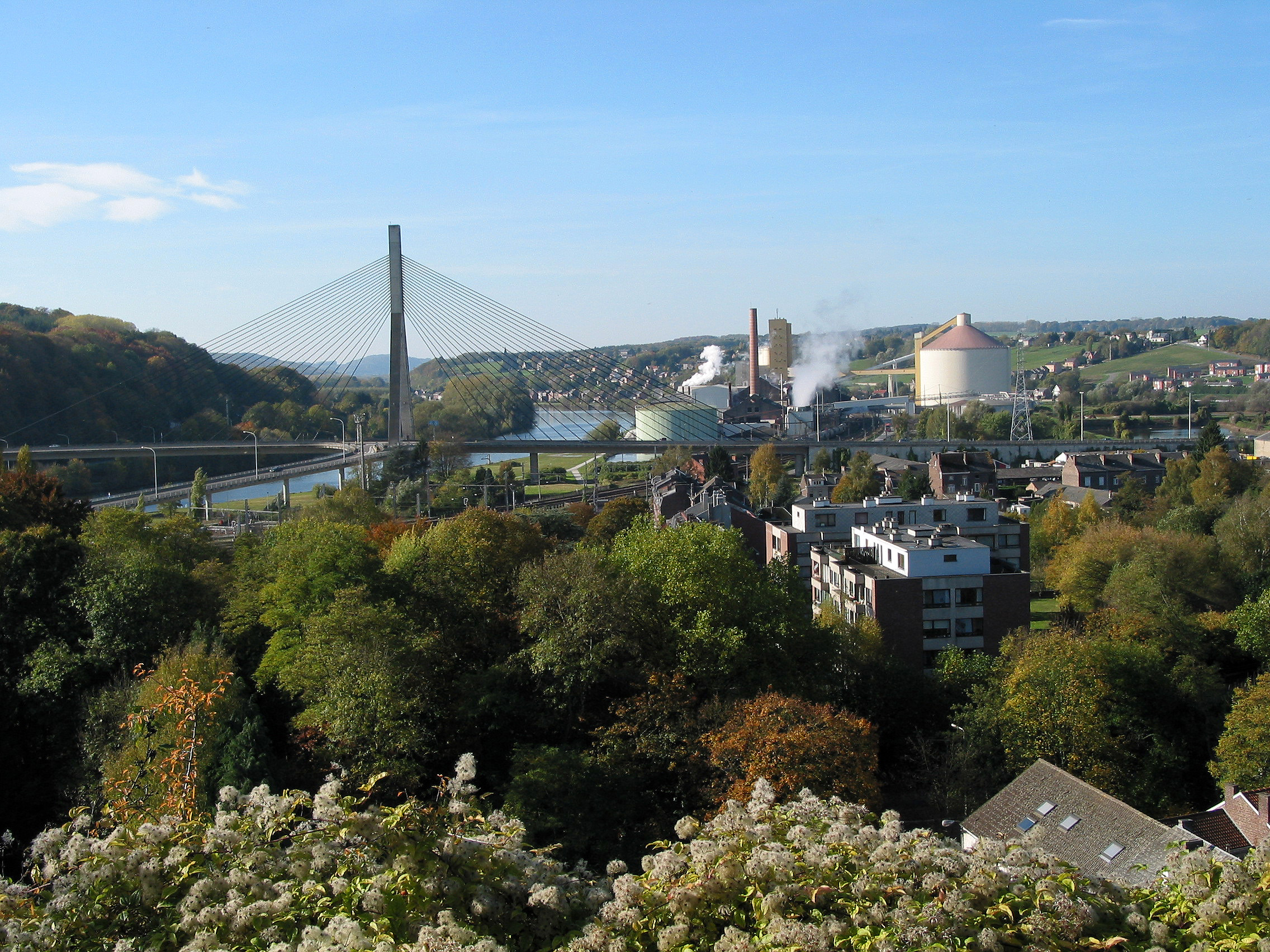
El Mosa en Wanze, con el puente atirantado Père Pir y las chimenas de la refinería de azúcar al fondo
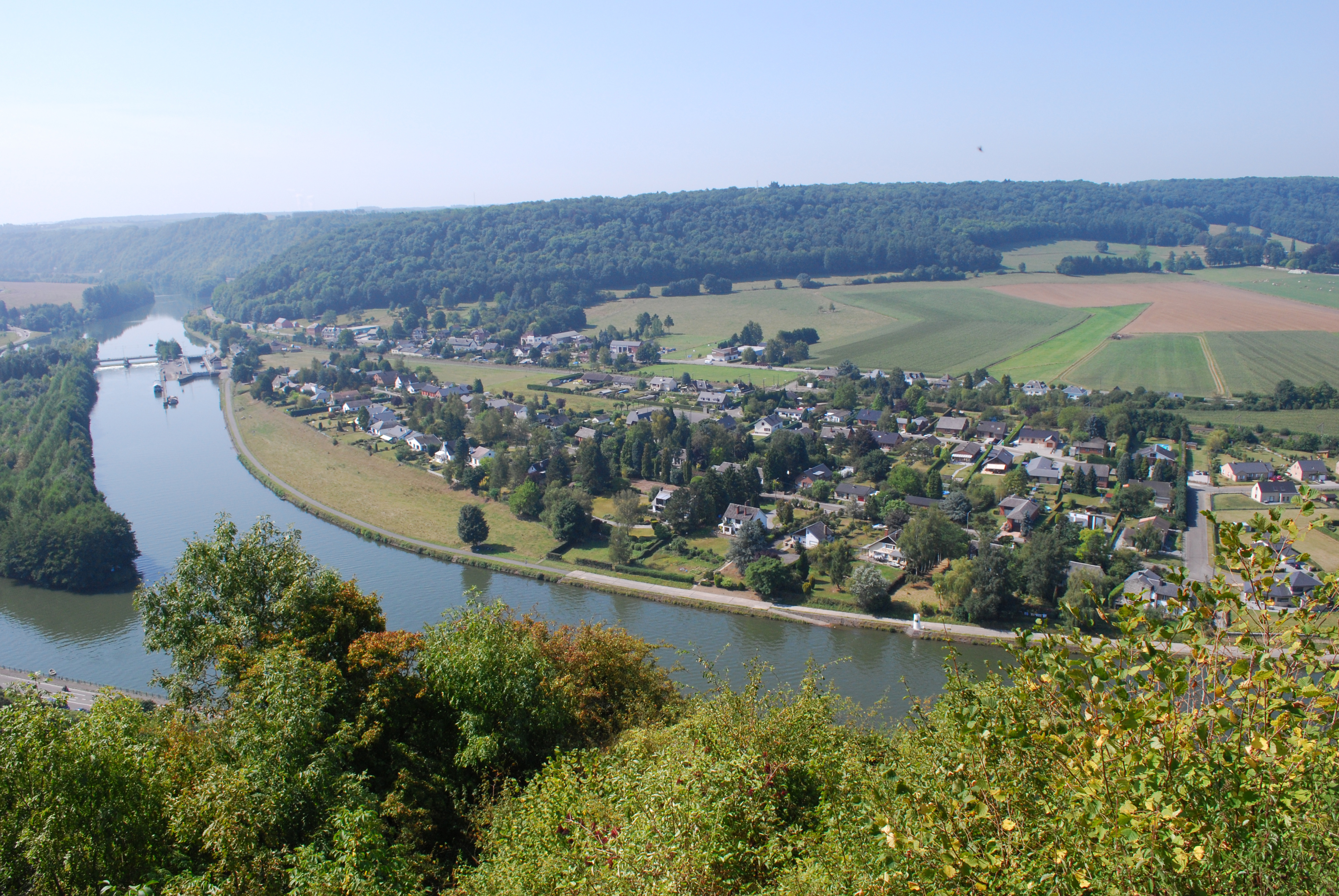
Ruinas del château de Poilvache (Yvoir)
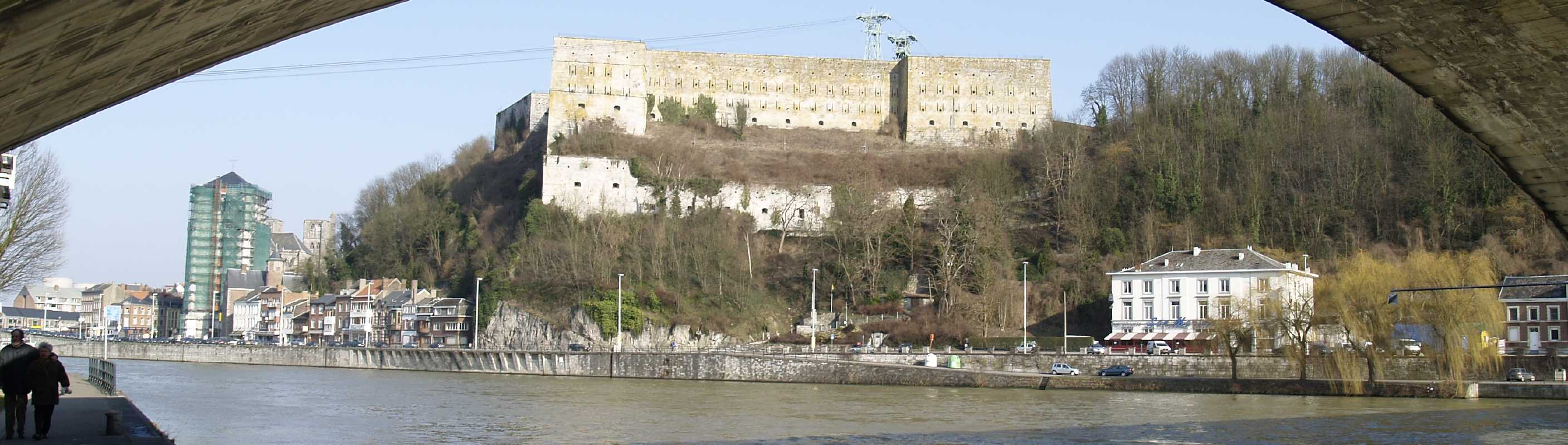
Vista del fuerte de Huy desde el barrio de Batta

Dejada atrás la ciudad de Huy, el Mosa ayuda a refrigerar la central nuclear de Tihange, situada en su margen derecha, puesta en marcha en 1975 y que cuenta con tres reactores que suministran una potencia de 2985 MW. En un entorno cada vez más industrializado, sigue después por la localidad de Engis (5811 hab.), Ramioul —donde está el Préhistomuseum, un importante museo de la prehistoria de Valonia— y Seraing (61 237 hab.). Seraing fue un conocido lugar a partir del siglo XI, cuando el príncipe-obispo Enrique I de Verdún construyó una casa de veraneo en la que recibía a sus nobles huéspedes. En la Edad Media, el pueblo de Seraing obtuvo exenciones fiscales a cambio del compromiso de defender la ciudad de Lieja de los invasores que llegaran por el Mosa. En 1381, se construyó ya el primer puente de madera sobre el río. El pueblo, que mantuvo su carácter rural hasta finales del siglo XVIII, empezó a cambiar después del descubrimiento de hulla en Ougrée. Las primeras acerías se levantaron en 1809 y Seraing se convirtió en una ciudad industrial que mantuvo su pujanza hasta la crisis del carbón (en los años 1970, cuando cerraron muchas minas) y de las sucesivas crisis del acero, cuando conoció muchos problemas sociales. Ahora está intentando diversificarse con la creación de un parque industrial y científico, donde se encuentra el centro de investigación del acero de ArcelorMittal y muchas empresas tecnológicas, aeroespaciales, informáticas...

El Mosa en la provincia de Lieja (Bélgica valona, II)
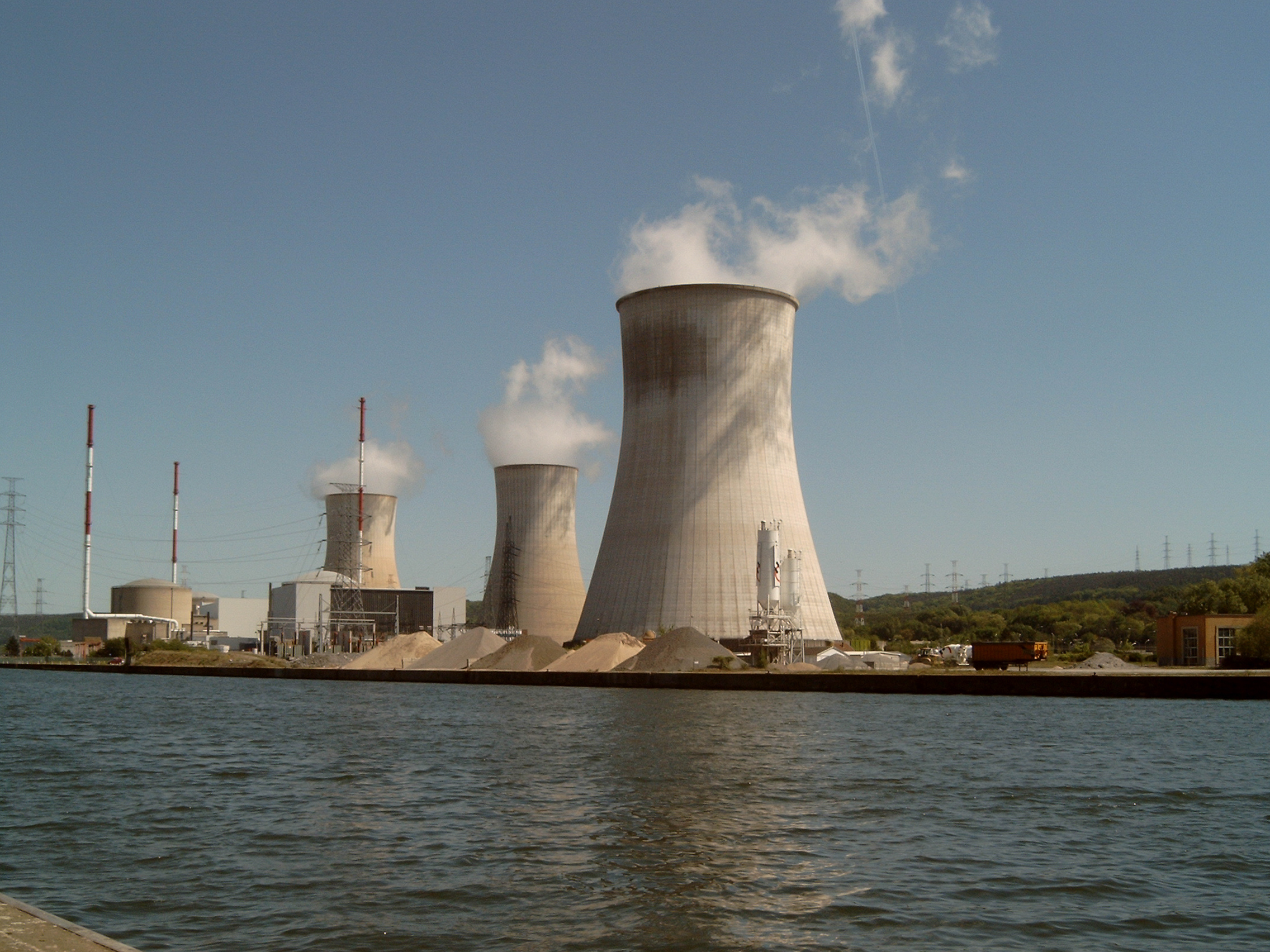
Torres de refrigeración de la central nuclear de Tihange
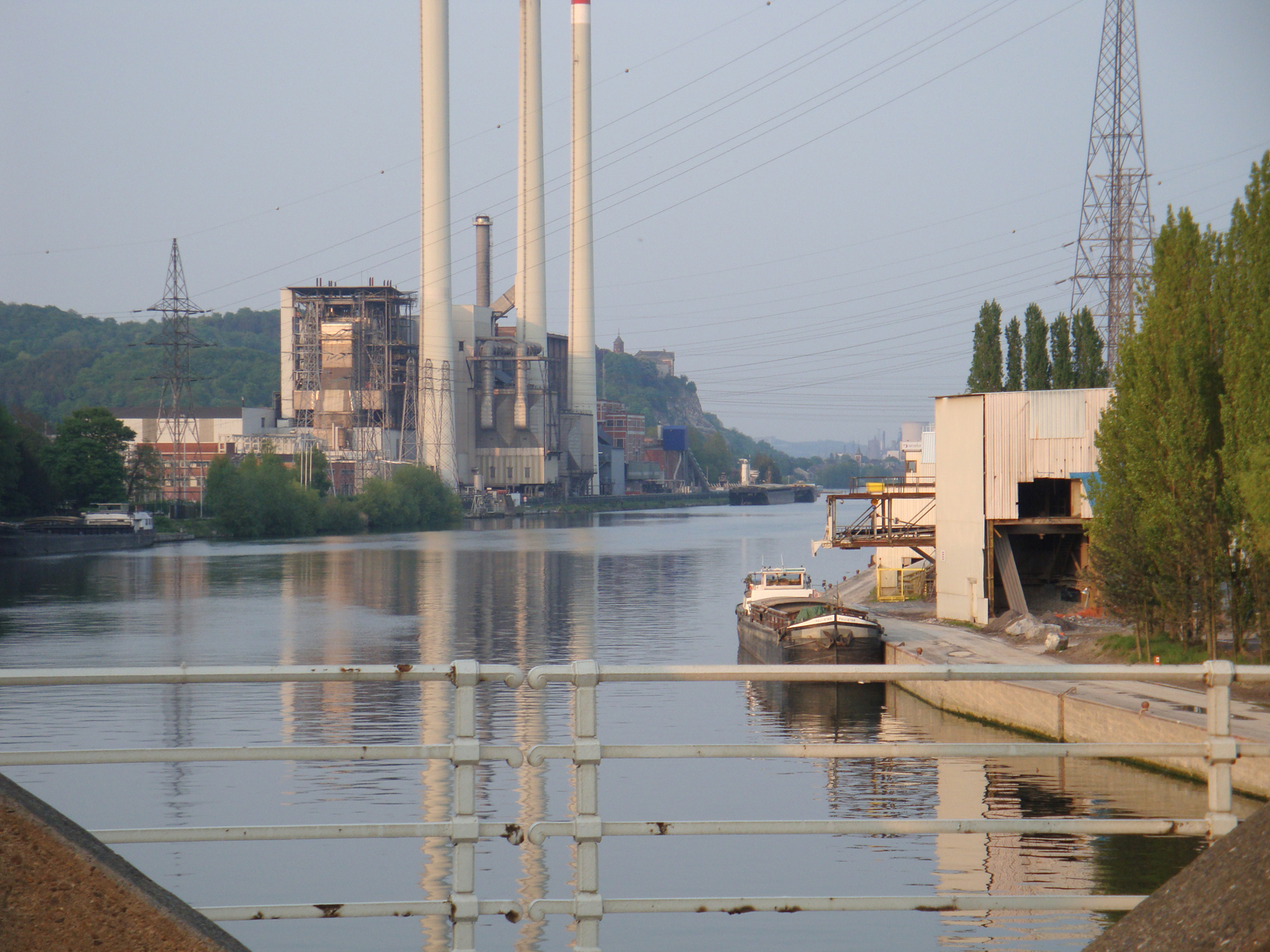
Central de Engis
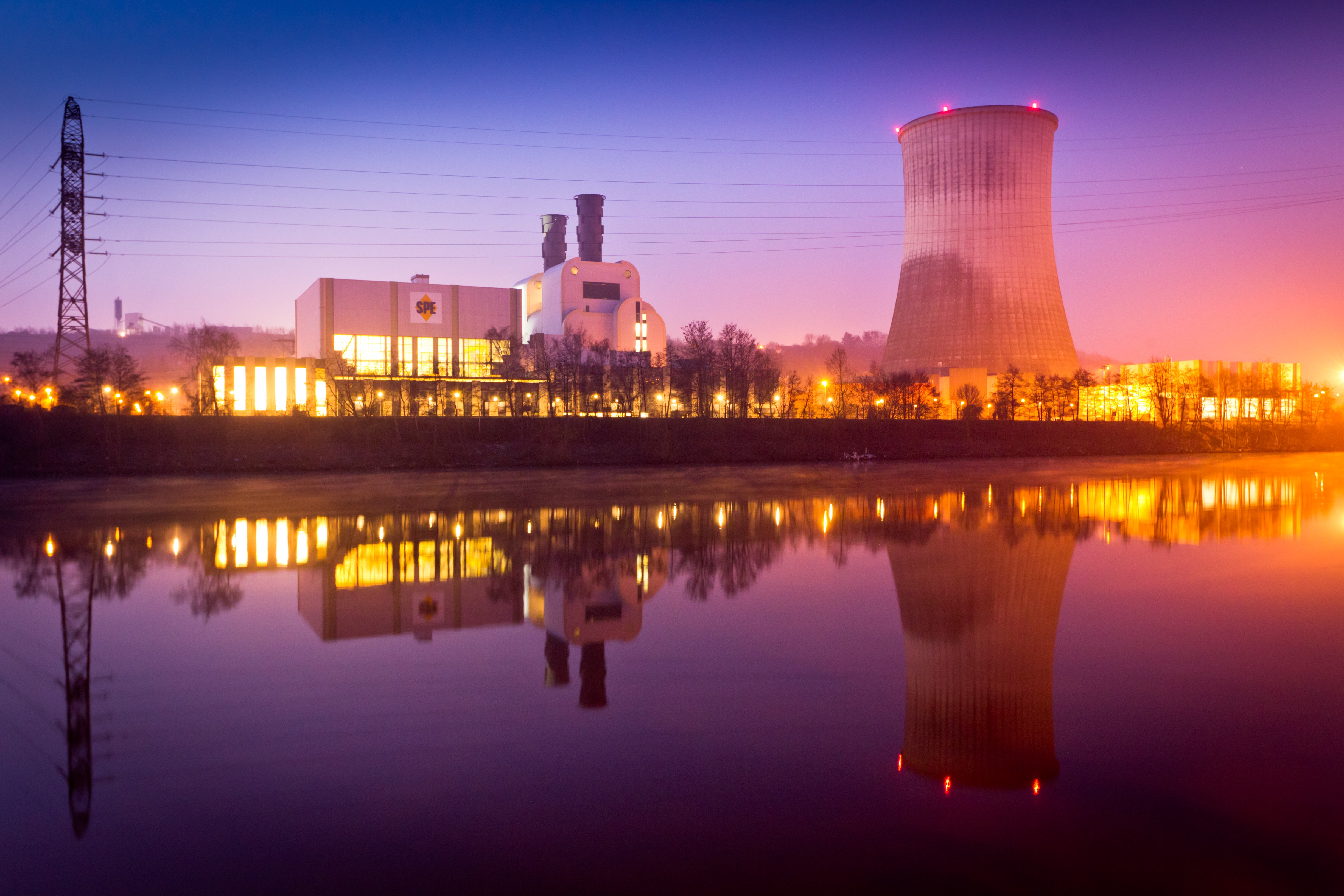
Central térmica en Seraing
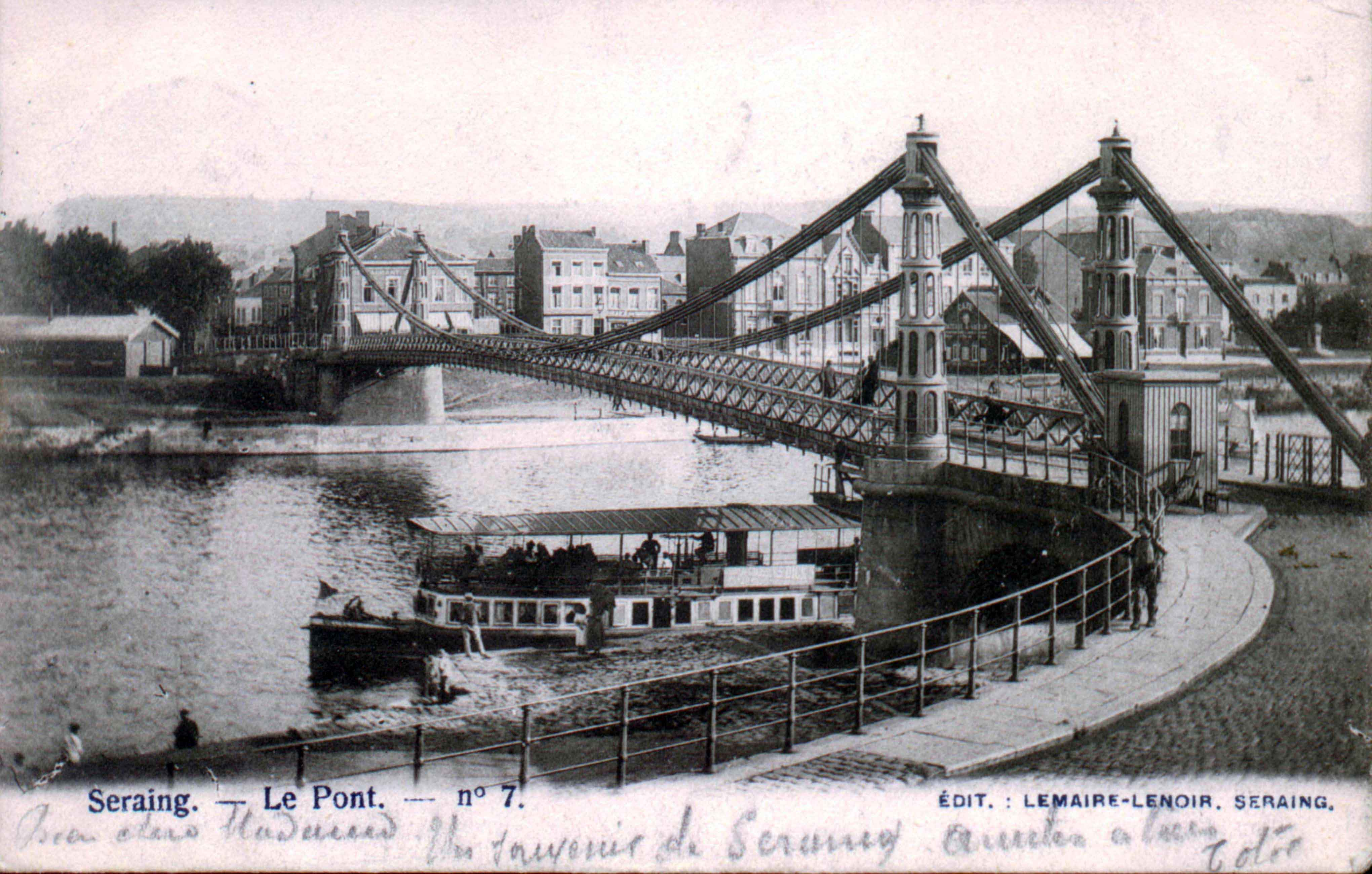
Puente en Seraing (1902)

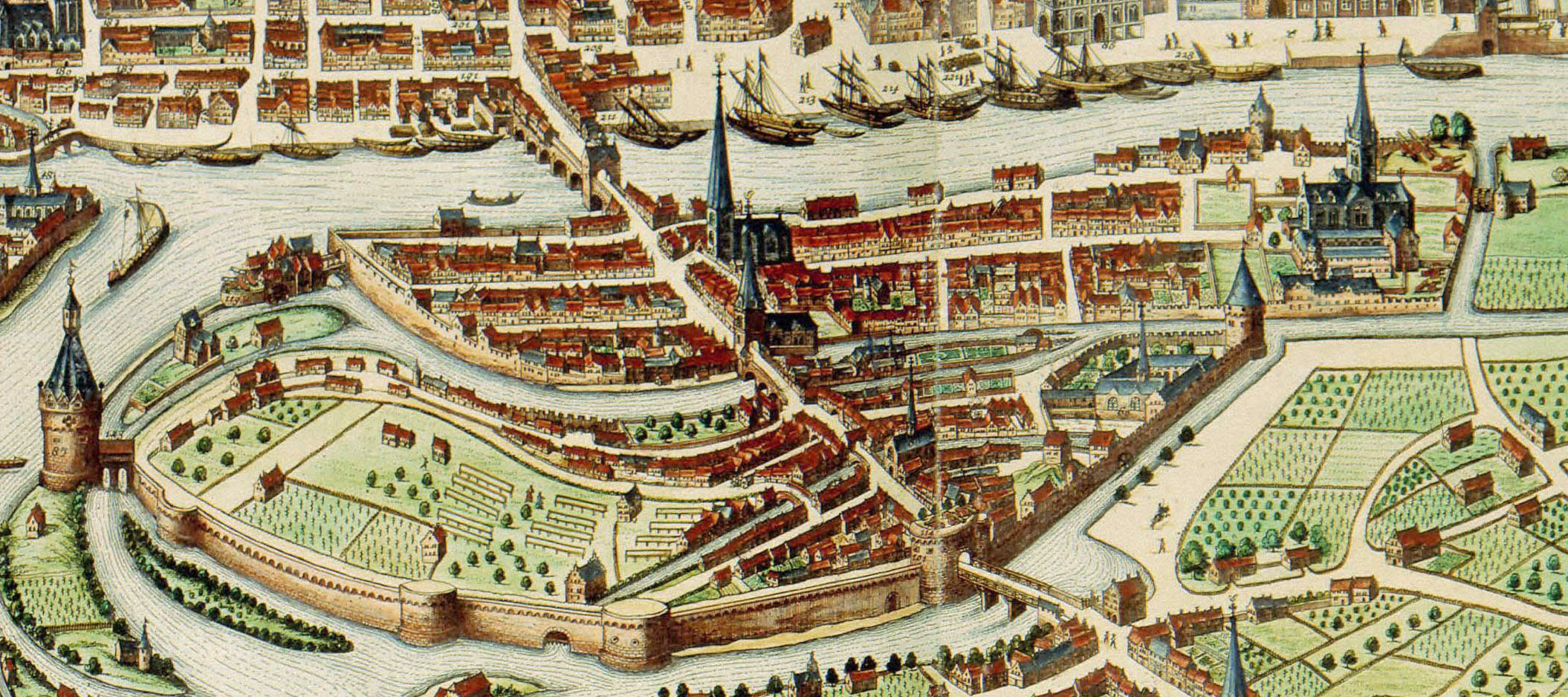
El Mosa en Lieja, con la isla Outremeuse.

Finalmente el Mosa llega a Lieja, la capital provincial (196 970 hab.) y ciudad valona más populosa. También es la ciudad más populosa bañada por el río en todo su curso, localizada en la confluencia con el río Ourthe (165 km) que le aborda por la derecha y llegando desde el sur. Lieja es una ciudad con mucha importancia histórica, capital y corazón del principado de Lieja, un estado eclesiástico del Sacro Imperio Romano Germánico (980-1795) surgido a partir del pujante obispado de Lieja. El Mosa atraviesa Lieja en una dirección general SO-NO, en un tramo de unos 12 km totalmente canalizados. En la ciudad vieja, la llanura aluvial del río sigue siendo estrecha (anchura media de 1,3 km). La ciudad también es atravesada por el Ourthe y Vesdre, que llegan desde el sureste, y por el Légia, desde el oeste, un río ahora subterráneo. La ciudad cuenta con varios canales: el canal Alberto, inaugurado en 1939, que permite alcanzar el estuario del Escalda saliendo de la isla Monsin; la derivación que sustituye a varios brazos del Mosa y del Ourthe para facilitar la navegación y reducir las inundaciones; y el canal del Ourthe, vestigio de un proyecto de canal entre el Mosa y el Mosela. Antes, el Mosa y Ourthe se dividían en muchos brazos que salpicaban la ciudad, pero fueron gradualmente cegados y se convirtieron en importantes bulevares. La ciudad ha visto muchas inundaciones, siendo las más importantes las de 1571, 1647, 1740, 1850 y 1926.
Lieja se ha desarrollado en ambas márgenes del río y en la isla de Outremeuse, una isla fluvial rodeada por dos brazos de más de 3,5 km de longitud. El río es atravesado por muchos puentes, en su mayoría viaductos de reciente construcción que soportan modernas infraestructuras, ya que los viejos puentes fueron en su mayoría dinamitados en alguna de las dos guerras mundiales. Al salir de Lieja, el Mosa se divide nuevamente alrededor de la isla Monsin, dejando a la izquierda una derivación que alimenta el ya citado canal Alberto. Para garantizar el suministro de agua al canal, en el curso principal del Mosa se construyó en 1928-1930 el puente y presa de Monsin, una presa de regulación que cuenta con una central de energía hidroeléctrica. Para festejar la inauguración del canal se celebró la Exposición Internacional de Lieja (1939), acondicionando parte de la isla Monsin y los márgenes del Mosa. Ahora ese entorno ha sido totalmente transformado con instalaciones portuarias y fabriles.

El Mosa en Lieja
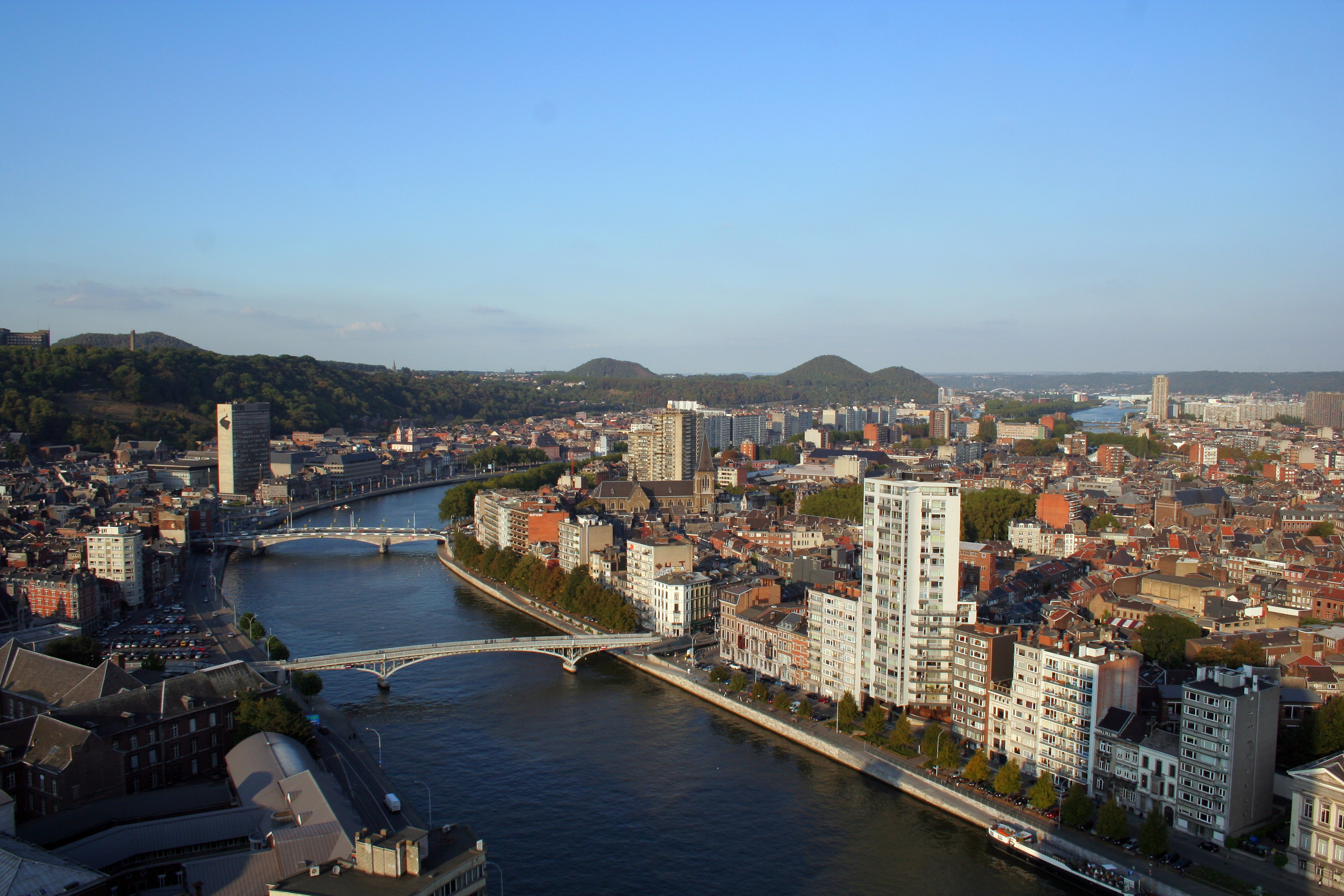
El Mosa en Lieja
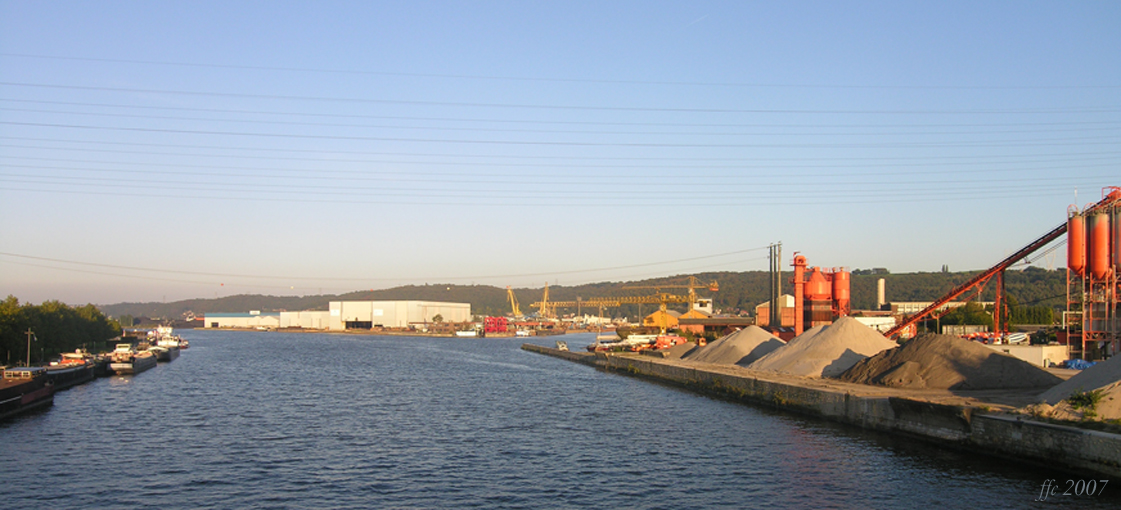
Canal Alberto y entrada del puerto autónomo de Lieja
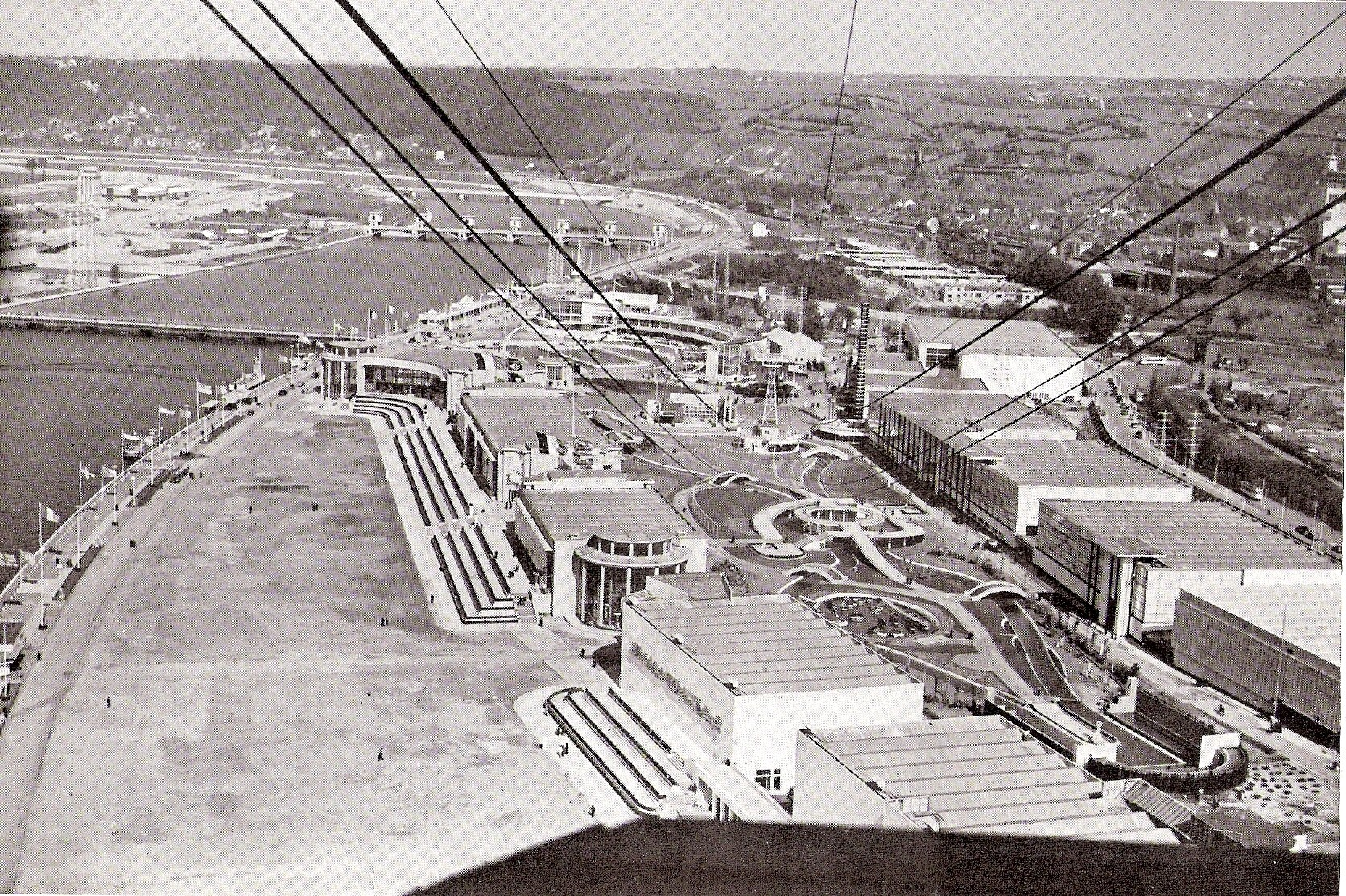
Vista de la Exposición Internacional de Lieja (1939) desde el teleférico (1939)
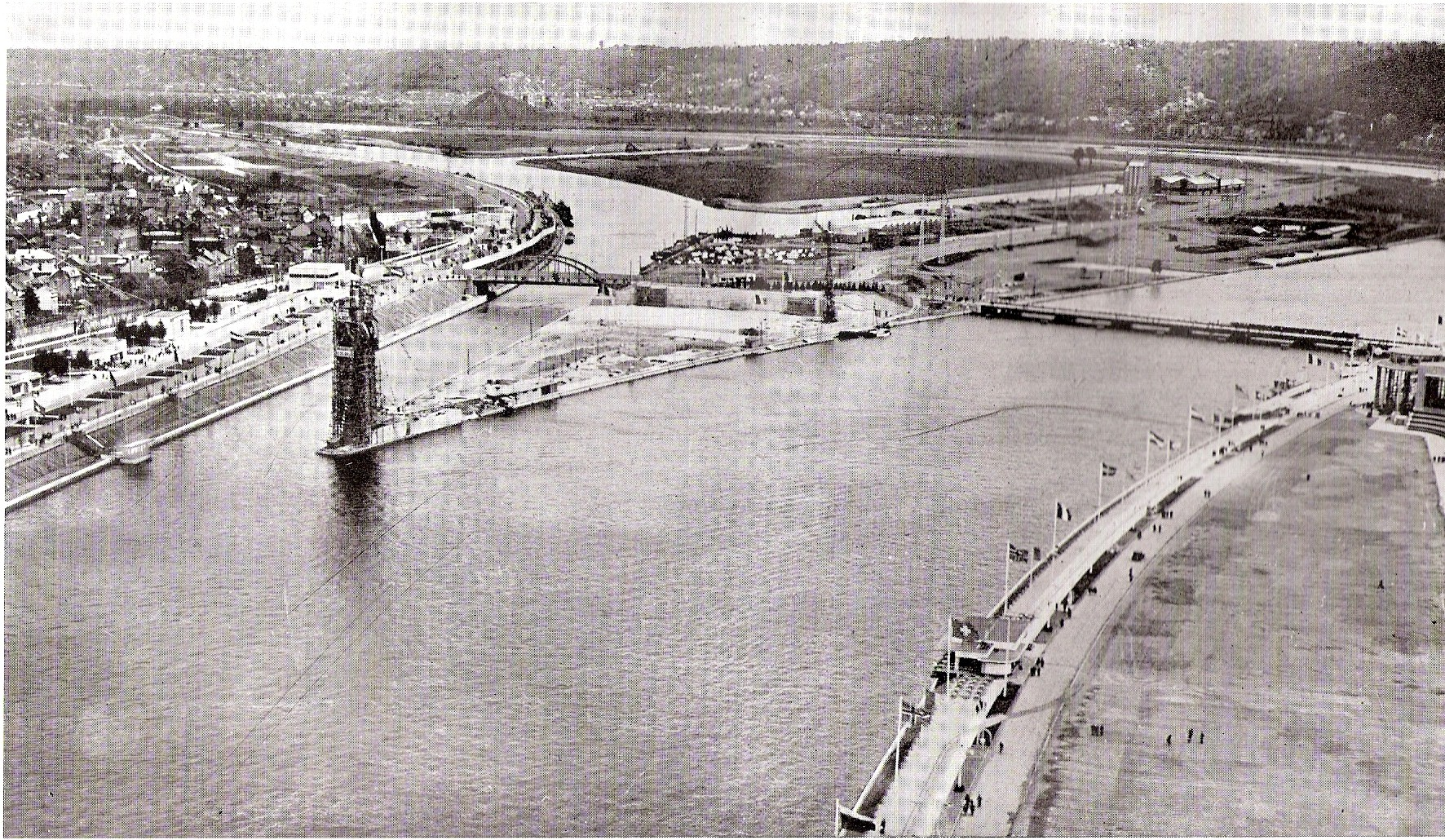
Otra vista del área de la Exposición

Enseguida el Mosa alcanza la pequeña ciudad de Herstal (39 242 hab.), ahora un suburbio de Lieja. Ahí el río vira y vuelve a fluir hacia el norte. El importante puerto autónomo de Lieja se encuentra entre el cauce del Mosa, al este, y el canal Alberto, al oeste, y cuenta con más de 26 km de muelles. Es el puerto fluvial más importante de su curso y uno de los mayores puertos interiores en Europa, con un total de mercancías transportadas en Valonia en 2014 de alrededor de 40 millones de toneladas, principalmente por el Mosa y el Sambre.
Tras pasar por Vise (17 341 hab.), el Mosa sale finalmente de la región Valona a una altitud de 47 m después de un recorrido de 128 km. De Namur a Vise, el Mosa se utiliza para producir electricidad en seis plantas hidroeléctricas. Valonia es la región con más cuenca del Mosa, ya que tiene 12 000 km², un tercio de su superficie total. El tramo de río entre Lieja y Maastrich se conoce como la región Basse-Meuse.

El Mosa en la provincia de Lieja (Bélgica valona)
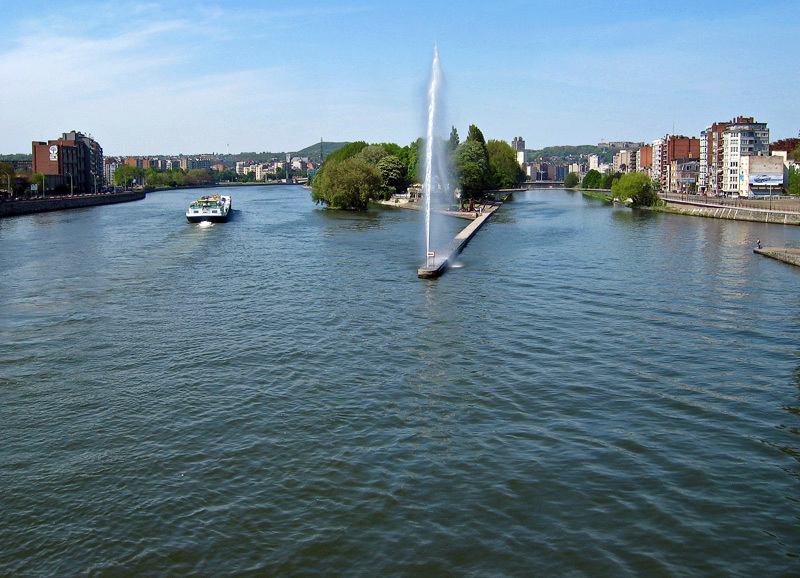
El Mosa a la salida de Lieja (a la izquierda el Mosa, a la derecha la derivación
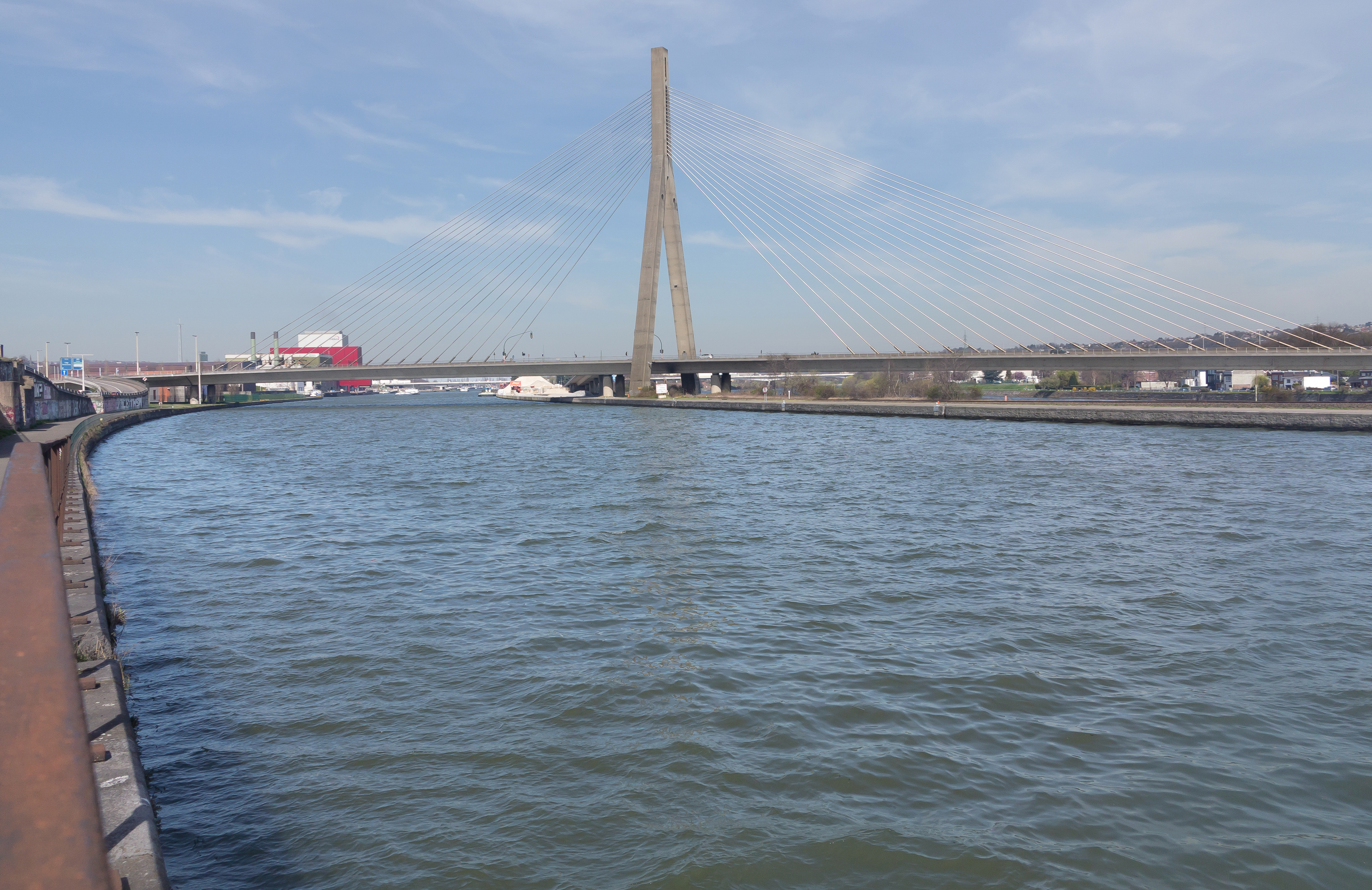
Puente atirantado en Herstal
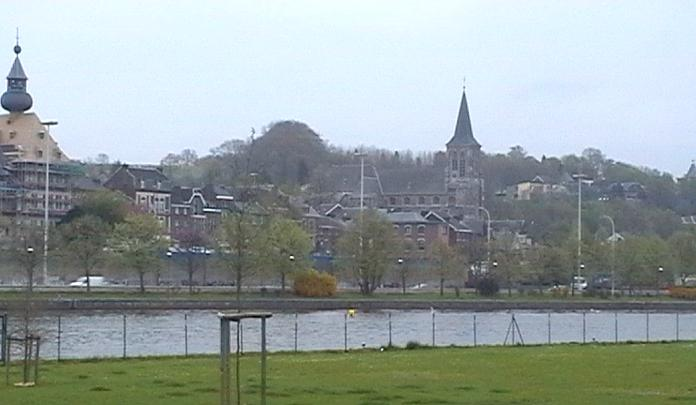
El Mosa en Visé

### El Mosa frontera internacional

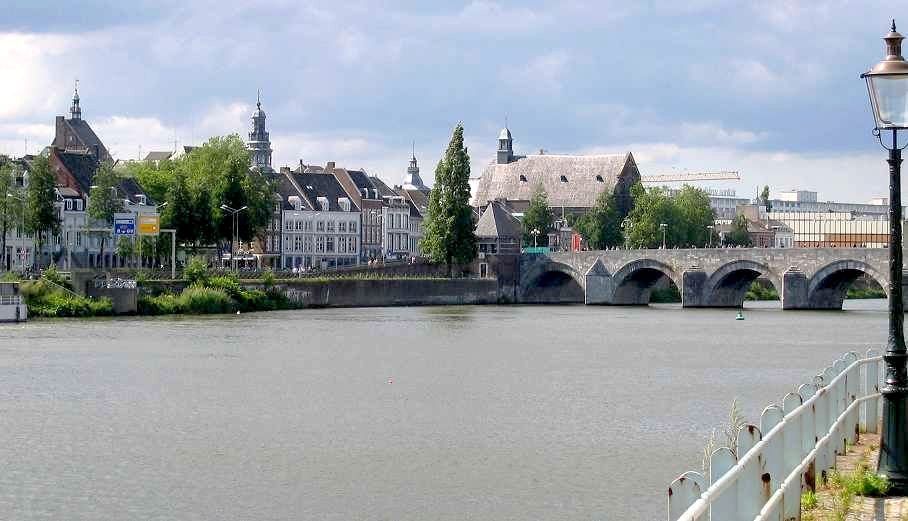
El Mosa a su paso por Maastricht

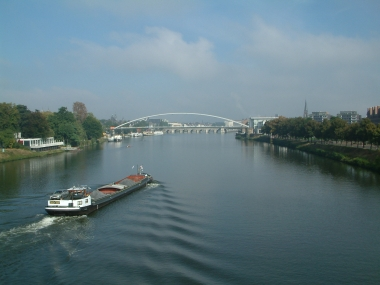
El Mosa en Maastricht

El Mosa entra en una sección en la que va a ser frontera internacional: primero, entre la provincia belga de Lieja y la provincia neerlandesa de Limburgo, un corto tramo de unos 5,5 km donde baña la pequeña ciudad neerlandesa de Eijsden (11 690 hab. en 2007); después el Mosa hace una breve incursión (de menos de 8 km) en los Países Bajos, un corto tramo en el que atraviesa la ciudad de Maastricht (121 010 hab. y donde recibe por la izquierda al río Geer (54 km).
Luego el Mosa forma durante otro largo tramo frontera internacional, esta vez entre la provincia flamenca de Limburgo y su homónima neerlandesa. Baña en ese tramo primero las pequeñas ciudades belgas de Smeermaas (una villa de Lanaken, 25 793 hab.) y Maasmechelen (37 406 hab.), y luego las neerlandesas Elsloo (8780 hab.) y Stein (11 075 hab.), que cuenta con un importante puerto fluvial industrial en el canal Juliana. Sigue después frente a la pequeña Stokkem (3134 hab.) (belga), y Obbicht (2280 hab.), Grevenbicht (2500 hab.) y Roosteren (1568 hab.) (neerlandesas), para llegar luego a la también belga Maaseik (24 865 hab.). Unos diez kilómetros aguas abajo abandona definitivamente el territorio belga en el que ha recorrido un total de 183 km.

El Mosa fronterizo
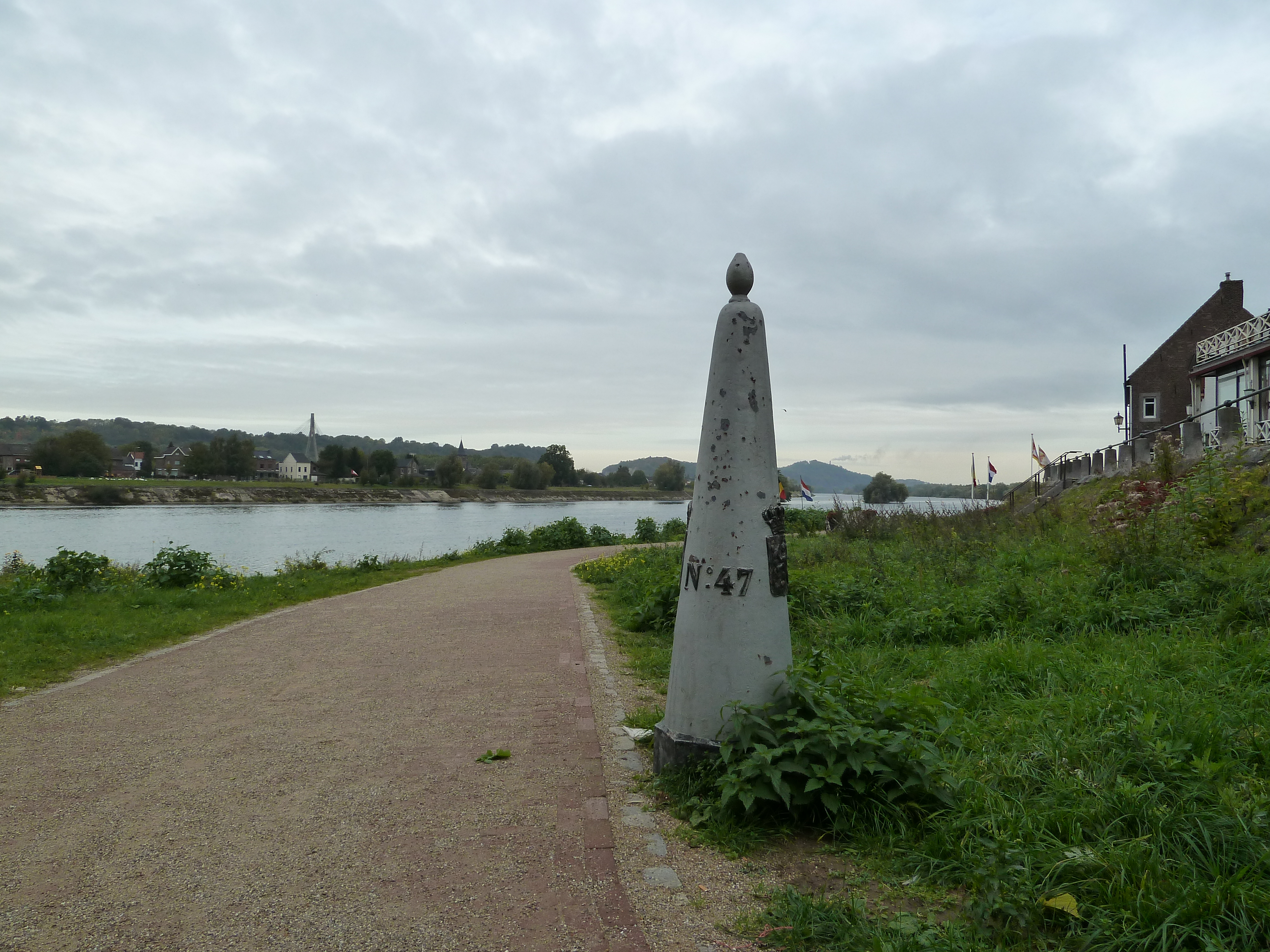
El Mosa en Eijsden
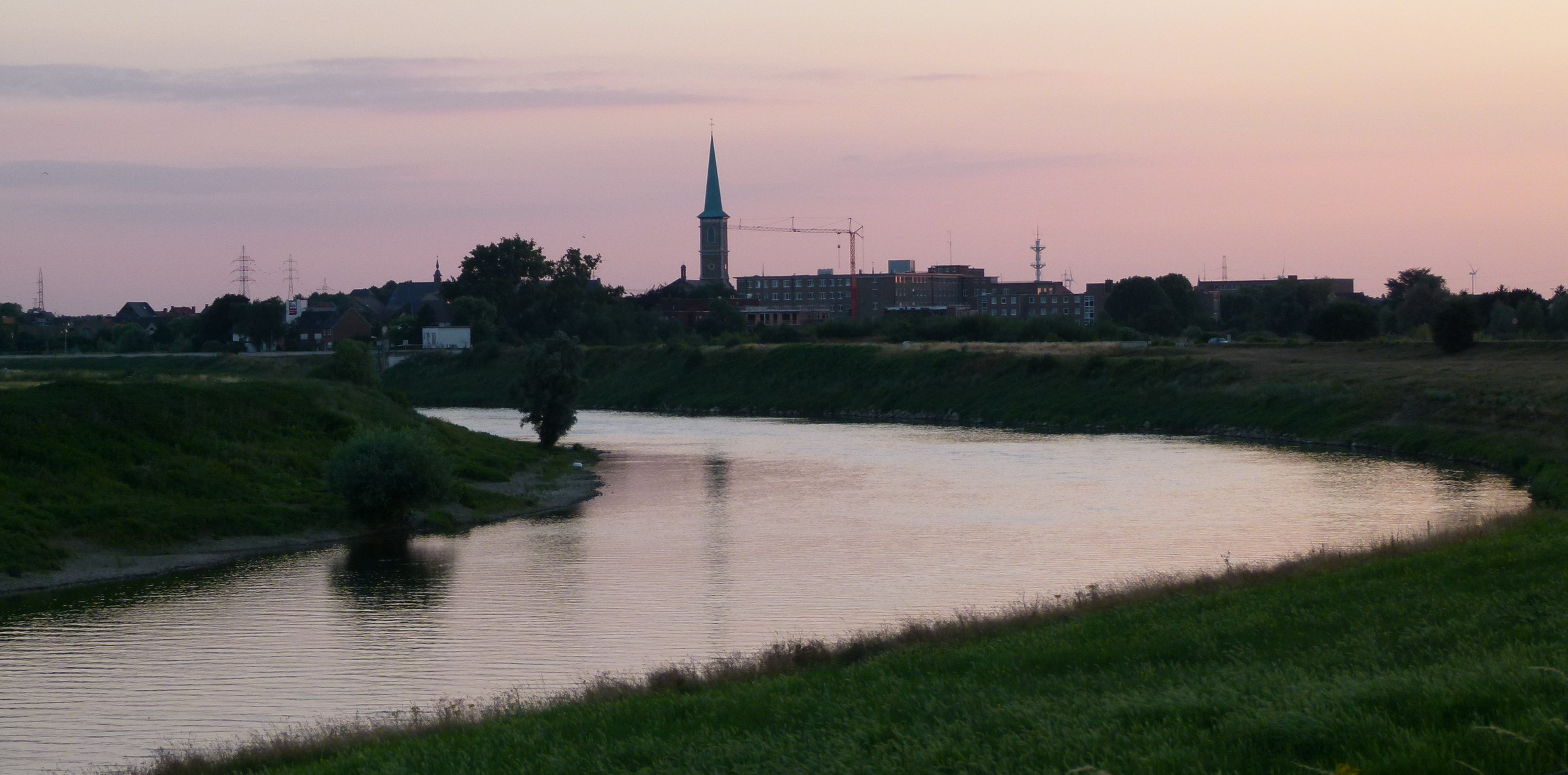
Maaseik
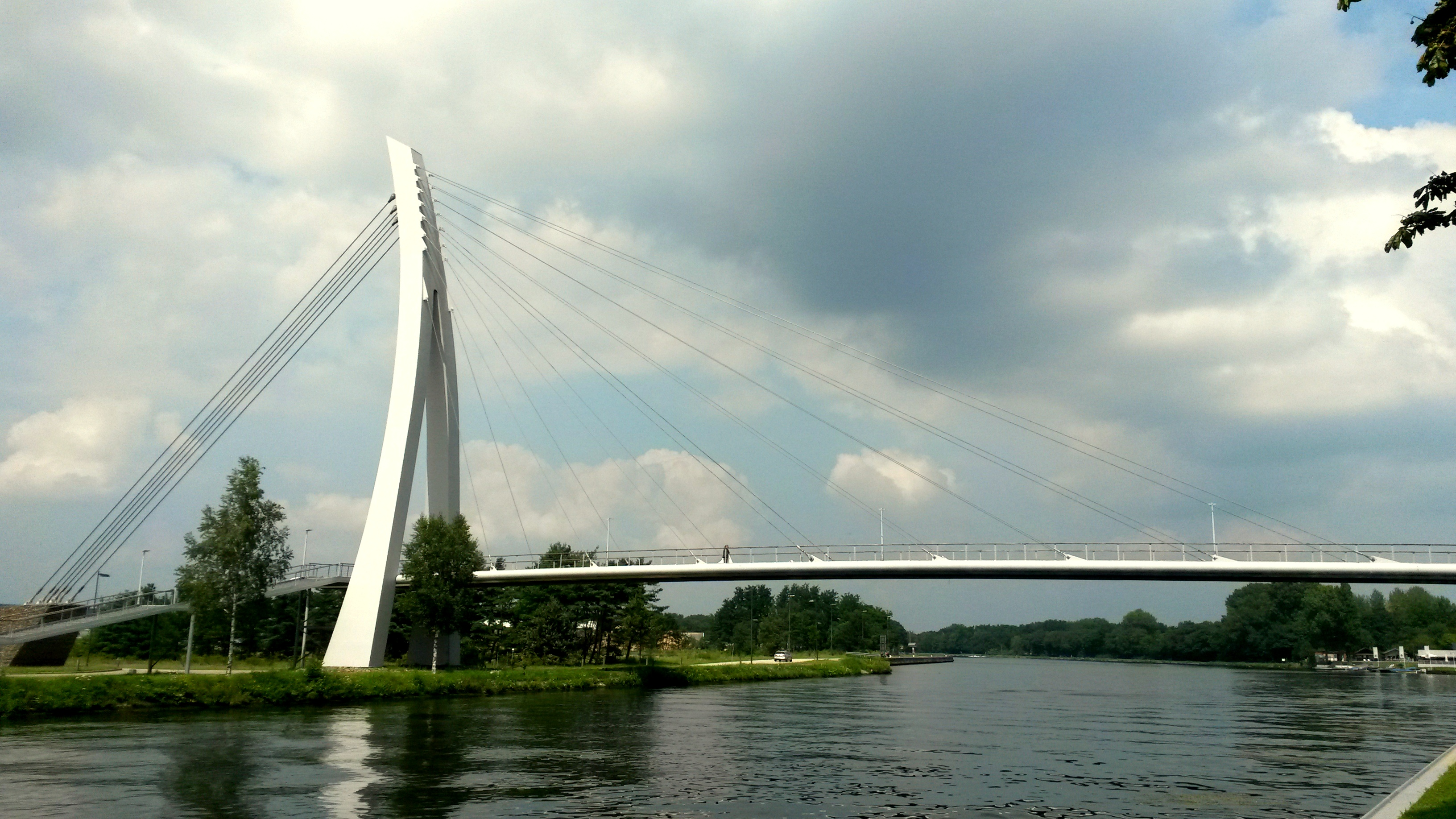
Puente cerca de Maasmechelen
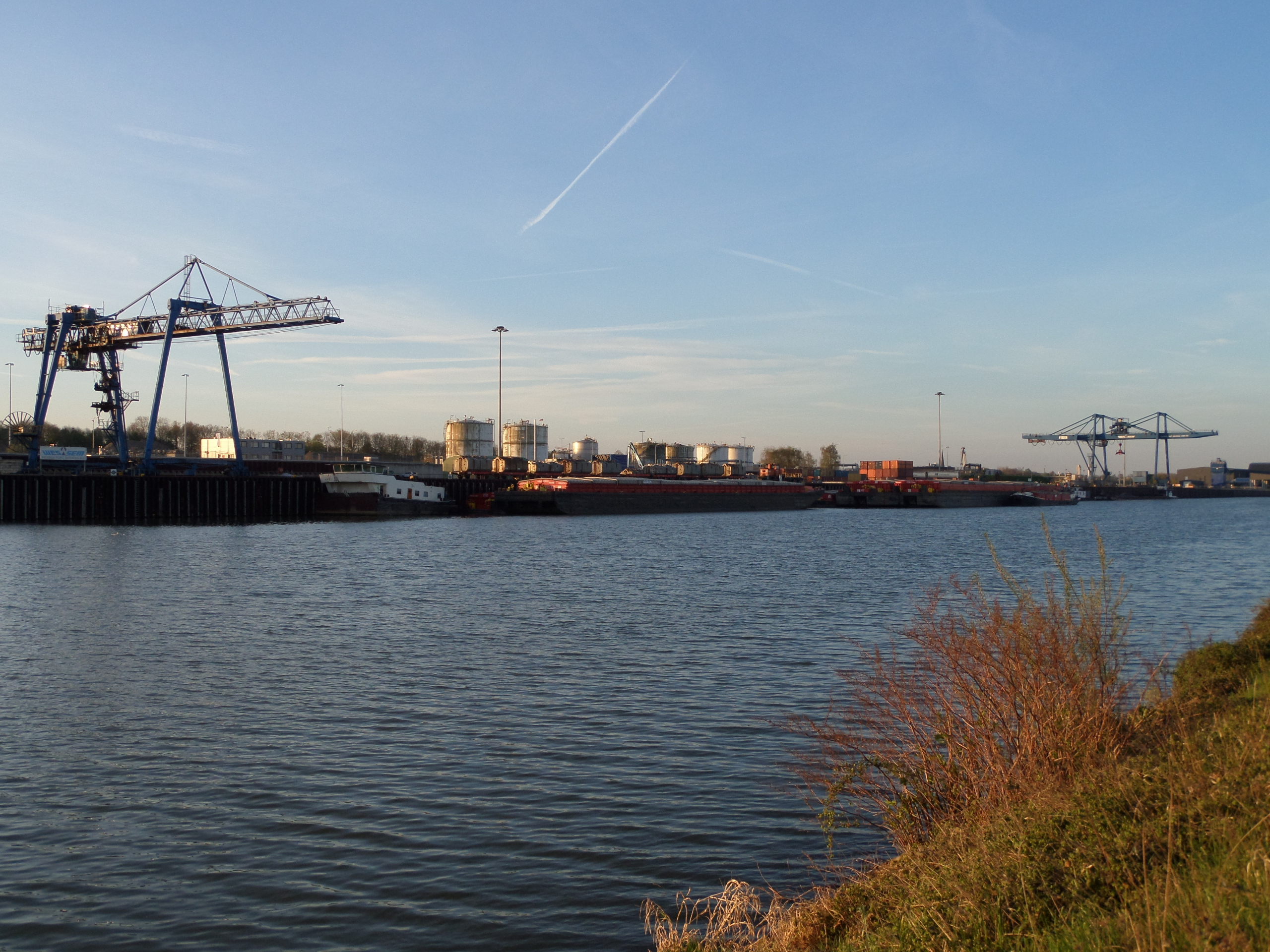
Puerto industrial de Stein en el canal Juliana

### El Mosa en los Países Bajos

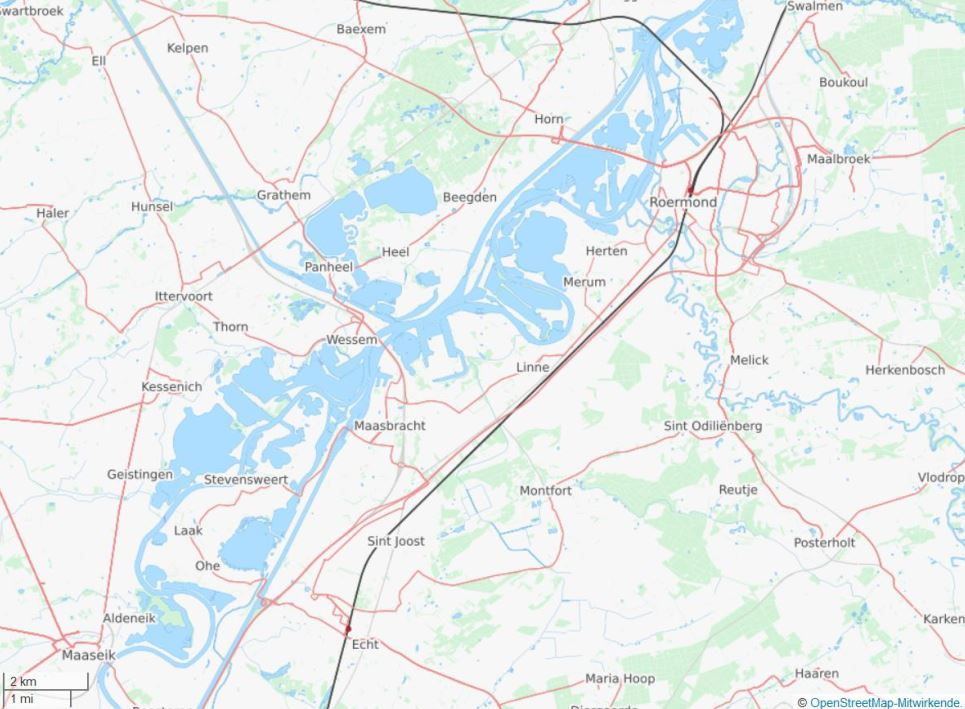
Lallanura aluvial del Mosa, al comienzo de los Países Bajos, con muchos lagunas y meandros abandonados.

El Mosa sigue su curso hacia el norte, orientándose ligeramente hacia el este y siguiendo de cerca la frontera neerlandesa-alemana durante un largo tramo de unos cien kilómetros. En el primer tramo neerlandés el Mosa pasa frente a las localidades de Maasbracht (13 614 hab.), Wessem (2210 hab.), Beegden (1800 hab.) y después llega a Roermond (57 030 hab.), emplazada al oeste, donde recibe por la margen derecha, y llegando desde el sur, de Alemania, al río Rur (Rour o Roule) (164,5 km). Roermond recibió los derechos de ciudad en 1231 y su centro ha sido designado como un área de conservación. A través de los siglos, la ciudad ha jugado un importante papel de centro comercial, la ciudad principal del ducado de Güeldres y desde 1559 ha servido como sede de la diócesis católica de Roermond.

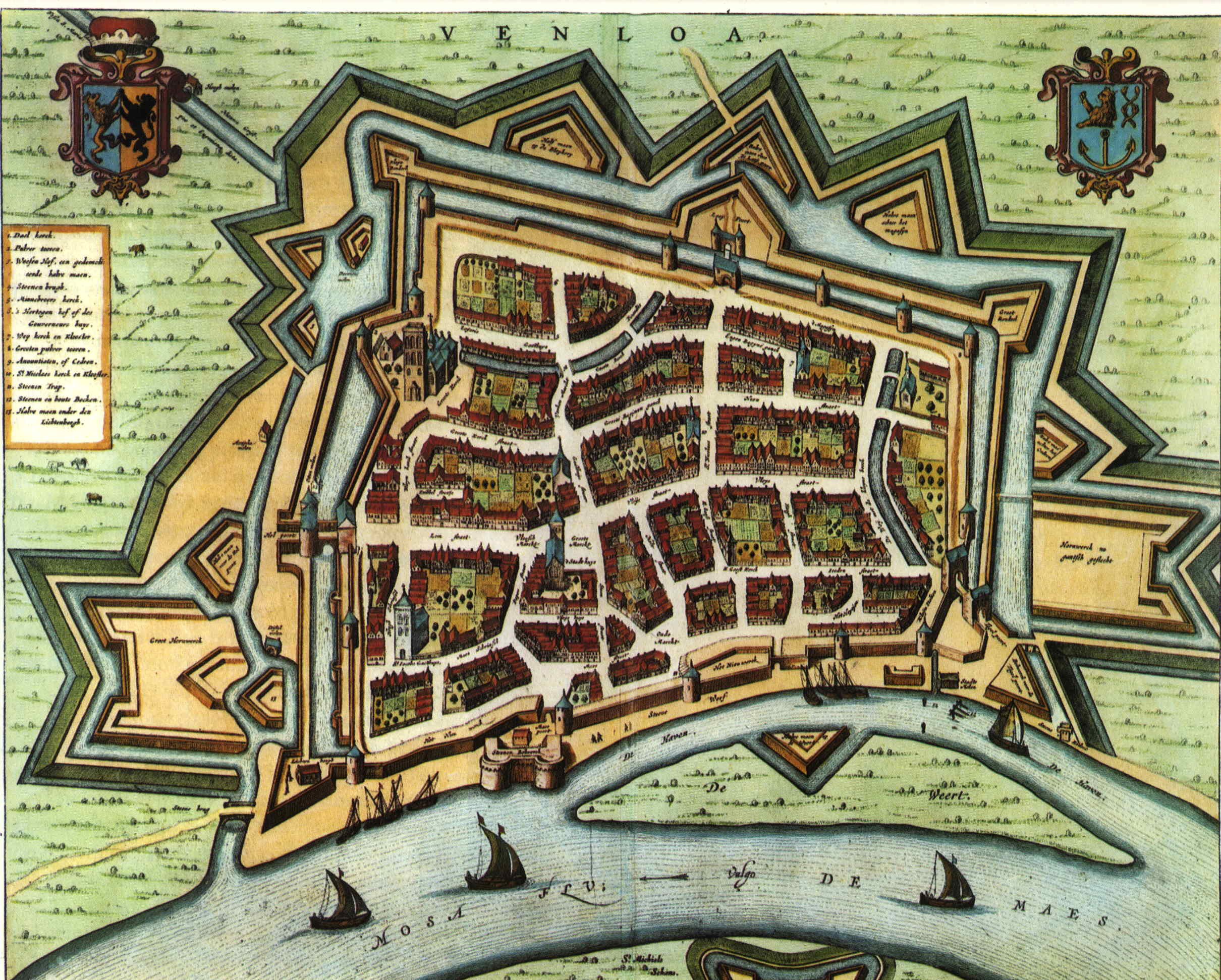
Mapa de 1652 de Venlo, obra de Joan Blaeu.

Luego el Mosa sigue por Beesel (13 354 hab.), Kessel (4246 hab.), Belfeld (5450 hab.), Tegelen (18 961 hab.) y atraviesa la ciudad de Venlo (100 369 hab.). La historia de Venlo se remonta a tiempos del Imperio romano siendo ya un puerto importante. Recibió derechos de ciudad en 1343 y se convirtió en un miembro de Liga Hanseática en 1375. Debido a su importancia estratégica, la ciudad de Venlo ha sido asediada en varias ocasiones, siendo la más significativa la de 1702, a cargo de Menno van Coehoorn, cuando Venlo se incorporó a las Tierras de la Generalidad de las Provincias Unidas y más tarde pasó a formar parte del Reino de los Países Bajos.
Sigue su avance el río bañando las pequeñas localidades de Arcen (2479 hab.), Lottum (2020 hab.) y Wanssum  (1970 hab.). A la derecha del Mosa, entre el río y la frontera, un área de aproximadamente 4500 hectáreas con dunas, fue declarado en 1996 parque nacional De Maasduinen.

El Mosa en los Países Bajos (I)
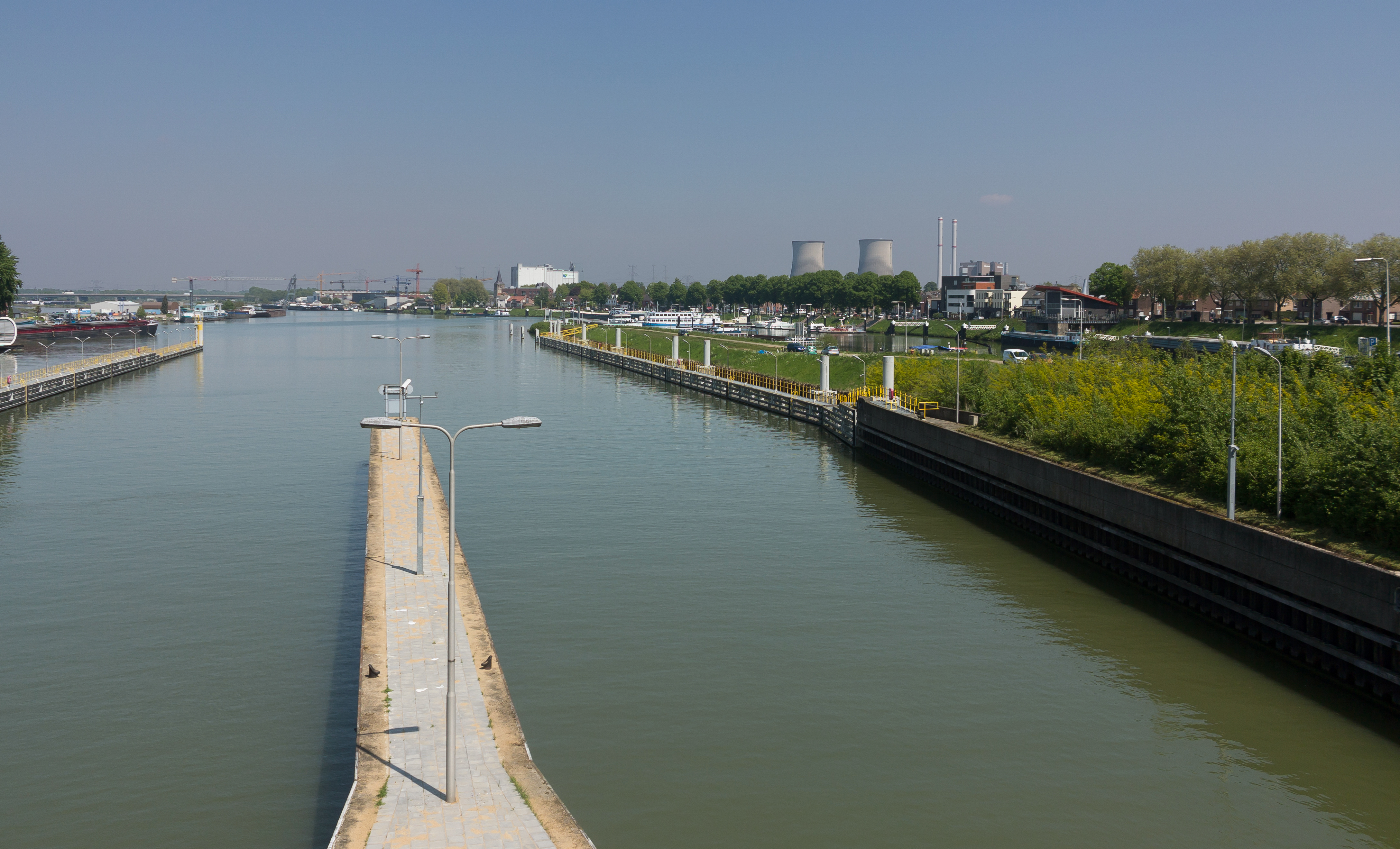
Maasbracht, la ciudad cerca del Julianakanaal y el Mosa
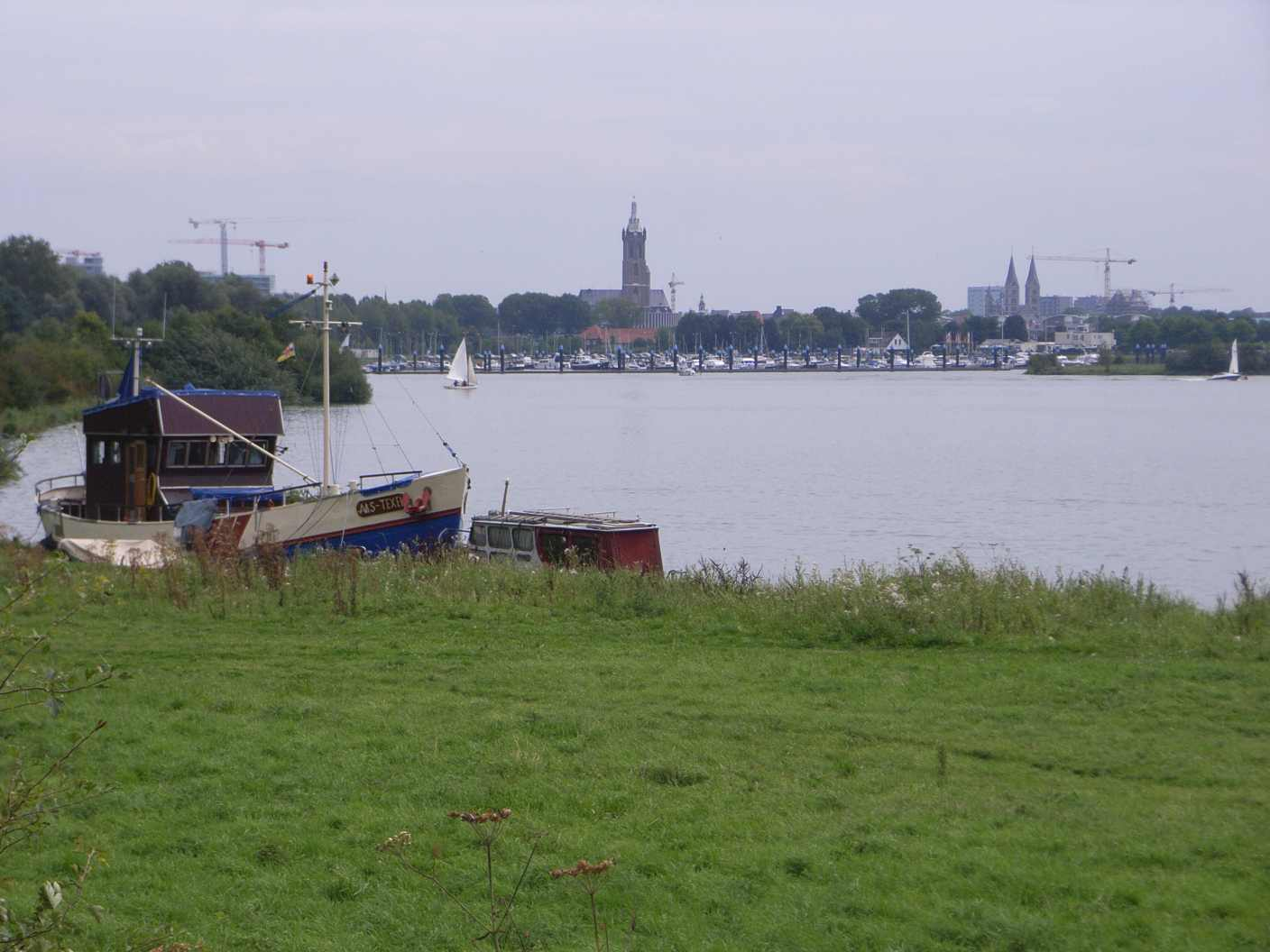
El Mosa en Roermond, sobresaliendo la catedral
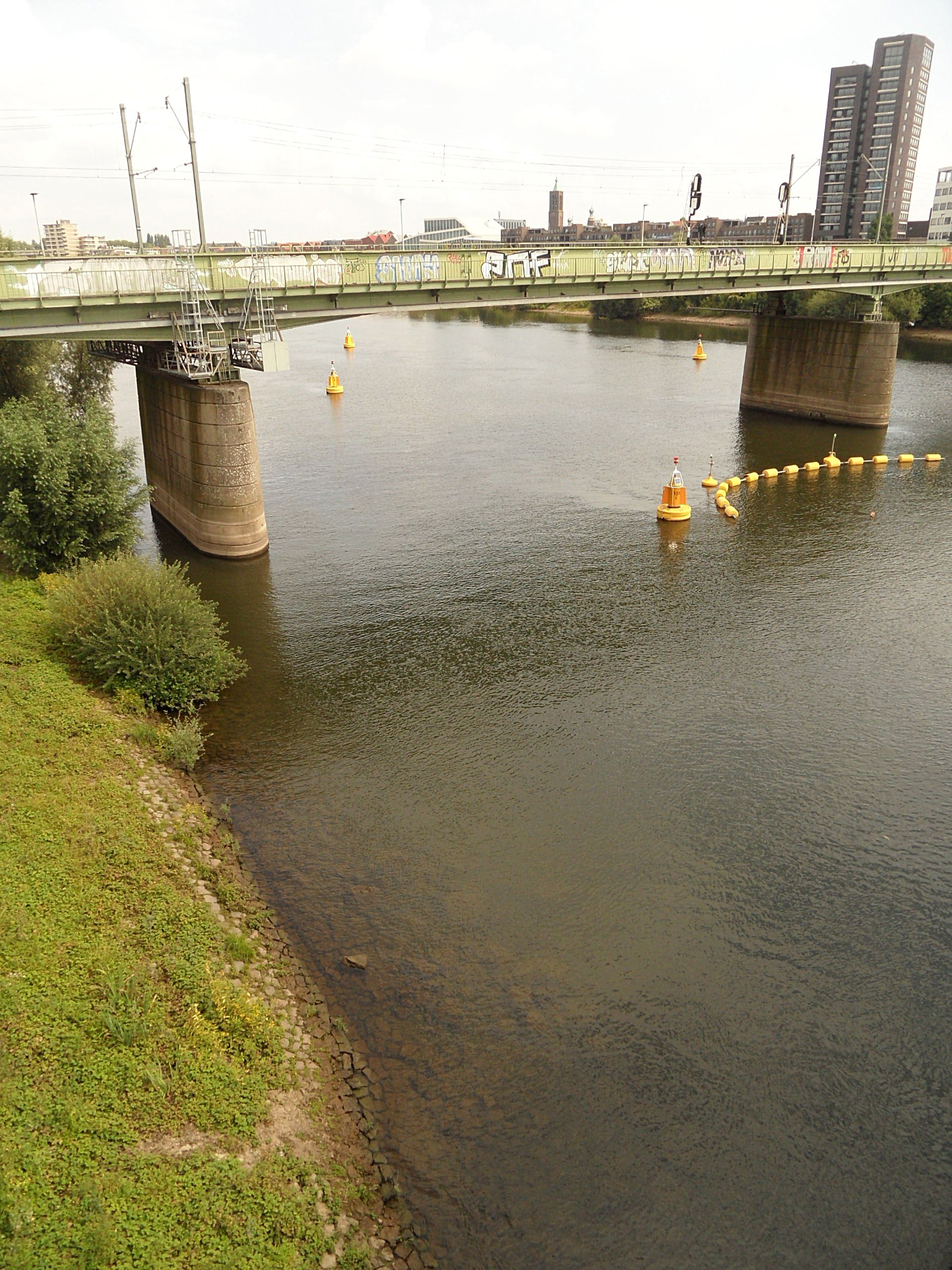
Puente en Venlo
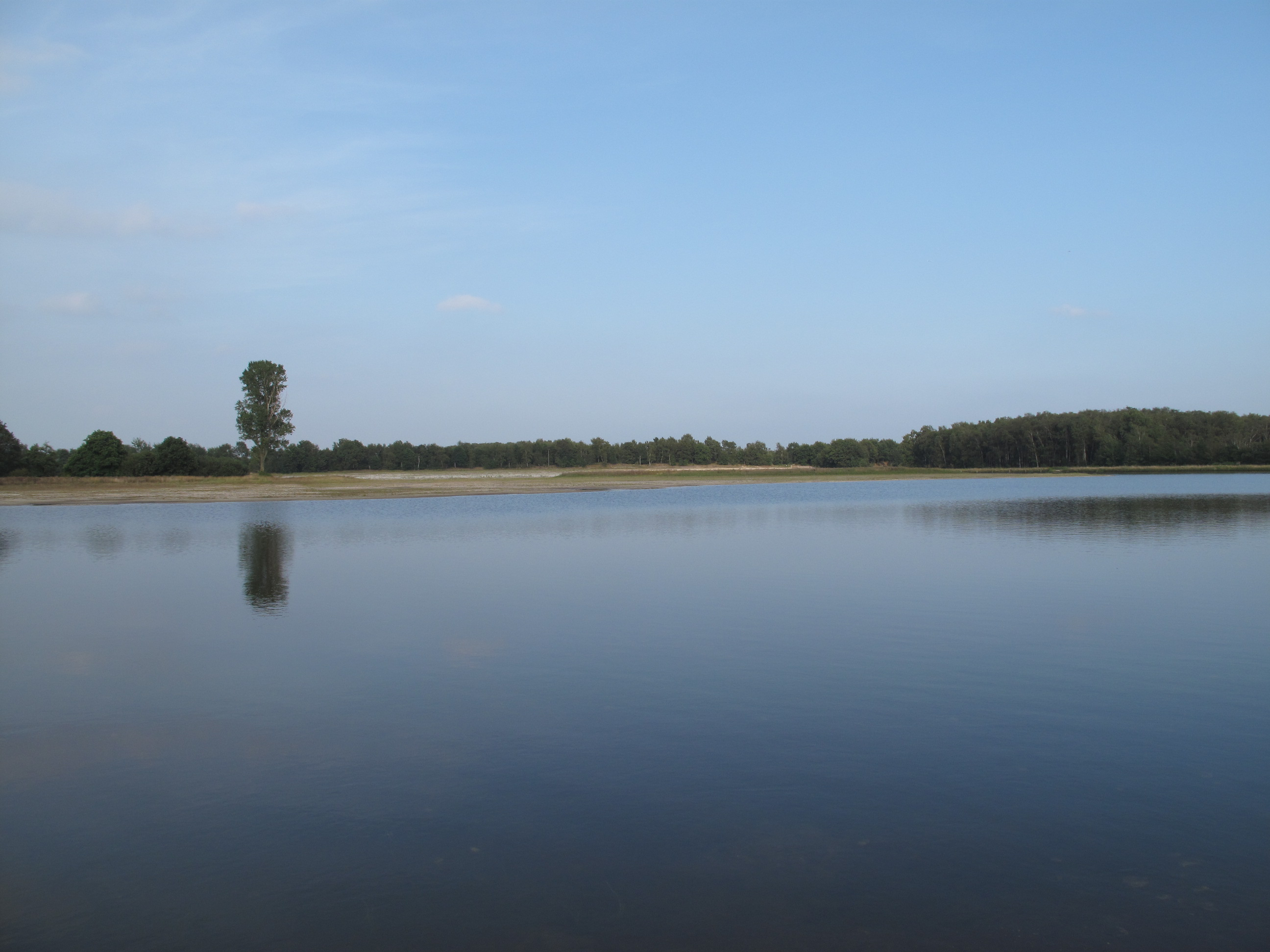
El Mosa en el parque nacional De Maasduinen

Luego alcanza Boxmeer (28 504 hab.), Beugen (1762 hab.), Gennep (17 070 hab.) y Molenhoek (3691 hab.). El Mosa vira después para tomar dirección oeste, y tras dejar atrás la pequeña ciudad de Cuijk (24 641 hab.) sale del curso el canal del Mosa al Waal, una derivación por su derecha y en dirección noroeste que conecta con el Waal, uno de los ramales principal del Rin, a la altura de la ciudad de Nimega (168 292 hab hab.). El Waal fluye más o menos paralelamente al oeste y el Bajo Rin corre aún más al norte. Desde la derivación del canal, el Mosa pasa a ser la frontera entre las provincias de Güeldres (norte) y Brabante Septentrional (al sur). Sigue el río por Appeltern (835 hab.) —donde están desde 1988 los Jardines de Appeltern un complejo de 22 hectáreas con 200 jardines holandeses diseñados por Ben van Ooijen y otros diseñadores, autores de libros de jardinería y paisajismo—, Grave (12 746 hab.), Ravenstein (8466 hab.), Alphen (1700 hab.), Lith (6656 hab.), Heerewaarden (1460 hab.) —que en una laguna aluvial tiene un pequeño puerto deportivo, el complejo recreativo Lithse Ham)— y Kerkdriel (7357 hab.) —que también tiene una laguna aluvial con puerto deportivo.

El Mosa en los Países Bajos (II)
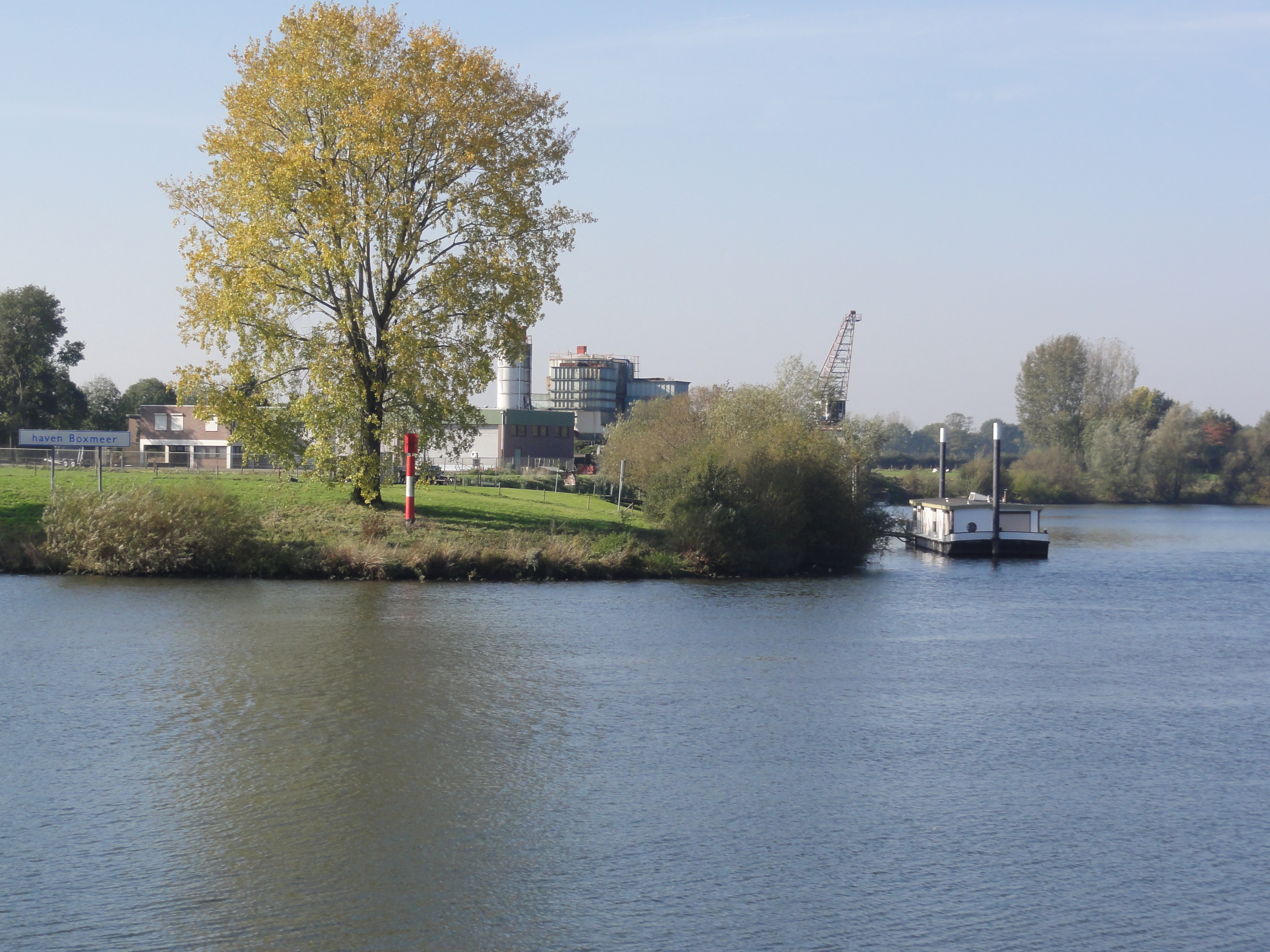
El río en Boxmeer
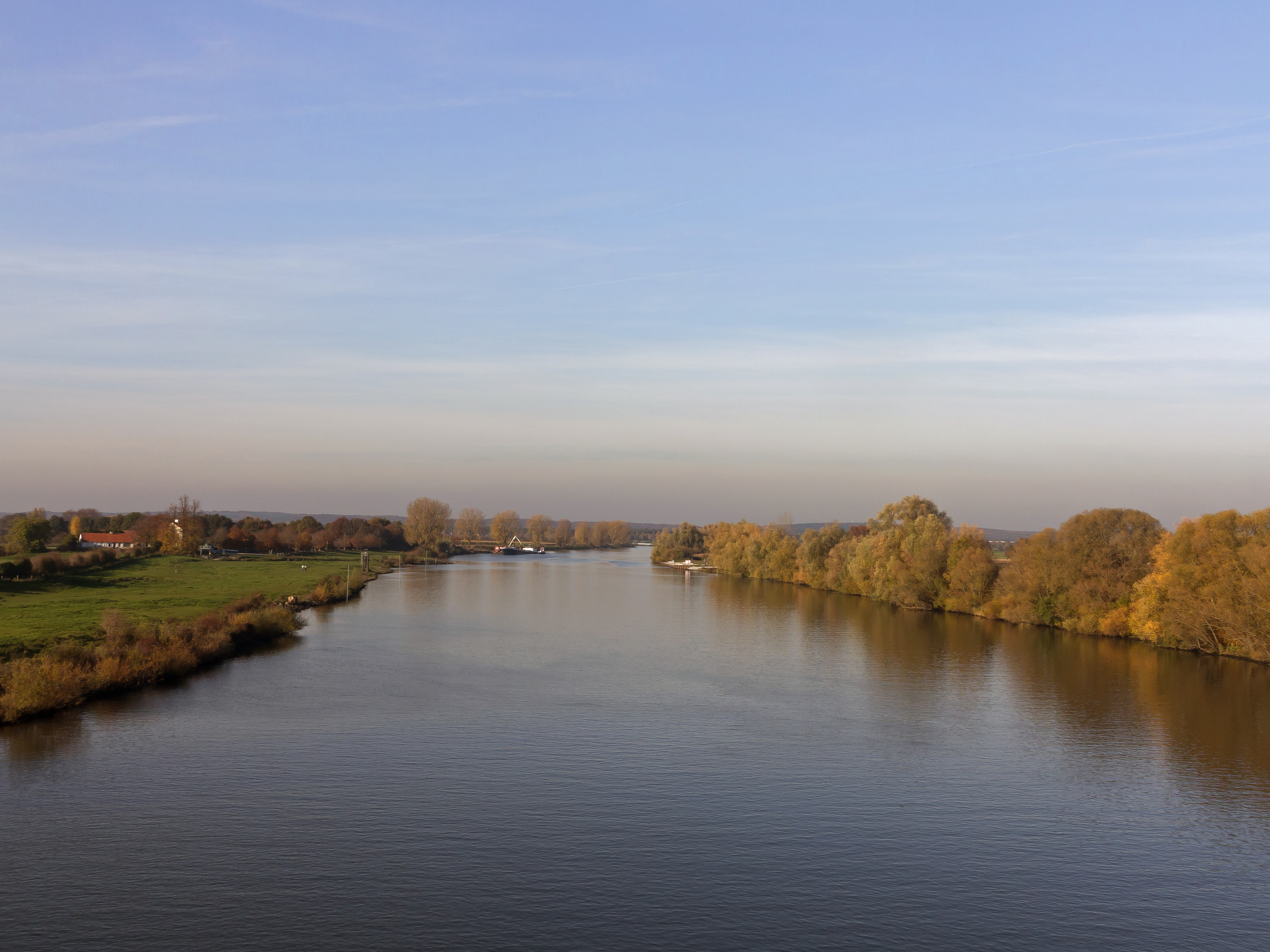
Entre Gennep y Oeffelt
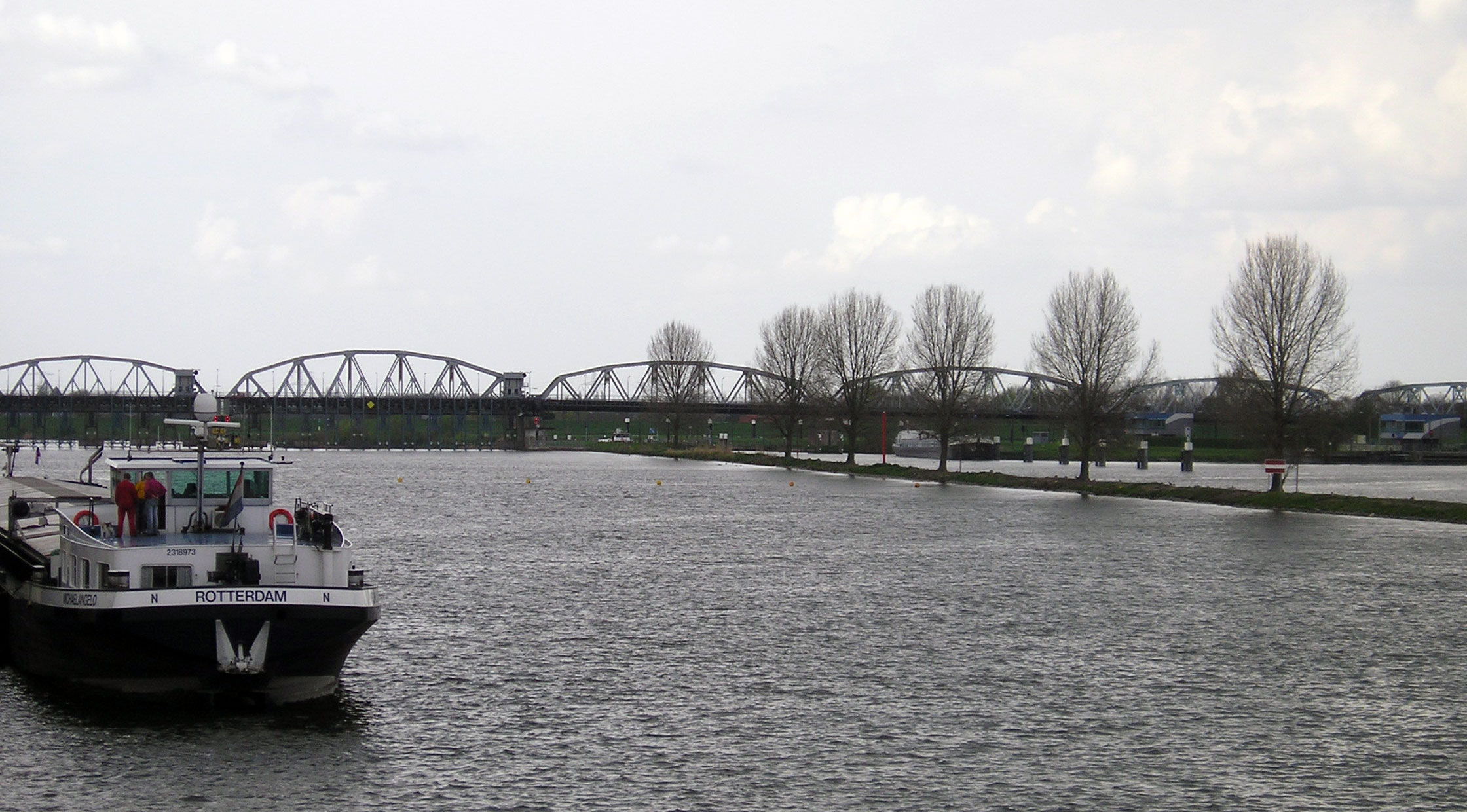
Puente John S. Thompson, cerca de Grave
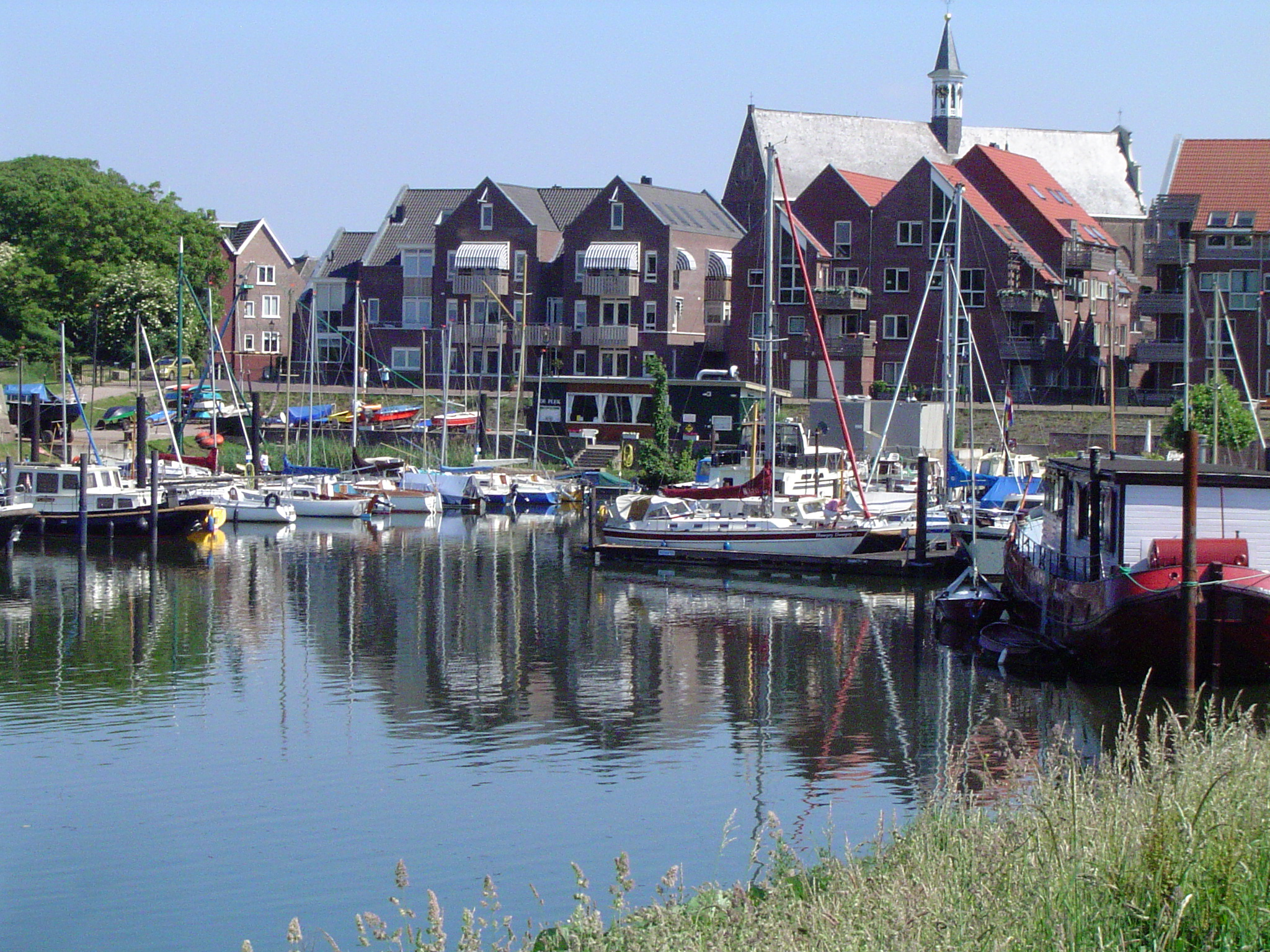
Grave, el puerto deportivo con la iglesia de Santa Isabel
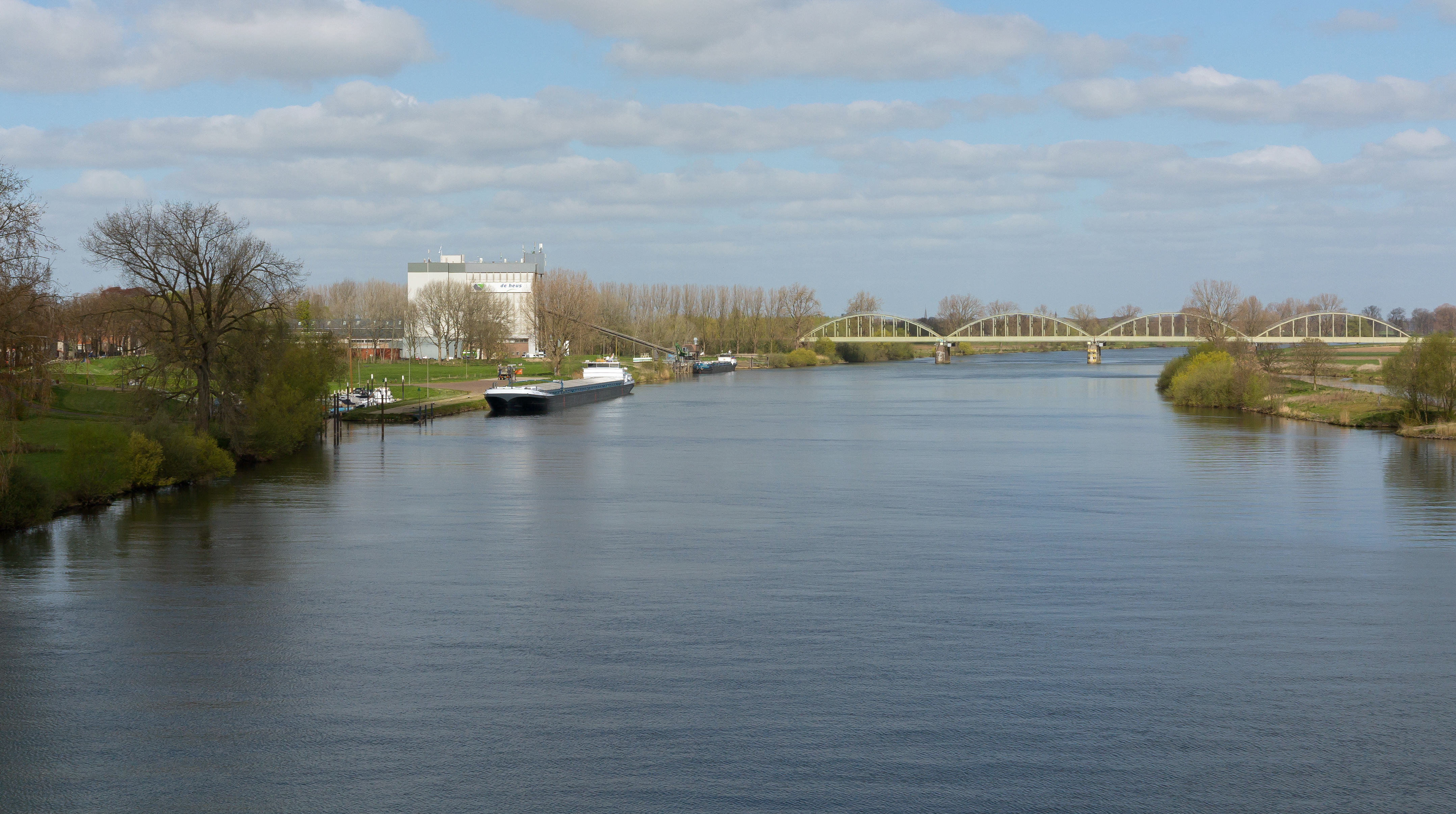
Puente cerca de Ravenstein

Luego el Mosa pasa al norte de Bolduque (o 's-Hertogenbosch o Bois-le-Duc) (107 870 hab.), que fue una de las cuatro principales ciudades del ducado de Brabante (las otras eran Bruselas, Lovaina y Amberes). Fue fundada en 1185 por el duque Enrique I de Brabante, en la confluencia del Dommel y del Aa, que de aquí en conjunto forman el Dieze. Fue un lugar de peregrinación, el santuario mariano más grande de los Países Bajos.
Sigue por Hedel  (4871 hab.), Ammerzoden  (3502 hab.), Aalburg (13 015 hab.)  y Heusden (43 199 hab.), donde el Mosa se divide entre el Bergsche Maas —Mosa de Bergen, que recibe toda el agua del Mosa desde su apertura en 1904— y el Afgedamde Maas —Mosa barrado o embalsado, que era el anterior curso del río—. El nombre del río cambiará aún varias veces antes de desembocar en el mar.
Aquí su cauce deja de ser frontera provincial —que sigue el viejo curso— para entrar momentáneamente (unos 30 km) en Brabante Septentrional. Pasa frente a Waalwijk (46 495 hab.) y Raamsdonksveer-Keizersveer (12 345 hab.), donde recibe al pequeño Donge por la izquierda. A partir de aquí, en un corto tramo, pasa a llamarse Amer, siendo el límite meridional del Nationaal Park De Biesbosch, un parque nacional establecido en 1994 en la confluencia con el Waal, que protege un área de unos 90 km2. En la pequeña localidad de Lage Zwaluwe  (4209 hab.), donde confluye de nuevo con el Nieuwe Merwede, pasa a ser el Hollands Diep, siendo de nuevo el límite provincial con Güeldres.
El Hollands Diep (de una veintena de kilómetros) también recibe una parte del agua a través del Waal vía el Nuevo Merwede. Este brazo llega tras haber atravesado en parte el Biesbosch. En este tramo está Moerdijk (36 822 hab.) y luego llega a Willemstad (2329 hab.), una pequeña ciudad histórica que recibió los derechos de ciudad en 1585 y tiene aún sus fortificaciones bien conservadas. Se encuentra al final del Hollands Diep, cerca de donde se divide en el Haringvliet y el Volkerak. En la actualidad, el Mosa desagua a través del brazo de mar del Haringvliet, un tramo de unos 32 km, que se encuentra a una distancia considerable al sur del Nieuwe Waterweg (Canal Nuevo), la desembocadura principal del Rin en el mar del Norte, a una treintena de kilómetros después de pasar al sur Róterdam (neerlandés Róterdam).

El Mosa en los Países Bajos (III)
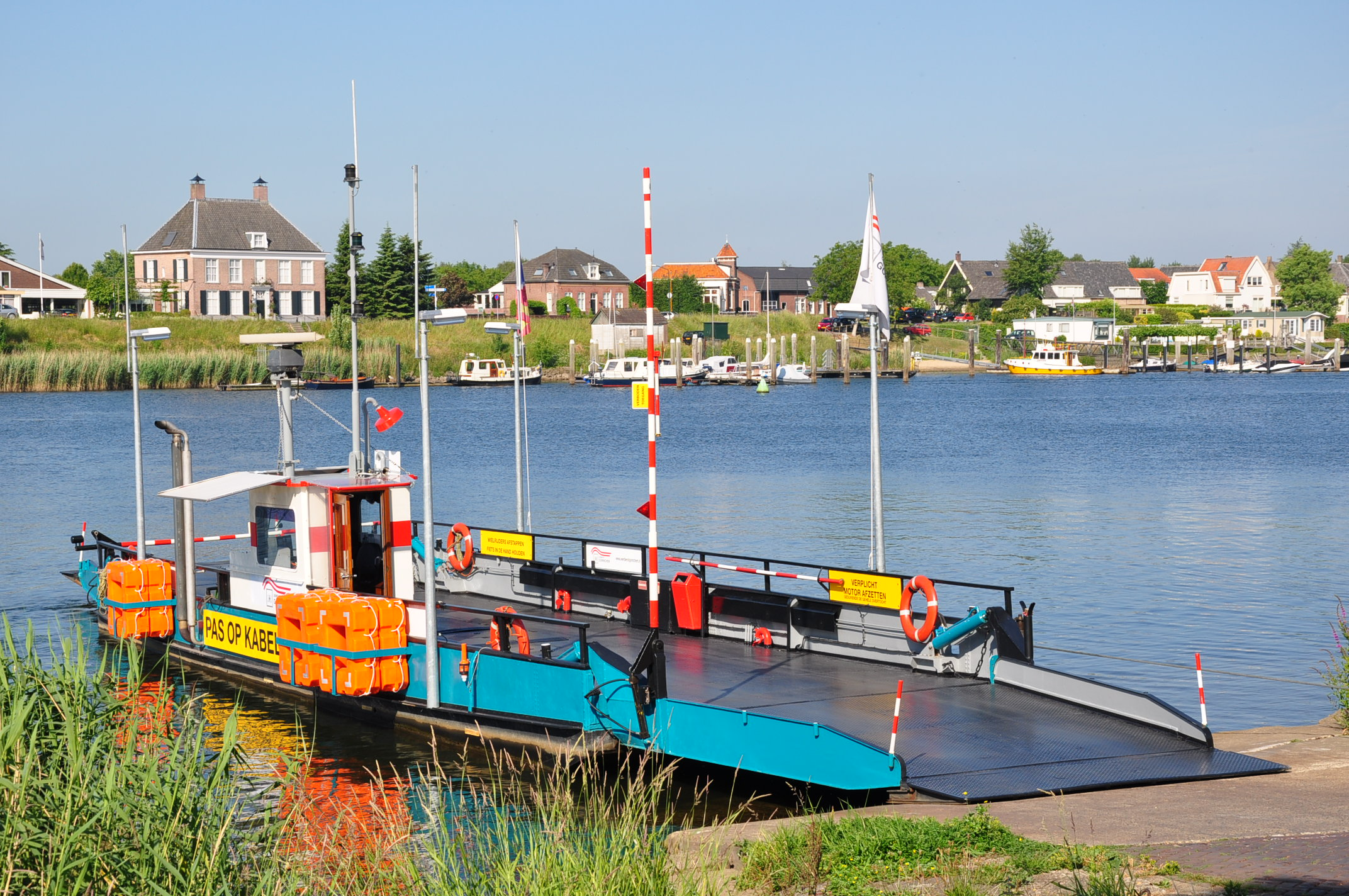
La pequeña localidad de Veen (Aalburg) vista desde Aalst
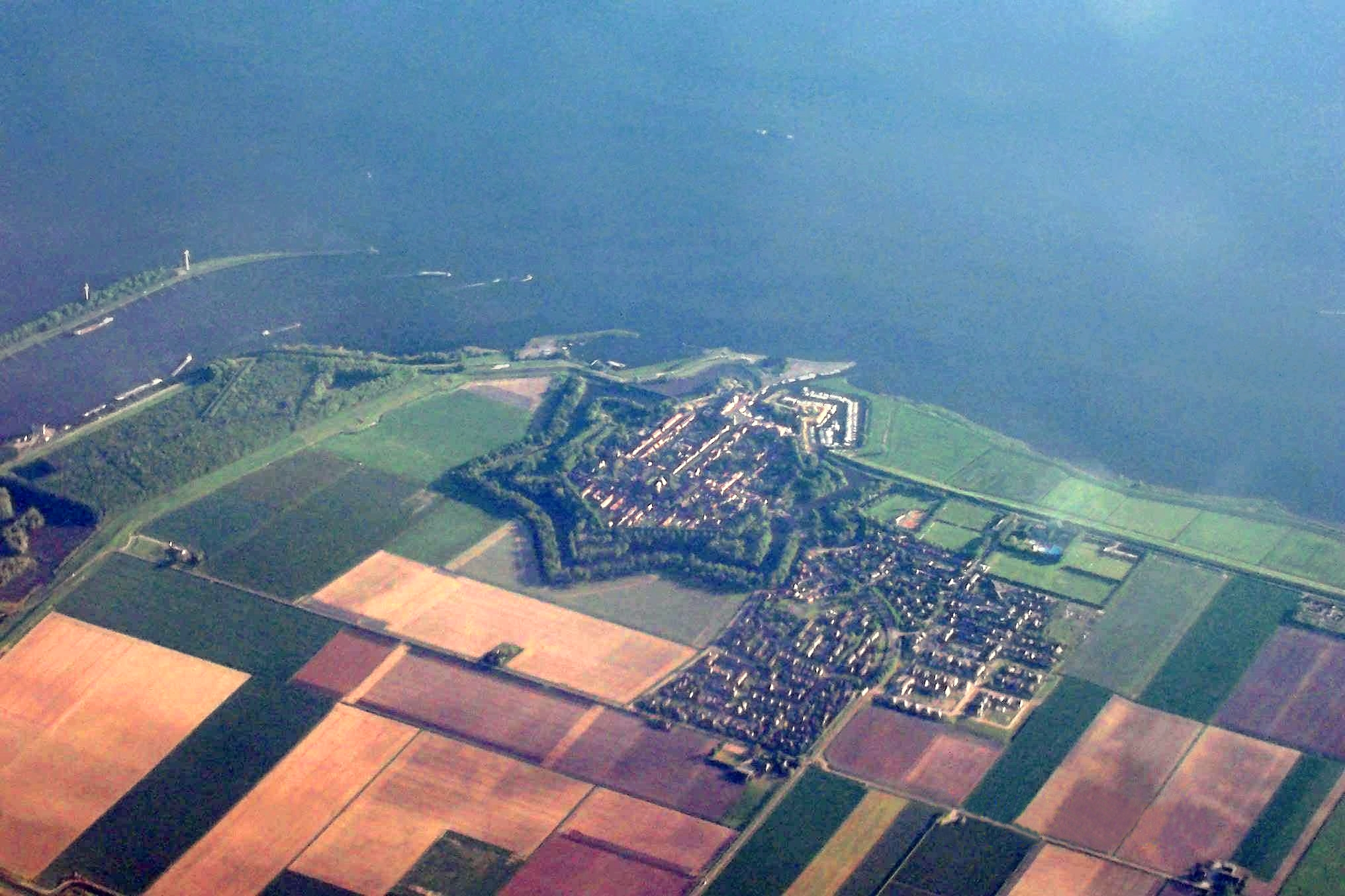
Willemstad vista desde el aire, con las fortificaciones claramente visibles

Siempre que el caudal es bajo, el Haringvlietdam está cerrado. Las aguas se reúnen entonces con el Viejo Mosa y la Nieuwe Waterweg.
Antes de la realización del plan Delta, la isla de Overflakkee separaba el río en dos brazos de mar: al norte, el Haringvliet y al sur, el Volkerak, a continuación, el Krammer y el Grevelingen. Pero hoy en día, con la construcción de la Philipsdam, las aguas del Mosa ya no llegan al Volkerak.

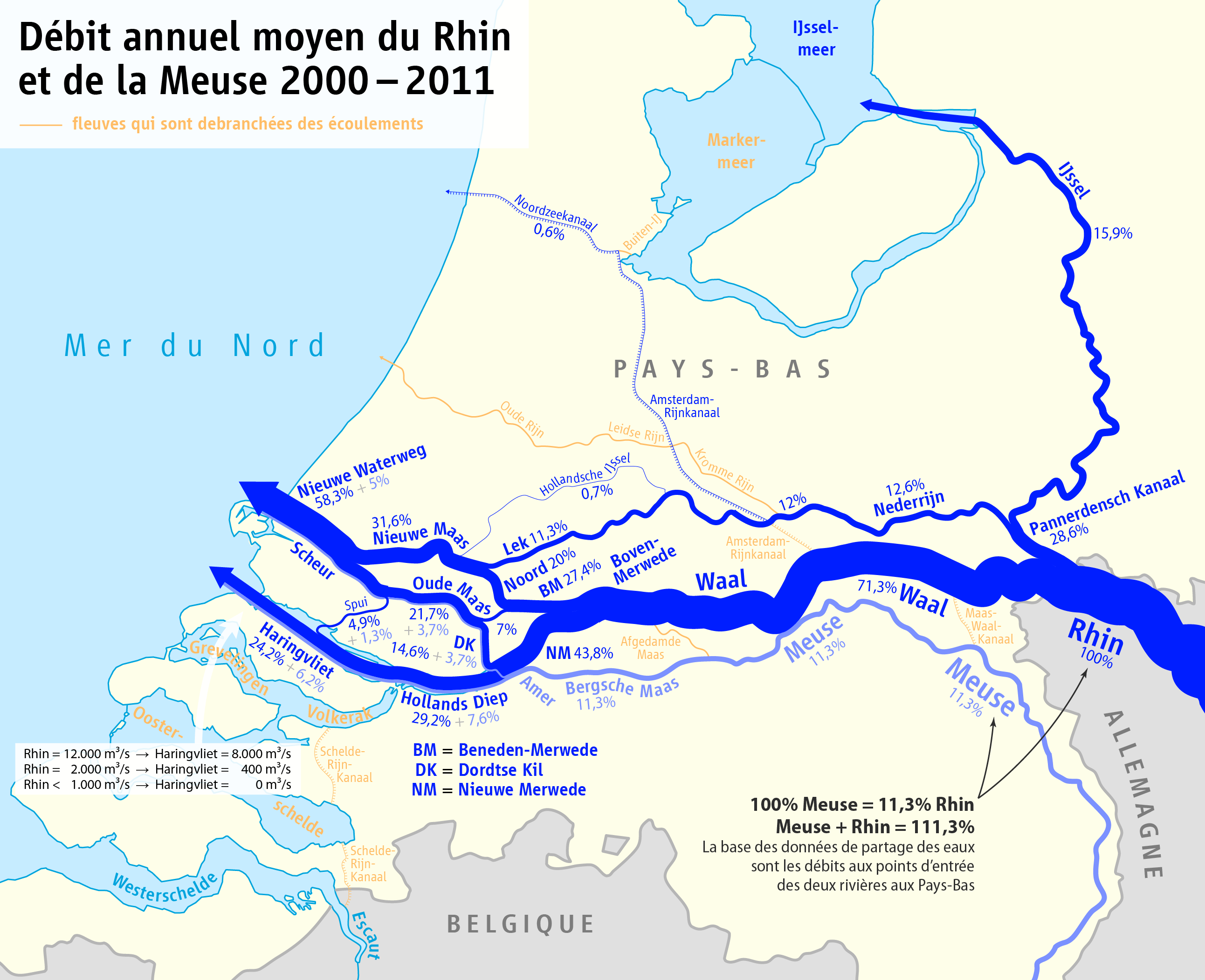
Reparto de las aguas en el delta Rin-Mosa

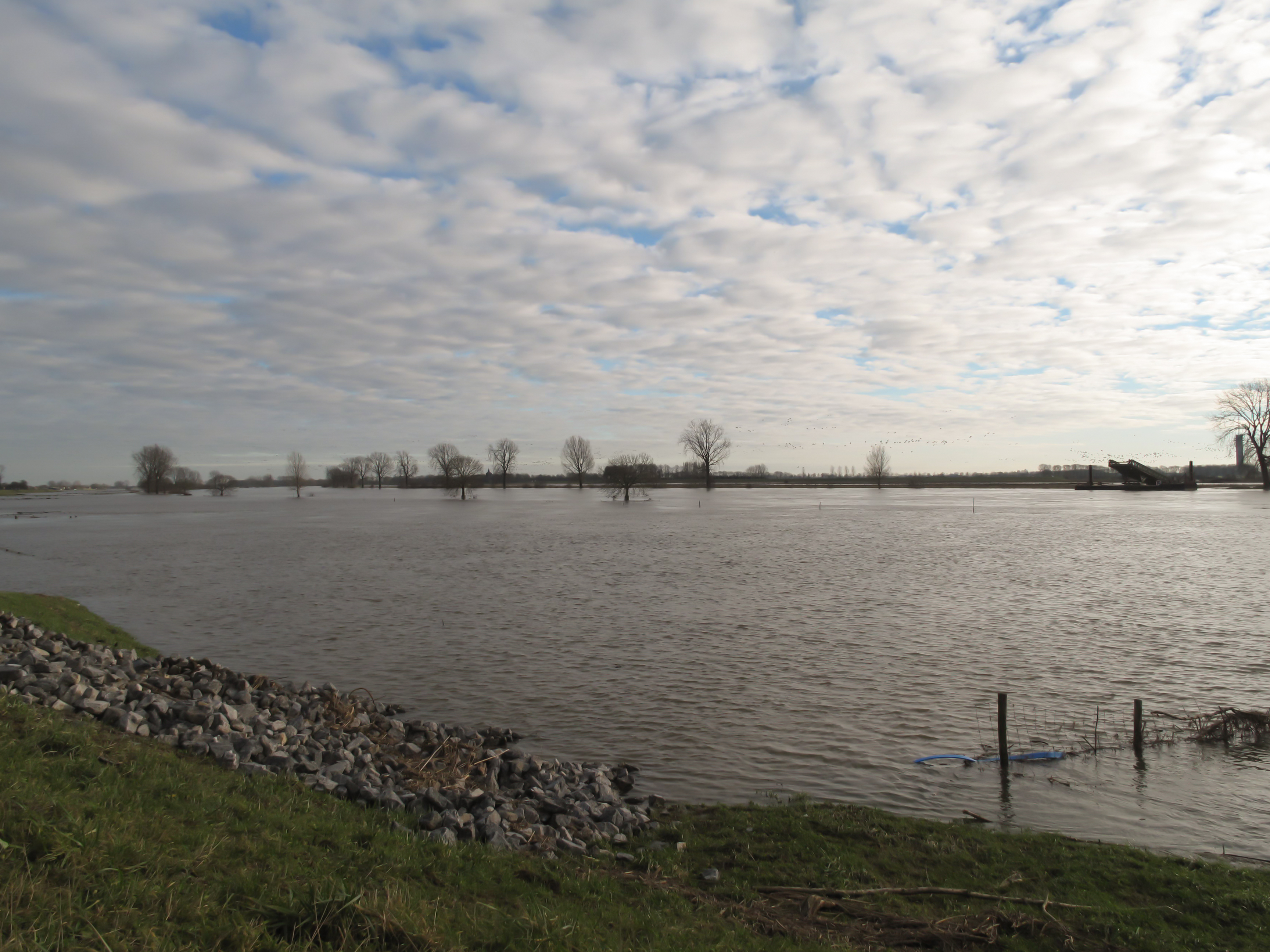
El Mosa en Appeltern

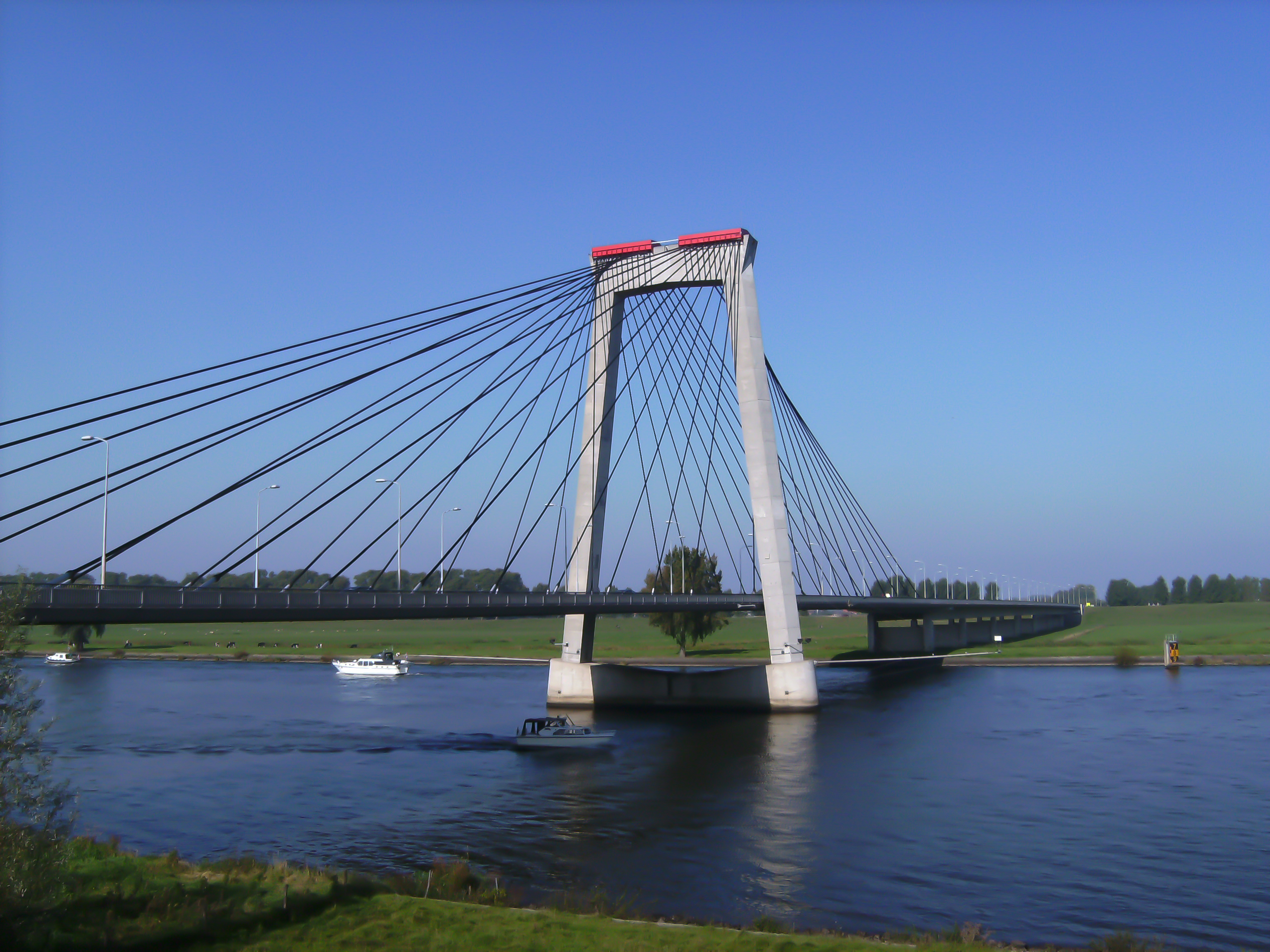
Heusden, brug over de Bergse Maas

Varios brazos de agua que corresponden con el antiguo cauce del río Mosa todavía llevan su nombre, incluso aunque cuando el Haringvlietdam está abierto, nada del agua que llega realmente del Mosa los atraviesa:
- Viejo Mosa (vieille Meuse, Oude Maas) que se separa del Waal al este de su desembocadura en el Haringvliet. Este brazo se dirige hacia el Nieuwe Waterweg.
- Mosa de Brielle (Meuse de Brielle, Brielse Maas).
- Nuevo Mosa (Nouvelle Meuse, Nieuwe Maas) que atraviesa Róterdam (neerlandés Róterdam). Sin embargo el agua que fluye en el Nuevo Mosa proviene en gran medida del Rin, por lo que se debería llamar a Róterdam una ciudad renana (Rijnstad) en lugar de una ciudad mosana (Maasstad).

La boca del Mosa forma con la del Escalda (Escaut/Schelde) y el Rin un gran delta, el delta del Rin-Mosa-Escalda, parcialmente represado por las obras del plan Delta, antes de desembocar en el mar del Norte al final de un curso de 950 km.
Abusivamente, el Mosa a menudo se considera un río confluyente con el Rin y no un río que da al mar en sí mismo. En particular, no forma parte de los grandes ríos franceses que se enseñan en la escuela primaria en Francia porque solamente la mitad de su recorrido total discurre por suelo francés y su cuenca es relativamente estrecha (por razones geológicas y físicas no recibe un importante afluente del Rin: el Mosela), por lo que su caudal es bastante bajo. Por el contrario, en Bélgica (donde se ha extendido) y en los Países Bajos, se considera un río importante, ya que sirve como principal arteria para el transporte de mercancías y ha dado forma a la historia y la geografía de esos países.

## Presas

Presas y embalses en el Mosa
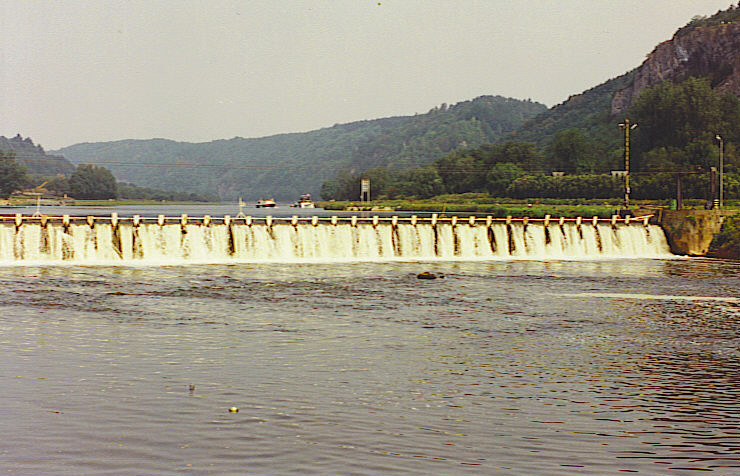
Presa en Waulsort (Bélgica)
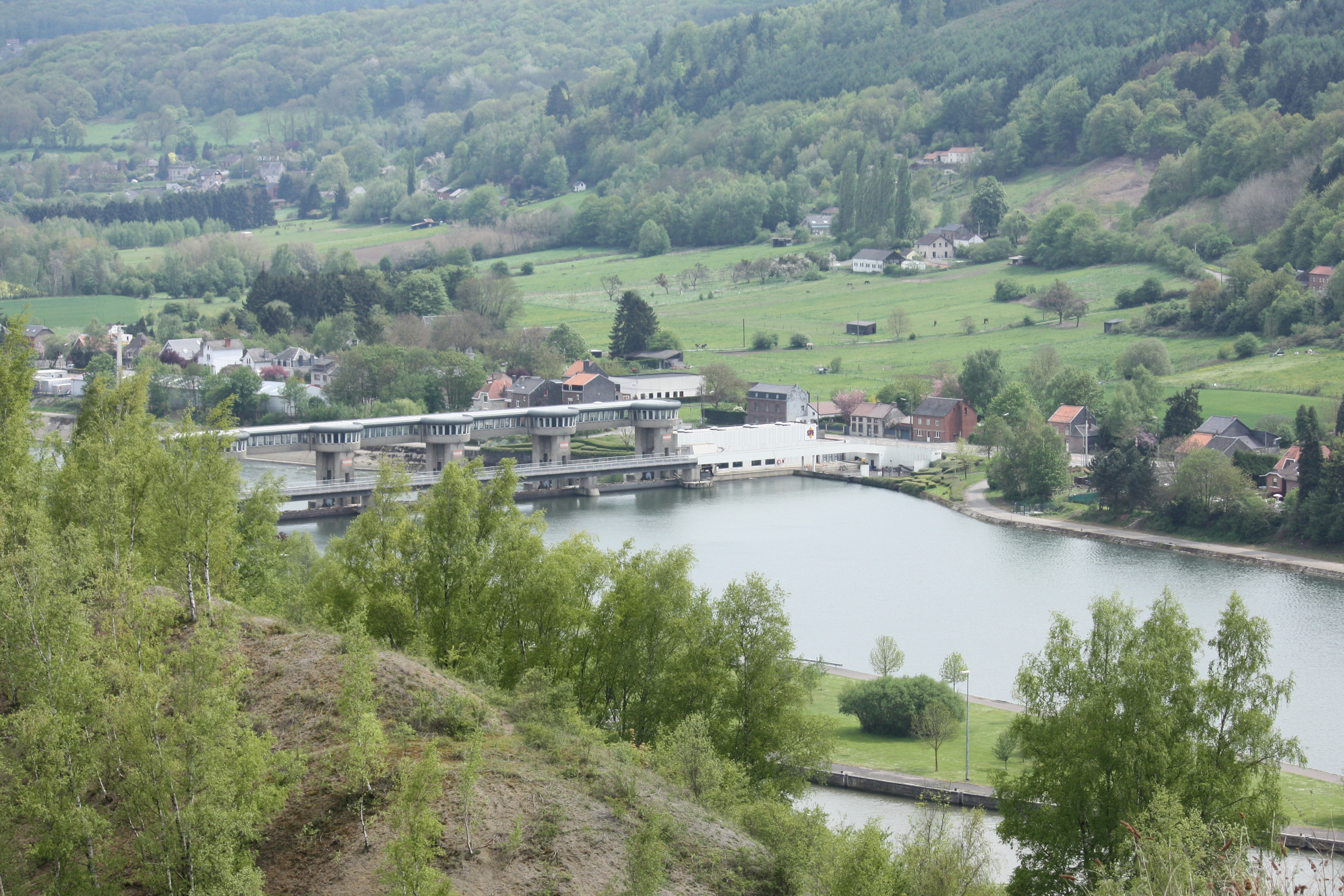
Presa en Andenne (Bélgica)
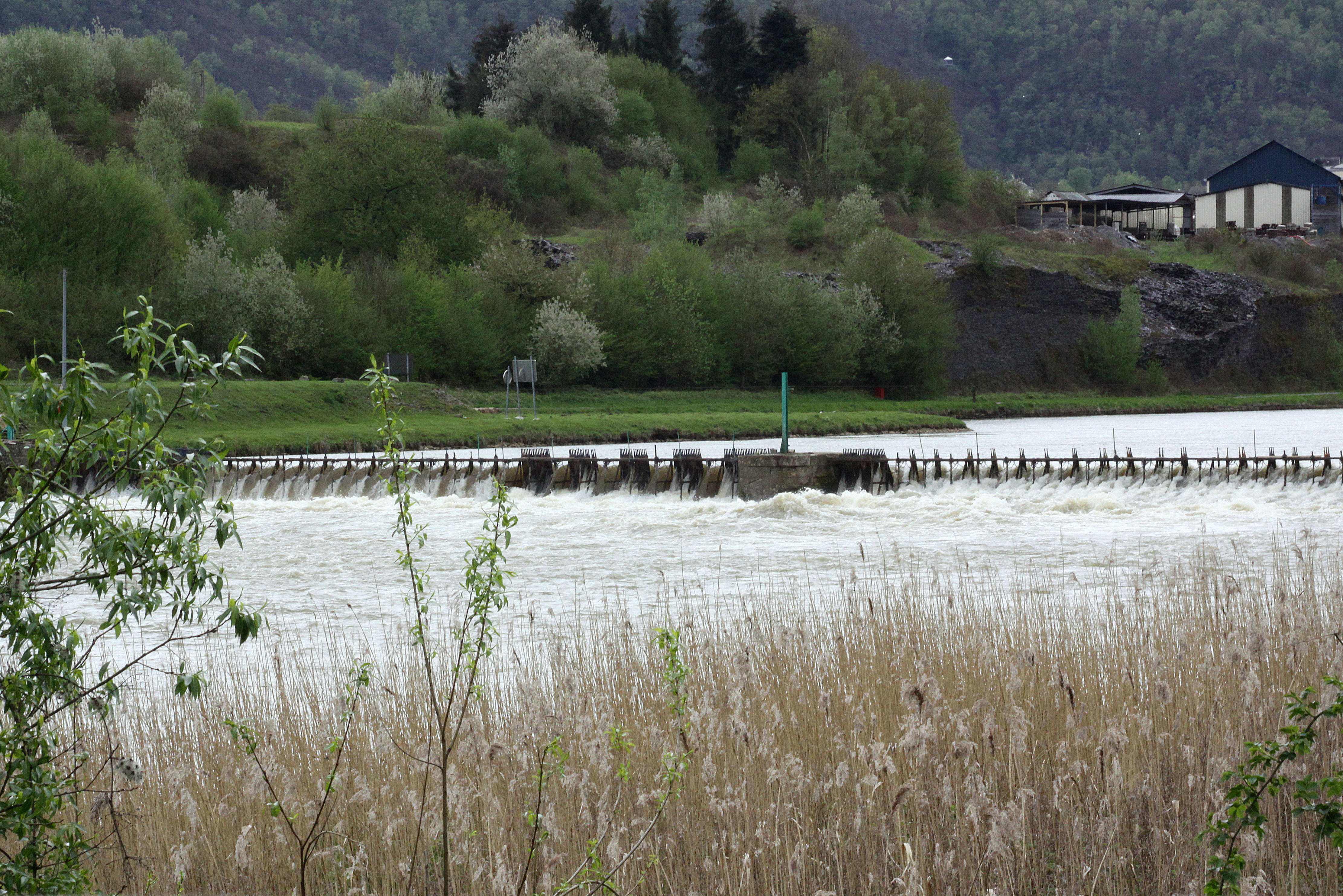
Presa en Haybes
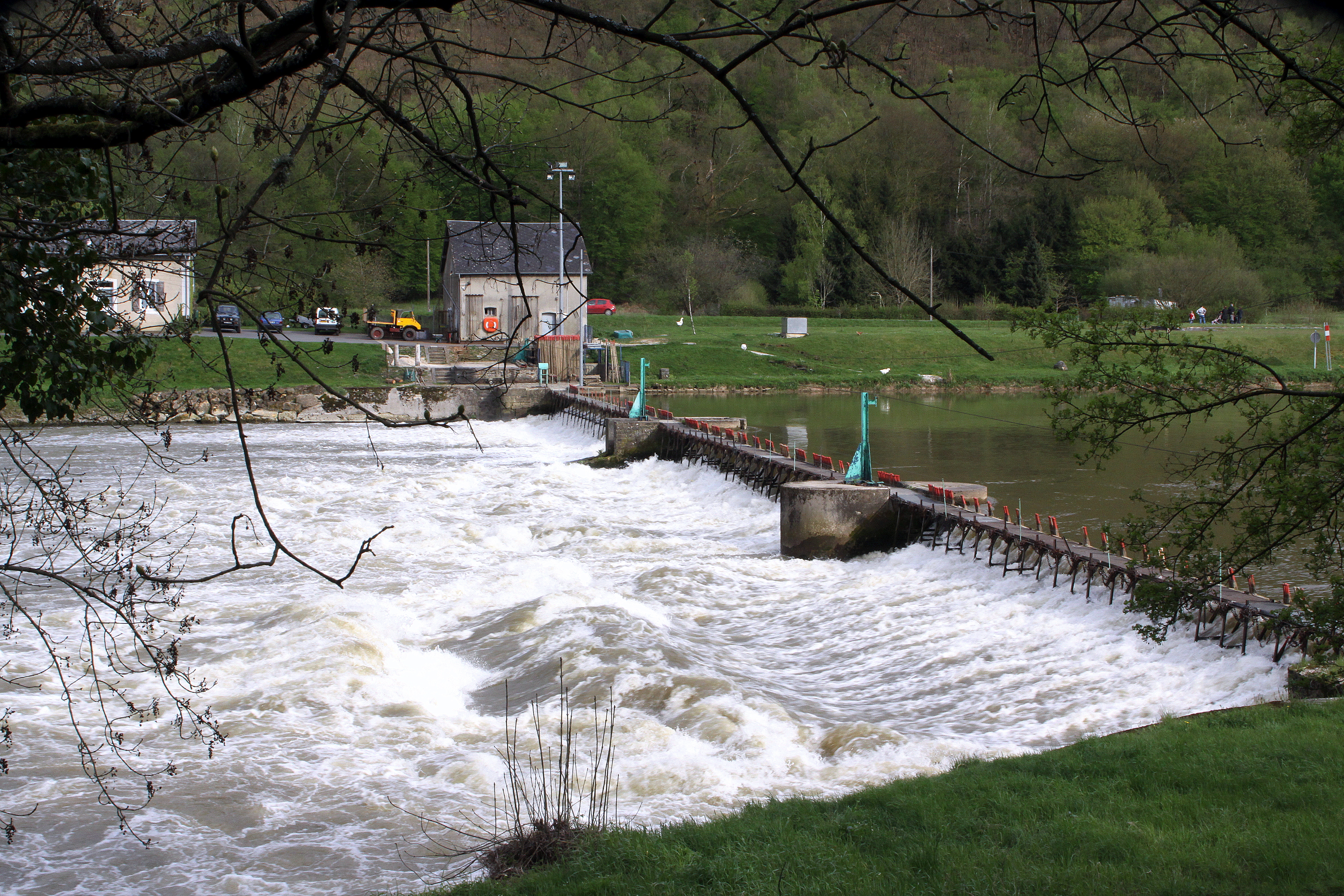
Presa en Fépin

## Hidrología

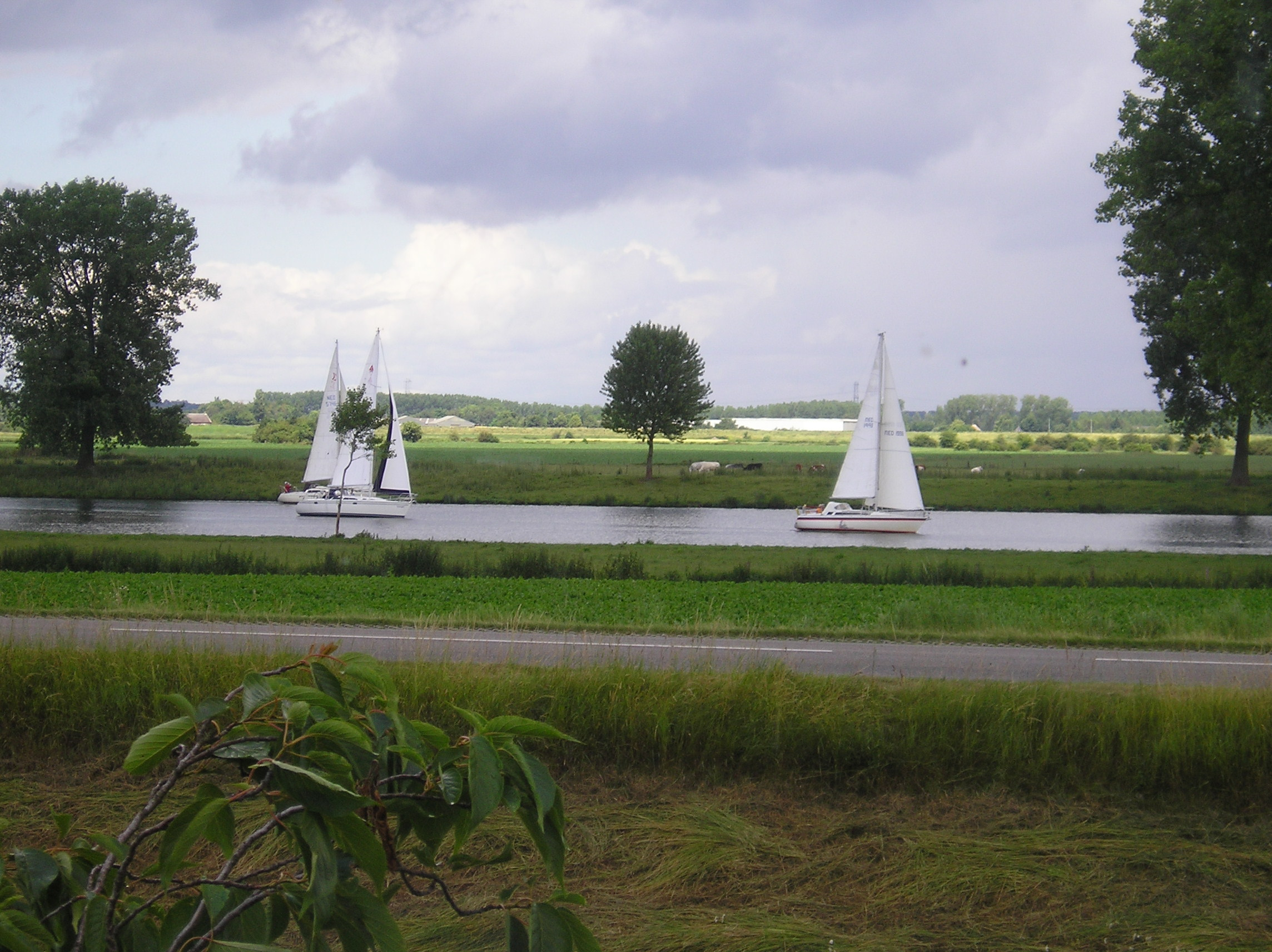
El Mosa con barcos, cerca de Grave

El río sigue en su parte alta su curso natural, sujeto a estiajes bajos y crecidas importantes y no es navegable más que en tramos. Aguas abajo, todavía en territorio francés, está canalizado, formando a veces la rama norte del canal del Este. Después de Saint-Mihiel su caudal ya permite la navegación de embarcaciones tipo gabarit Freycinet (250 toneladas con 1,80 m de calado). A partir de Givet, se hace navegable para las péniches (barcazas) de 1350 toneladas. Pasado el puerto autónomo de Lieja y hasta Róterdam, admite buques del tipo renano (2500 toneladas) y barcazas y 2x4500 toneladas.
El canal de las Ardenas conecta el Mosa con el Aisne y por tanto con el Sena. El canal Alberto, a su vez,  conecta el Mosa (partiendo de Lieja) con el Escalda (hasta Amberes), pasando por Bouchon de Lanaye. El fallido proyecto del canal del Ourthe también comenzaba en Lieja y debía alcanzar inicialmente la cuenca del Rin y salvar Luxemburgo gracias a un enlace Mosa-Mosela.
El Mosa es recorrido por muchas embarcaciones de recreo. Sus profundos meandros en la travesía del macizo de las Ardenas son todos lugares turísticos muy frecuentados.
Una gran inundación ocurrió en enero y marzo de 1910, que superó a la de 1886 en Nouzon.

### Caudal
- El caudal del Mosa en Domrémy-la-Pucelle, antes de la confluencia con el Vair, es de 13,3 m³/s. La contribución de los 5 m³/s del Vair hace pasar este caudal a 18,5 m³/s, y el Mosa se convierte entonces en un río de tamaño mediano. Su caudal pasa a 21,2 m³/s en Vaucouleurs,[19] 24,2 m³/s en Commercy,[20] 30,5 m³/s en Saint-Mihiel,[21] 47,3 en Stenay,[22] y más de 80,0 m³/s en Sedán y 107 m³/s a la salida de Charleville-Mézières.[23]
- El caudal medio observado en Heer (comuna de Hastière), un poco aguas abajo de Givet, en la frontera franco-belga, entre 1995 y 2004 es de 163,2 m³/s, con un máximo medio de 221,0 m³/s en 2001, y un mínimo medio de 100,3 m³/s en 1996.[24]
- El caudal medio en Namêche, un poco aguas abajo de Namur, observado durante el mismo período 1995-2004, fue de 210,8 m³/s, con un máximo medio de 297,1 m³/s en 2001, y un mínimo medio de 122,0 m³/s en 1996.

### Caudal en la frontera franco-belga
El Mosa no es un río muy regular. Su caudal ha sido observado durante 56 años (1953-2008) en la estación hidrológica de Chooz (en la isla Graviat, n.º B7200010), una localidad del departamento de Ardenas aguas arriba de la ciudad de Givet, es decir, no lejos de la frontera franco-belga. La estación está a una altitud de 99 m y recoge el agua de una cuenca de una superficie de 10 120 km2, pero no incluye las cuencas del Houille, del Alyse y de otros arroyos.
El módulo del río en Chooz es de 144 m³/s (sin incluir, como ya se ha mencionado, los caudales del Houille, del Alyse, etc.).
El Mosa presenta fluctuaciones estacionales de caudal bien marcadas. Las aguas altas se producen en invierno y principios de primavera, y se caracterizan por flujos medios mensuales que van desde 225−277 m³/s, de diciembre a marzo inclusive (con un máximo en febrero). A partir de abril, la tasa disminuye rápidamente hasta el estiaje de verano, que tiene lugar de junio a octubre, lo que reduce el flujo mensual medio a la baja de 51,4 m³/s en agosto y 50,5 m³/s en septiembre. Pero estas medias mensuales esconden fluctuaciones más pronunciadas en periodos cortos o entre años.
| Caudal medio mensual del Mosa en la estación de Chooz (en m³/s; datos calculados en el periodo de 61 años, 1953-2013) |
| |

En estiaje, el VCN3 (volumen consecutivo mínimo de 3 días) pueden caer hasta 11 m³/s en caso de periodo quinquenal seco, lo que puede ser considerado severo para un pujante curso de agua.
Las crecidas pueden ser extremadamente importante. Los QIX 2 y QIX 5 son, respectivamente, 690 y 950 m³/s (QIX=cantidad instantánea máxima). El QIX 10 es de 1100 m³/s, el QIX 20 de 1300 m³/s, mientras que QIX 50 asciende a 1500 m³/s. Esto significa, por ejemplo, que cada 50 años (de promedio), se espera una crecida del orden de 1500 m³/s, que corresponde al caudal medio del Ródano en Valence después de recibir las aguas del Isère.
El caudal instantáneo máximo registrado en Chooz fue de 1610 m³/s el 30 de enero de 1995, mientras que el valor máximo diario fue de 1560 m³/s el mismo día. Comparando el primero de estos valores en la escala de los QIX del río, se ve que esta inundación fue muy por encima del nivel definido por el cincuentenal QIX 50, y por lo tanto bastante excepcional.
El Mosa es un río abundante. La escorrentía en esta parte esencialmente francesa de su cuenca es de 452 mm anuales, que es significativamente más alto que el promedio general de Francia (320 mm). El caudal específico (o Qsp) alcanzó 14,3 litros por segundo y por kilómetro cuadrado de cuenca.

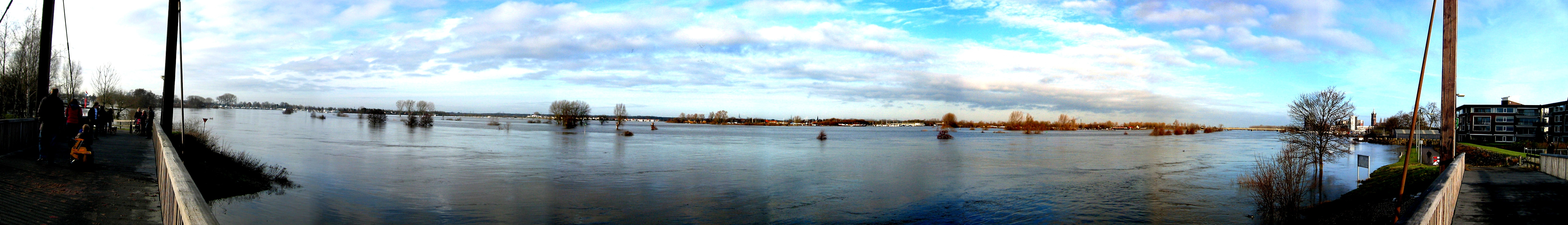
Crecida del Mosa en Ruremonde (Países Bajos) en enero de 2011

## Geomorfología y evolución del cauce
La travesía del sur al norte del macizo de las Ardenas por el curso del Mosa es una particularidad notable de este río. Por lo general, las corrientes de agua parten de un macizo para llegar a la llanura y luego al mar.
La excavación de este valle se debe a una particular cronología de sucesos geomorfológicos de la región:
- durante el Oligoceno, tuvo lugar allí una abertura de la fosa renana acompañado de una elevación (sobreelevación) de sus épaulements, la Selva Negra y el Macizo de los Vosgos. A partir de los Vosgos se organiza un sistema hidrográfico: Mosa, Mosela, Meurthe; el Mosela había sido durante millones de años un afluente del Mosa, que desembocaba en este río a la altura de Pagny-sur-Meuse que ha sufrido una captura en beneficio del Rin).
- durante los últimos millones de años, por combado de la corteza, el macizo de las Ardenas se sobreelevó, allí por donde ya pasaba el Mosa. Esta lenta elevación (de menos de 1 mm por año), sin embargo, permitió que el río por erosión pudiera mantener su nivel de base excavando en el transcurso de los años un profundo valle en el macizo de las Ardenas.

Esto explica cómo este río fue capaz de mantener su pendiente cuando el terreno circundante ha tomado una pendiente inversa. Y también explica la profundidad de la quebrada que es el valle del Mosa en las Ardenas.
Según algunos autores, esta situación es inestable. la red hidrográfica de la cuenca debería —en un futuro lejano— reorganizase en detrimento del Mosa. Por un lado, la parte inferior de su curso en Francia se convertirá en un afluente del Aisne, y a su través del Sena, desviado hacia el sur hasta la entrada de las Ardenas por el valle del Bar. Por otra parte, su curso superior se convertirá en un afluente del Mosela, y por lo tanto el Rin, desde el curso en Neufchâteau. El cauce del río ha cambiado a lo largo de la historia reciente debido a la baja altura de la llanura aluvial. El hombre ha intervenido a menudo.

Modificación del curso del Mosa, en 1904; el antiguo cauce del río en cian y en azul el nuevo.

El río fluía a través del Oude Maasje y en 1273 el cauce fue desviado vía el actual Afgedamde Maas hacia el noroeste, hasta la confluencia con el Waal, esto hasta 1904. Desde las inundaciones de Santa Isabel en 1421, el Waal y el Mosa se reunieron en Gorinchem para formar el Merwede. El Nuevo Meuse se ha colmatado y el Nieuwe Waterweg [nuevo canal], artificial, fue inaugurado en 1872 para que Róterdam pudiera seguir siendo un puerto marítimo. El canal de Heusden fue excavado en 1883 cuando el Afgedamde Maas empezó a llenarse de limo.
A fin de luchar contra las inundaciones, el Mosa fue represado en 1904, después de Well, de acuerdo con los planes de Cornelis Lely y fue redirigido a un nuevo brazo artificial, el Bergsche Maas, que luego continúa hasta el Amer hacia el Hollands Diep. El Antiguo Mosa es ahora uno de los brazos del Rin y no recibe más agua del Mosa, pero sigue manteniendo su nombre. La navegación es todavía posible entre el Afgedamde Maas, convertido ahora en un brazo casi muerto, y el Rin. La puerta de guarda: Kromme Nolkering puede bajarse si es necesario, mientras que el esclusa Wilhelmine cerca de Giessen asegura que las aguas de los dos ríos se separan.
La desembocadura del río hasta el siglo XVII, llamada el Meuse de Brielle, fue finalmente represada en 1950 y forma un brazo muerto, el Brielse Maas.
Hoy una pequeña parte del agua del río se desvía en el Dordtsche Kil y el resto entra en el Haringvliet; desde allí se desvían de una manera controlada artificialmente, a través de la Haringvlietdam en el mar del Norte y en el Spui para alcanzar el Vieille Meuse.

### Distributarios

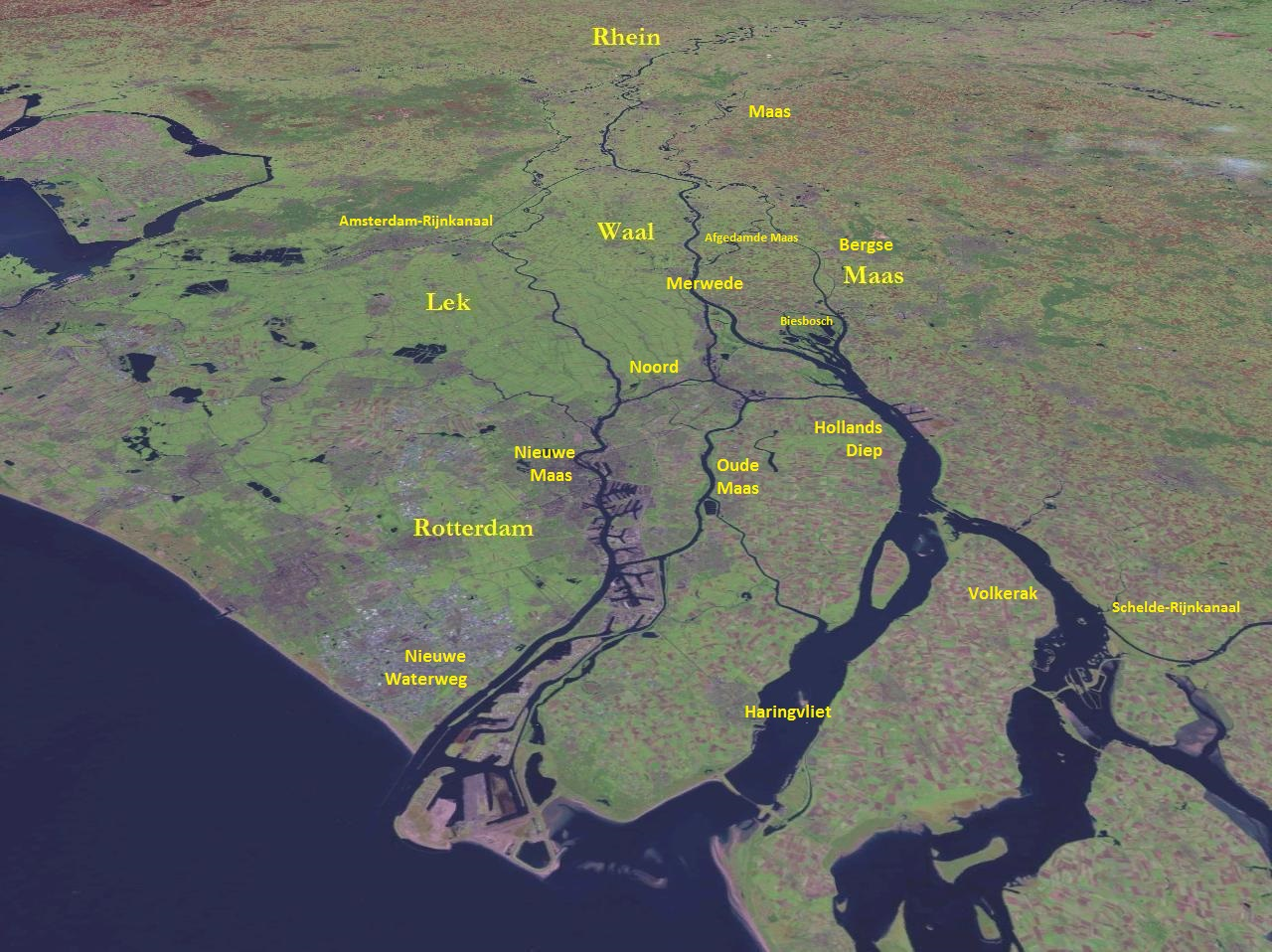
The lower part of the Rhine-Meuse Delta

La tasa de descarga anual media del Mosa se ha mantenido relativamente estable durante los últimos miles de años. Un estudio reciente estima que el flujo medio ha aumentado un 10 % desde el año 2000 a. C. La distribución hidrológica del Mosa cambió durante la Edad Media, cuando una gran inundación desplazó su curso principal al norte, hacia el río Merwede. A partir de entonces, varios tramos del original Merwede fueron nombrados «Maas» (es decir, Mosa) en su lugar y sirvieron como salida principal de ese río. Esos ramales son conocidos en la actualidad como Nieuwe Maas y Oude Maas. La separación resultante de los ríos Rin y Mosa se considera que es el mayor logro en ingeniería hidráulica neelandesa antes de la finalización del Zuiderzee Works y las obras del plan Delta. En 1970, la Haringvlietdam se había terminado. Desde entonces las aguas del Rin y del Mosa reunidas alcanzan el mar del Norte, ya sea en este sitio o, en tiempos de descargas más bajas del Rin, en Hoek van Holland.
Un estudio de 2008 señala que la diferencia entre los caudales de verano y de invierno se ha incrementado significativamente en los últimos 100-200 años. Esos estudios predicen que las inundaciones de invierno del Mosa pueden convertirse en un problema recurrente en las próximas décadas.

## Cultura

### El arte mosano
El Mosa, que cruza el este de Bélgica de parte a parte, ha dado su nombre al arte mosano que agrupa un conjunto de producciones de inspiración carolingia, realizadas principalmente en la antigua diócesis de Lieja (400-1559), entre el Sacro Imperio romano y Francia desde 900 de 1600, y que pone en perspectiva la historia de Valonia y del Principado de Lieja, en un largo momento cultural con la arquitectura y las hermosas colegiatas de Hastière, de Nivelles, de San Bartolomé de Lieja, con el trabajo de la madera, del marfil, de los metales (las pilas bautismales de San Bartolomé, la dinanderie [objetos de latón], por ejemplo).

### Homenajes literarios
Charles Péguy puso estos versos en la boca de Juana de Arco, nacida en Domrémy a orillas del Mosa:

Adieu Meuse endormeuse et douce à mon enfance,
Qui demeures aux prés où tu coules tout bas.
Meuse adieu : j'ai déjà commencé ma partance
En des pays nouveaux où tu ne coules pas.
Adiós Mosa adormecido y dulce en mi infancia,
que permaneces en las praderas donde te hundes abajo.
Mosa adiós: he comenzado ya mi partida
En países nuevos donde tu no discurres.

En su libro Une certaine idée de la Wallonie (Una cierta idea de Valonia), que tuvo que ilustrar según una pintura de Henri Blès, Paul-Henry Gendebien describe el proceso intelectual del gran pintor mosano pensando en todos los lugares de Europa donde se puede ver su trabajo:

L'Europe voit qu'un paysage du maître wallon - qui est mosan et qui ne peut qu'être mosan - est aussi le paysage par excellence, ce qui le hisse par le fait même au rang d'image de l'Univers.
Europa ve que un paisaje del maestro valón —que es mosano y que sólo puede ser mosano— es también el paisaje por excelencia, lo que lo izó por el hecho mismo al rango de imagen del Universo.
Une certaine idée de la Wallonie, Paul-Henry Gendebien 

André Dhôtel es un mosano que, del Mosa francés al Mosa belga, ha escrito esta extraordinaria novela en la que Bayard es el héroe, Le Pays où l’on n’arrive jamais [El país donde no se llega nunca]. Hay en este libro, curiosamente, el fantasma del mar y de las grandes villas flamencas o neerlandesas, donde el Mosa se encuentra con el mar entre las catedrales y los beffrois.
Hay muchos vínculos a lo largo del curso del Mosa tanto en su discurrir francés que belga. Rita Lejeune ha dibujado la carta de los topónimos ligados a la leyenda de Bayard, de la meseta de Langres a Maastricht.
Jacques Brel evoca el Mosa en «Je suis un soir d'été» o en «Il neige sur Liège».
Dominique A cita al Mosa en su canción «La pleureuse», enfatizando el lado oscuro del río comparado con el azul del Danubio.

En plombeur de ces dames
Ou en consolateur,
Si tu y trouves ton compte
J'inonderai ton cœur.
Et que le beau Danube

Se transforme en la Meuse
Et je suis ta pleureuse
Oui, je suis ta pleureuse
Pour toujours ta pleureuse.
En lastrante de estas damas
O en consolador,
Si encuentras tu cuenta
Inundaré tu corazón.
Y que el bello Danubio
Se transforme en el Mosa
Y soy tu llorona
Si, soy tu llorona
Por siempre tu llorona.
«La pleureuse», Dominique A

Philippe De Riemaecker en La Mosane teje una complicidad tierna entre el río y sus escritos:

À cet endroit précis, la Meuse s’arrête quelques instants, le temps d’une respiration, perturbée qu’elle est par une écluse et bordée d'une imitation sauvage, que les hommes ont placés là, pour le plaisir des yeux et des enfants. Ce bout de terre apprivoisée s'étend sur une bonne distance et s’étendrait davantage s’il n’était arrêté par un alignement de bâtisses imposantes d’une architecture recherchée et particulière à cette région. Il y a de l’harmonie à ce paysage bon enfant dans lequel une bourgeoisie de bon goût a trouvé refuge. Au centre de ce paysage se découpe une maison dite « de Maître », gardée par une haie en fer forgé, vers laquelle plongent deux volées d’escaliers faites de pierres arrachées à la colline.
En este preciso punto, el Mosa se detiene unos instantes, el tiempo de un respiro, perturbado como está por una esclusa y bordeado por una imitación salvaje, que los hombres han colocado allí, por el placer de los ojos y los niños. Este pedazo de tierra domesticada se extiende sobre una buena distancia y se extendería aún más si no fuese detenido por un alineamiento de edificaciones imponentes y de una arquitectura rebuscada y particular de esta región. Hay armonía en este paisaje buen chico en el que una burguesía de buen gusto ha encontrado refugio. En el centro de este paisaje se destaca una casa llamada «de Maestro», guardada por una reja de hierro forjado, hacia la que precipitan dos tramos de escaleras hechos de piedras arrancadas a la colina.
La Mosane, Philippe De Riemaecker

### Homenajes militares
El Mosa se menciona en el coro de la canción militar Verdun ! On ne passe pas, escrita en 1916 por Eugene Joullot y Jack Cazol, en ocasión de la batalla de Verdún.

Et Verdun, la victorieuse,
Pousse un cri que portent là-bas
Les échos des bords de la Meuse,
Halte là ! On ne passe pas !
Y Verdun, la victoriosa,
Lanza un grito que llevan allá
Los ecos de los bordes del Mosa
¡Alto ahí! ¡No se pasa!

### Ciudades y localidades a lo largo del río
Muchas de las comunidades a lo largo del río Mosa se enumeran a continuación; la mayoría tienen un significado histórico o tradición cultural que las relaciona con el río. Se listan a continuación las que tienen más de 200 habitantes, desde el nacimiento del río hasta su final y los habitantes corresponden en Francia al año 2013, en Bélgica a 2015 y en los Países Bajos a 2012.

## Anexo: Afluentes del río Mosa
El río Mosa tiene muchísimos afluentes, en general cortos, siendo los más importantes los que recoge la tabla siguiente. Los afluentes se ordenan geográficamente, siguiendo el río desde su nacimiento hasta la desembocadura.
| Ramal | Ramal | Nombre afluente               | Nombre afluente                 | Nombre afluente                 | Nombre afluente                 | Río en que desemboca | Lugar boca           | Longitud (km)            | Cuenca (km²) | Caudal (m³/s) | Entidad(es) administrativa(s) por las que discurre   | Tramo        | Tramo |
| -     | D     | Río Mouzon                    | Río Mouzon                      | Río Mouzon                      | Río Mouzon                      | -                    | Neufchâteau          | 63,3                     | 415          | 4,76          |                                                      | Francia      |       |
| -     | -     | -                             | Río Anger o Auger               | Río Anger o Auger               | Río Anger o Auger               | Mouzon               | –                    | 27,9                     | 124          | 1,38          |                                                      | Francia      |       |
| -     | D     | Río Vair                      | Río Vair                        | Río Vair                        | Río Vair                        | -                    | Domrémy-la-Pucelle   | 63,5                     | 421          | 5,15          | Vosgos                                               | Francia      |       |
| I     | -     | Río Aroffe                    | Río Aroffe                      | Río Aroffe                      | Río Aroffe                      | -                    | Rigny-la-Salle       | 50,2                     | 265          | 0,825         | Meurthe-et-Moselle, Mosa, Vosgos                     | Francia      |       |
| -     | D     | Río Chiers (Korn, Kor o Kuer) | Río Chiers (Korn, Kor o Kuer)   | Río Chiers (Korn, Kor o Kuer)   | Río Chiers (Korn, Kor o Kuer)   | -                    | Bazeilles            | 127                      | 2222         | 30,6          | Meurthe-et-Moselle, Ardenas Valonia Aubange (LUX)    | Francia      |       |
| -     | -     | -                             | Río Loison                      | Río Loison                      | Río Loison                      | Chiers               | –                    | 52,8                     | 356,0        | 3,98          | Mosa                                                 | Francia      |       |
| -     | -     | -                             | Río Othain                      | Río Othain                      | Río Othain                      | Chiers               | –                    | 67                       | 256,6        | 2,91          | Meurthe-et-Moselle, Mosa                             | Francia      |       |
| -     | -     | -                             | Río Ton                         | Río Ton                         | Río Ton                         | Chiers               | –                    | 32                       | 318          | 5,05          | Mosa Valonia                                         | Francia      |       |
| -     | -     | -                             | Río Crusnes                     | Río Crusnes                     | Río Crusnes                     | Chiers               | –                    | 32,2                     | 265,6        | 3,21          | Meurthe-et-Moselle, Mosa                             | Francia      |       |
| I     | -     | Bar                           | Bar                             | Bar                             | Bar                             | -                    | Vrigne-Meuse         | 61,6                     | 425          | 5,6           | Ardenas                                              | Francia      |       |
| I     | -     | Río Vence                     | Río Vence                       | Río Vence                       | Río Vence                       | -                    | Charleville-Mézières | 32,7                     | 129,5        | 2,19          | Mosa                                                 | Francia      |       |
| I     | -     | Río Sormonne                  | Río Sormonne                    | Río Sormonne                    | Río Sormonne                    | -                    | Charleville-Mézières | 56,5                     | 411          | 6,36          | Mosa                                                 | Francia      |       |
| -     | D     | Río Semois (Semoy en France)  | Río Semois (Semoy en France)    | Río Semois (Semoy en France)    | Río Semois (Semoy en France)    | -                    | Monthermé            | 210                      | 1350         | 35            | Ardenas Valonia                                      | Francia      |       |
| -     | -     | Río Houille                   | Río Houille                     | Río Houille                     | Río Houille                     | -                    | Givet                | 25                       | 233,5        | 3,65          |                                                      | Francia      |       |
| -     | -     | Río Hermeton                  | Río Hermeton                    | Río Hermeton                    | Río Hermeton                    | -                    | Hastière             | 32                       | 167          | 1,9           | Valonia                                              | Bélgica      |       |
| -     | -     | Río Lesse                     | Río Lesse                       | Río Lesse                       | Río Lesse                       | -                    | Anseremme            | 89                       | 1343         | 19            |                                                      | Bélgica      |       |
| -     | -     | -                             | Río Lomme, Lhomme o L'Homme     | Río Lomme, Lhomme o L'Homme     | Río Lomme, Lhomme o L'Homme     | Lesse                | Éprave               | 46                       | 480          | 7,4           | Valonia                                              | Bélgica      |       |
| -     | -     | -                             | -                               | Río Wamme                       | Río Wamme                       | Lomme                | Jemelle              | 27                       | 145          |               | Valonia                                              | Bélgica      |       |
| -     | -     | Río Bocq                      | Río Bocq                        | Río Bocq                        | Río Bocq                        | -                    | Yvoir                | 45                       | 230          | 2,21          | Valonia                                              | Bélgica      |       |
| -     | -     | Río Sambre                    | Río Sambre                      | Río Sambre                      | Río Sambre                      | -                    | Namur                | 190                      | 2740         | 36            | Aisne, Nord Valonia                                  | Bélgica      |       |
| -     | -     | -                             | Río Orneau                      | Río Orneau                      | Río Orneau                      | Sambre               | Jemeppe-sur-Sambre   | 25                       | 203          | 1,8           | Valonia                                              | Bélgica      |       |
| -     | -     | -                             | Río Eau d'Heure                 | Río Eau d'Heure                 | Río Eau d'Heure                 | Sambre               | Charleroi            | 47                       | 344          | 3,8           | Valonia                                              | Bélgica      |       |
| -     | -     | -                             | Río Helpe Majeure               | Río Helpe Majeure               | Río Helpe Majeure               | Sambre               | Noyelles-sur-Sambre  | 69,1                     | 329          | 3,86          | Valonia                                              | Bélgica      |       |
| -     | -     | -                             | Río Helpe Mineure               | Río Helpe Mineure               | Río Helpe Mineure               | Sambre               | Maroilles            | 51                       | 275          | 3,76          | Valonia                                              | Bélgica      |       |
| -     | -     | Río Mehaigne                  | Río Mehaigne                    | Río Mehaigne                    | Río Mehaigne                    | -                    | Huy                  | 59                       | 352          | 2,5           |                                                      | Bélgica      |       |
| -     | -     | Río Hoyoux                    | Río Hoyoux                      | Río Hoyoux                      | Río Hoyoux                      | -                    | Huy                  | 28                       | 239          | 2,0           |                                                      | Bélgica      |       |
| -     | -     | Río Ourthe                    | Río Ourthe                      | Río Ourthe                      | Río Ourthe                      | -                    | Lieja                | 165                      | 3624         | 55,2          |                                                      | Bélgica      |       |
| -     | -     | -                             | Río Vesdre                      | Río Vesdre                      | Río Vesdre                      | Ourthe               | Chênée               | 71                       | 703          | 11,4          | Valonia, Lieja, Renania del Norte-Westfalia          | Bélgica      |       |
| -     | -     | -                             | -                               | Río Hoëgne o Hogne              | Río Hoëgne o Hogne              | Vesdre               | Chênée               | 30                       | 215          | 6,3           | Valonia                                              | Bélgica      |       |
| -     | -     | -                             | Río Amblève                     | Río Amblève                     | Río Amblève                     | Ourthe               | Comblain-au-Pont     | 93                       | 1077         | 19,5          | Valonia                                              | Bélgica      |       |
| -     | -     | -                             | -                               | Río Lienne                      | Río Lienne                      | Amblève              | Stoumont             | 29                       | 149          | 2,9           | Valonia                                              | Bélgica      |       |
| -     | -     | -                             | -                               | Río Salm (Belgique)             | Río Salm (Belgique)             | Amblève              | Trois-Ponts          | 34                       | 202          | 3,2           | Valonia                                              | Bélgica      |       |
| -     | -     | -                             | -                               | Río Warche                      | Río Warche                      | Amblève              | Malmedy-Warche       | 41                       | 192          | 4,5           | Valonia                                              | Bélgica      |       |
| -     | -     | -                             | Río Aisne (Bélgica)             | Río Aisne (Bélgica)             | Río Aisne (Bélgica)             | Ourthe               | Bomal                | 31                       | 187          |               | Valonia                                              | Bélgica      |       |
| -     | -     | -                             | Río Ourthe oriental             | Río Ourthe oriental             | Río Ourthe oriental             | Ourthe               | Houffalize           |                          | 329          | 5,7           | Valonia                                              | Bélgica      |       |
| -     | -     | -                             | Río Ourthe occidental           | Río Ourthe occidental           | Río Ourthe occidental           | Ourthe               | Houffalize           |                          | 406          | 7,2           | Valonia                                              | Bélgica      |       |
| -     | -     | Río Berwinne                  | Río Berwinne                    | Río Berwinne                    | Río Berwinne                    | -                    | Fourons              | 25                       | 118          | 1,32          |                                                      | Bélgica      |       |
| I     | -     | Río Geer                      | Río Geer                        | Río Geer                        | Río Geer                        | -                    | Maastricht           | 54                       | 463          | 2,7           | Provincias de Lieja y Limburgo (Bélgica), Maastricht | Países Bajos |       |
| -     | -     | Río Gueule                    | Río Gueule                      | Río Gueule                      | Río Gueule                      | -                    | Meerssen             | 56                       | 121          | 1,5           | Wallonie, Limbourg néerlandas                        | Países Bajos |       |
| -     | -     | Río Geleenbeek                | Río Geleenbeek                  | Río Geleenbeek                  | Río Geleenbeek                  | -                    | Stevensweert         | 39,5                     | area         |               |                                                      | Países Bajos |       |
| -     | -     | Río Swalm                     | Río Swalm                       | Río Swalm                       | Río Swalm                       | -                    | Swalmen              | 45                       | 277          |               | Limbourg néerlandais, Renania del Norte-Westfalia    | Países Bajos |       |
| -     | D     | Río Rur (Rour o Roule )       | Río Rur (Rour o Roule )         | Río Rur (Rour o Roule )         | Río Rur (Rour o Roule )         | -                    | Ruremonde            | 164,5                    | 2360         | 25            | Provincia de Lieja, Renania del Norte-Westfalia      | Países Bajos |       |
| -     | -     | -                             | Río Wurm                        | Río Wurm                        | Río Wurm                        | Rur                  | Heinsberg            | 53                       | 355,5        | 1,4           | Renania del Norte-Westfalia                          | Países Bajos |       |
| -     | -     | -                             | Inde                            | Inde                            | Inde                            | Rur                  | Juliers              | 54                       | 374,23       |               | Provincia de Lieja, Renania del Norte-Westfalia      | Países Bajos |       |
| -     | -     | -                             | Río Urft                        | Río Urft                        | Río Urft                        | Rur                  |                      | 46,37                    | 372,5        |               |                                                      | Países Bajos |       |
| -     | -     | -                             | -                               | Río Olef                        | Río Olef                        | Urft                 | Rurberg              | 28                       | 196,0        |               | Provincia de Lieja, Renania del Norte-Westfalia      | Países Bajos |       |
| -     | -     | Río Niers                     | Río Niers                       | Río Niers                       | Río Niers                       | -                    | Gennep               | 117                      | 1348         |               | Limburgo (Netherlands), Renania del Norte-Westfalia  | Países Bajos |       |
| -     | -     | Río Dieze                     | Río Dieze                       | Río Dieze                       | Río Dieze                       | -                    | Bois-le-Duc          | 120 (incluido el Dommel) | 2600         | 22            |                                                      | Países Bajos |       |
| -     | -     | -                             | Río Aa (Brabante Septentrional) | Río Aa (Brabante Septentrional) | Río Aa (Brabante Septentrional) | Mosa                 | Bois-le-Duc          | 90                       |              |               |                                                      | Países Bajos |       |
| -     | -     | -                             | Río Dommel                      | Río Dommel                      | Río Dommel                      | Mosa                 | Bois-le-Duc          | 146                      |              |               | Brabante Septentrional, Limburgo                     | Países Bajos |       |
| -     | -     | -                             | -                               | Esschestroom-Reusel             | Esschestroom-Reusel             | Dommel               | Oisterwijk           | 32                       |              |               | Brabante Septentrional                               | Países Bajos |       |
| -     | -     | -                             | -                               | Río Beerze                      | Río Beerze                      | Dommel               |                      | 45                       |              |               | Brabante Septentrional                               | Países Bajos |       |

- Grevelingen, Krammer, Volkerak
  - Steenbergse Vliet (Steenbergen)
    - Aa ou Molenbeek (Rosendael)

  - Dintel (Dinteloord)
    - Mark (Zevenbergen)
      - Aa of Weerijs (Bréda)